# Saint-Ouen-sur-Seine
Pour les articles homonymes, voir Saint-Ouen.
Saint-Ouen-sur-Seine ([sɛ̃.t‿wɛ̃ syʁ sɛn]), dénommée Saint-Ouen ([sɛ̃.t‿wɛ̃]) jusqu'en novembre 2018, est une commune française située sur la rive droite de la Seine dans le département de la Seine-Saint-Denis, en région Île-de-France. Commune limitrophe du nord de Paris, la ville fait partie de la métropole du Grand Paris et de l'établissement public territorial Plaine Commune. Elle accueille depuis 2018 le siège du conseil régional d'Île-de-France.
Ses habitants sont appelés les Audoniens et les Audoniennes.

## Géographie

### Localisation
En 1860, la ville de Paris a absorbé le territoire des anciennes communes qui se trouvaient à l'intérieur des fortifications de Thiers. La partie de l'ancienne commune de Montmartre et une partie de celle de La Chapelle, situées à l'extérieur de la ligne de défense, furent alors attribuées à Saint-Ouen.
Saint-Ouen-sur-Seine est une commune de la première couronne parisienne. Conséquence directe de cette localisation, Saint-Ouen-sur-Seine est bordée par de nombreuses infrastructures de transport (routes et chemins de fer), à l'extérieur de la commune cependant. Par ailleurs, la ville de Paris est un important propriétaire foncier de la commune, ses diverses emprises représentant environ 36 hectares.

### Communes limitrophes
Saint-Ouen est à la limite de trois départements : la Seine-Saint-Denis, les Hauts-de-Seine et Paris. Elle est ainsi limitrophe des 17e et 18e arrondissements de Paris au sud. Au nord et à l'est, elle est bordée par Saint-Denis : le quartier de Pleyel au nord, en continuité urbaine, et le quartier de La Plaine Saint-Denis, à l'est séparé par le faisceau de voie de la gare du Nord. À l'ouest, elle est bordée par la Seine, face à L'Île-Saint-Denis et à Asnières-sur-Seine. Au sud-ouest, elle est limitrophe de Clichy. Cette frontière départementale a d'ailleurs la particularité d'être la seule entre la Seine-Saint-Denis et les Hauts-de-Seine qui n'est pas matérialisée par la Seine.
| Asnières-sur-Seine | L'Île-Saint-Denis    | Saint-Denis                         |
| Clichy             | Saint-Ouen-sur-Seine | Saint-Denis (La Plaine-Saint-Denis) |
| Paris 17e          | Paris 18e            | Paris 18e                           |

### Géologie et relief
Saint-Ouen-sur-Seine est située dans le Bassin parisien, qui forme une vaste dépression occupée dans le passé par des mers peu profondes et des lacs. Il a pour origine la fracturation, le basculement et l’affaissement du soubassement de la région.
Au fil du temps, des sables et des argiles, issus de l’érosion des reliefs alentour, ainsi que des calcaires d’origine biologique, se sont accumulés en couches successives pour combler ce bassin au fur et à mesure qu’il s’enfonçait.
Les sédiments empilés forment une succession de couches géologiques. La structure géologique du bassin sédimentaire peut être comparée à un empilement « d’assiettes creuses », les couches les plus récentes, sur lesquelles se trouve la commune de Saint-Ouen, correspondent à la zone centrale et datent de l'ère Tertiaire.

### Hydrographie

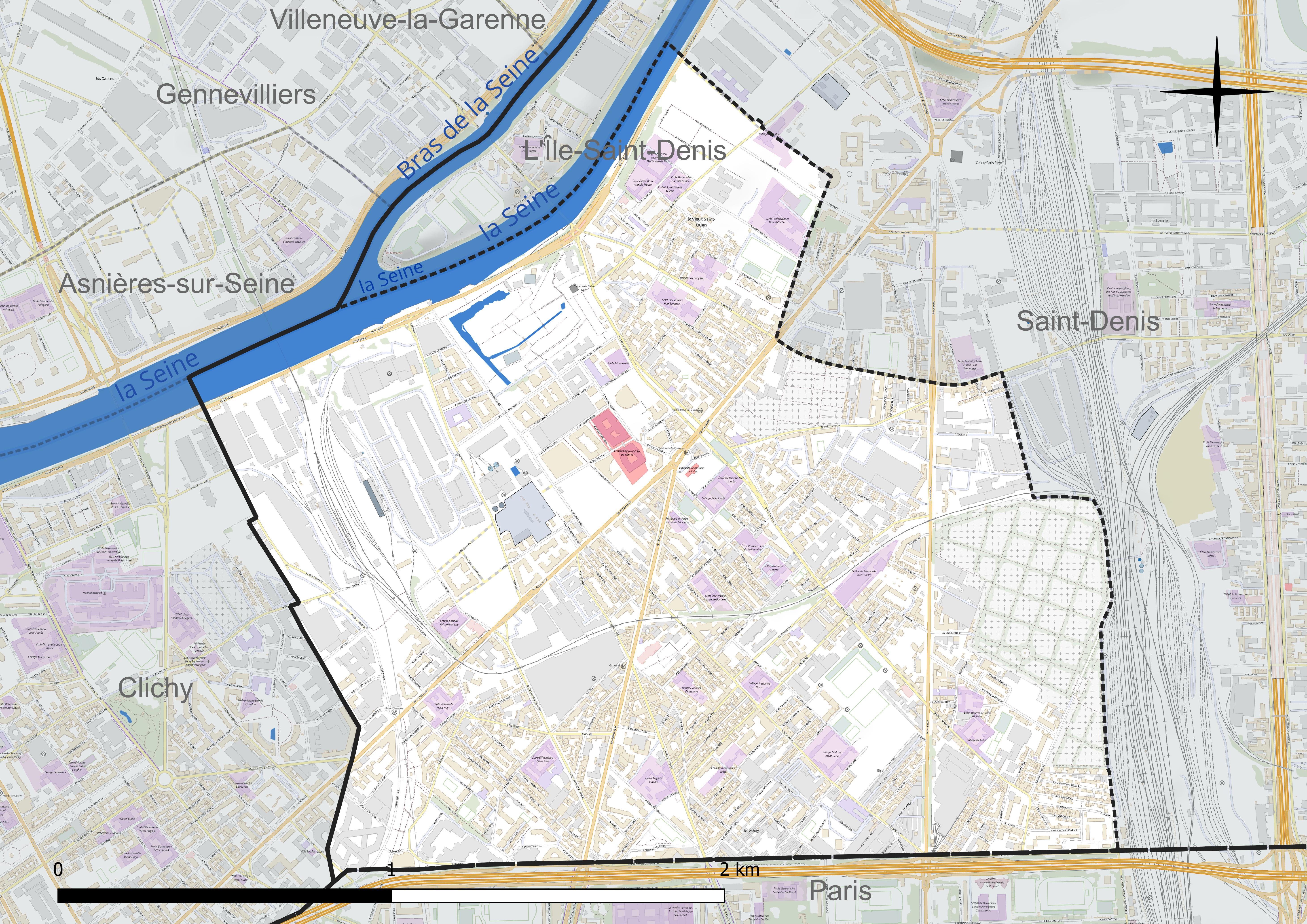
Carte hydrographiquie de la commune.

Saint-Ouen-sur-Seine est bordée à sa limite nord par la Seine, en aval de Paris.

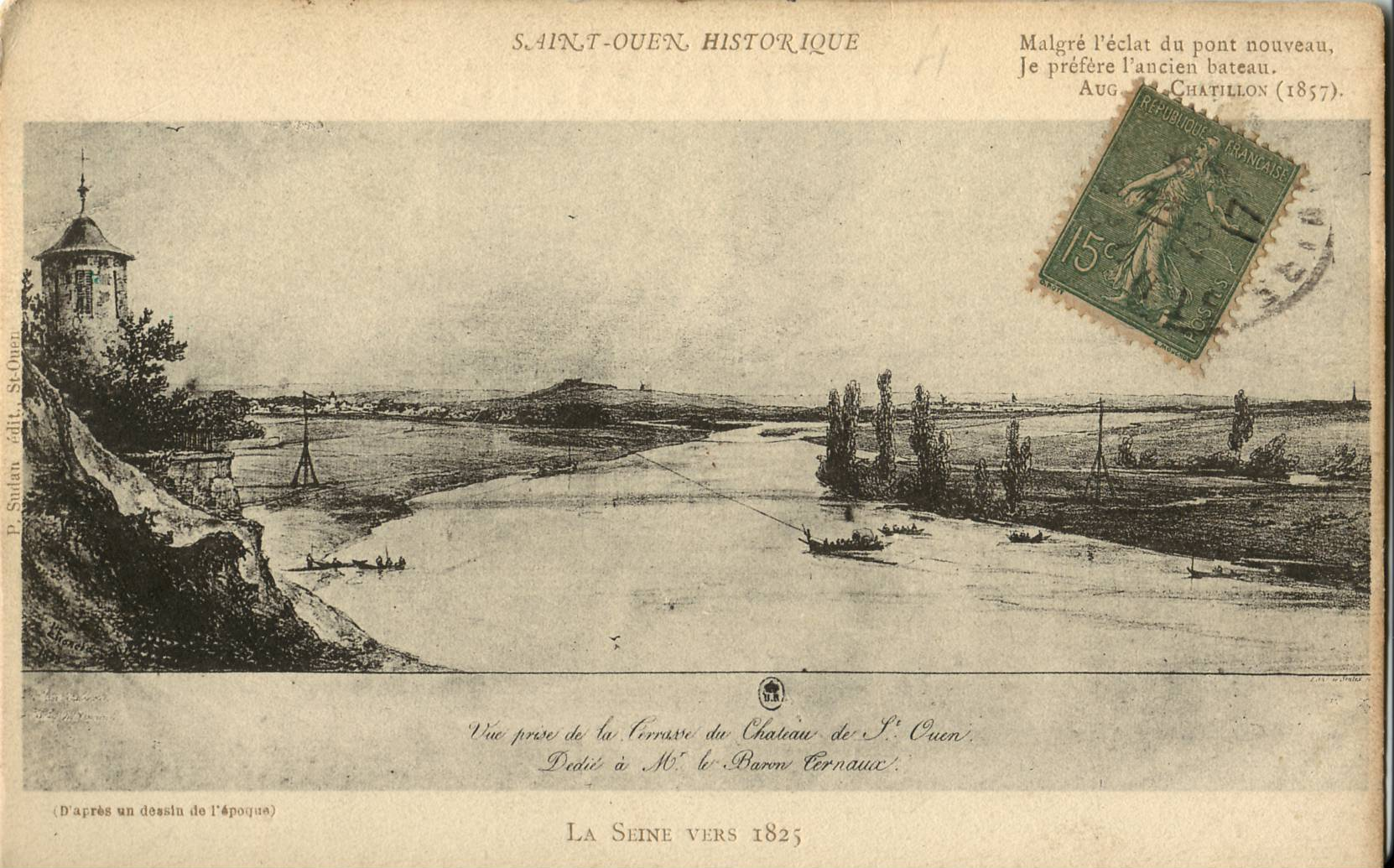
La Seine, vue de la terrasse du château de Saint-Ouen, vers 1825.
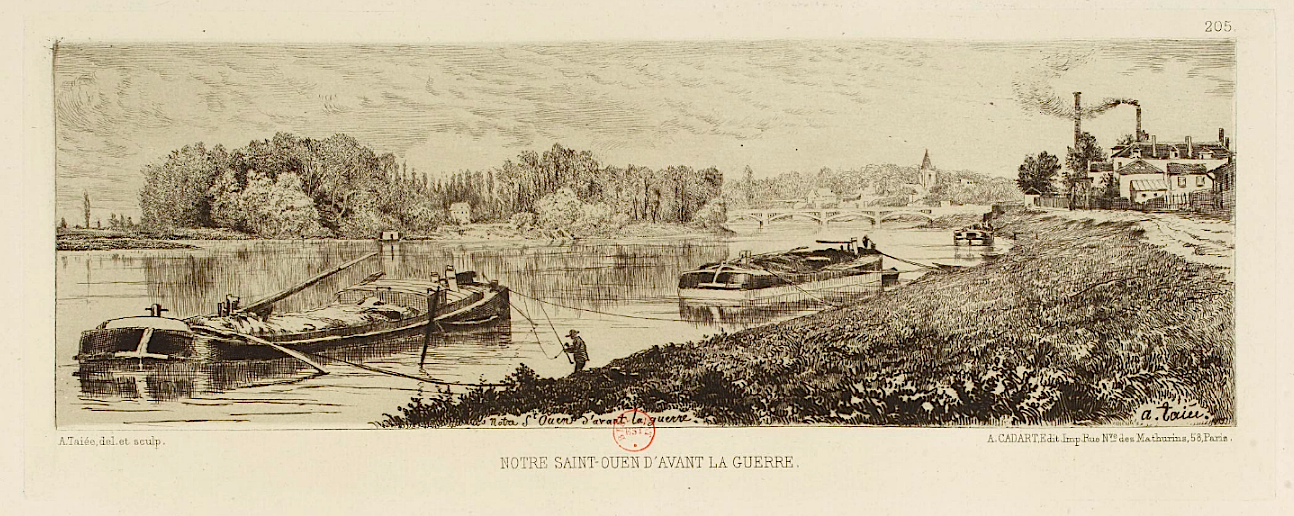
La Seine avec vue de Saint-Ouen, eau-forte d'Alfred Taiée (avant 1870).

### Climat
Pour des articles plus généraux, voir Climat de l'Île-de-France et Climat de la Seine-Saint-Denis.
En 2010, le climat de la commune est de type climat océanique dégradé des plaines du Centre et du Nord, selon une étude du CNRS s'appuyant sur une série de données couvrant la période 1971-2000. En 2020, Météo-France publie une typologie des climats de la France métropolitaine dans laquelle la commune est exposée à un climat océanique altéré et est dans la région climatique Sud-ouest du bassin Parisien, caractérisée par une faible pluviométrie, notamment au printemps (120 à 150 mm) et un hiver froid (3,5 °C).
Pour la période 1971-2000, la température annuelle moyenne est de 12,6 °C, avec une amplitude thermique annuelle de 15,5 °C. Le cumul annuel moyen de précipitations est de 641 mm, avec 10,2 jours de précipitations en janvier et 7,6 jours en juillet. Pour la période 1991-2020, la température moyenne annuelle observée par la station météorologique la plus proche, située à Paris, à 6 km à vol d'oiseau, est de 13,3 °C et le cumul annuel moyen de précipitations est de 667,4 mm,. Pour l'avenir, les paramètres climatiques de la commune estimés pour 2050 selon différents scénarios d'émission de gaz à effet de serre sont consultables sur un site dédié publié par Météo-France en novembre 2022.

## Urbanisme

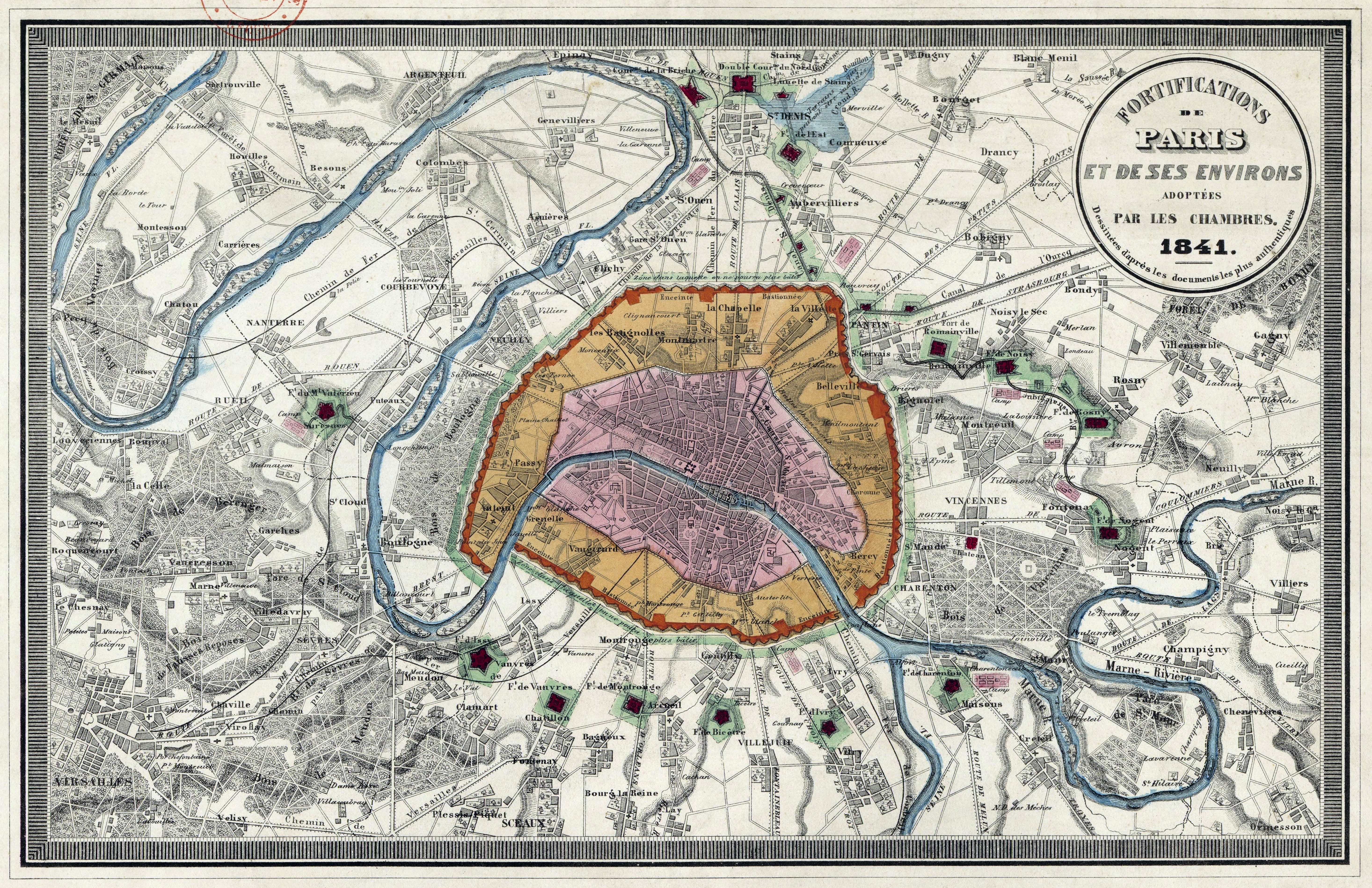
Plan des fortifications de Paris en 1841, montrant la situation de Saint-Ouen.

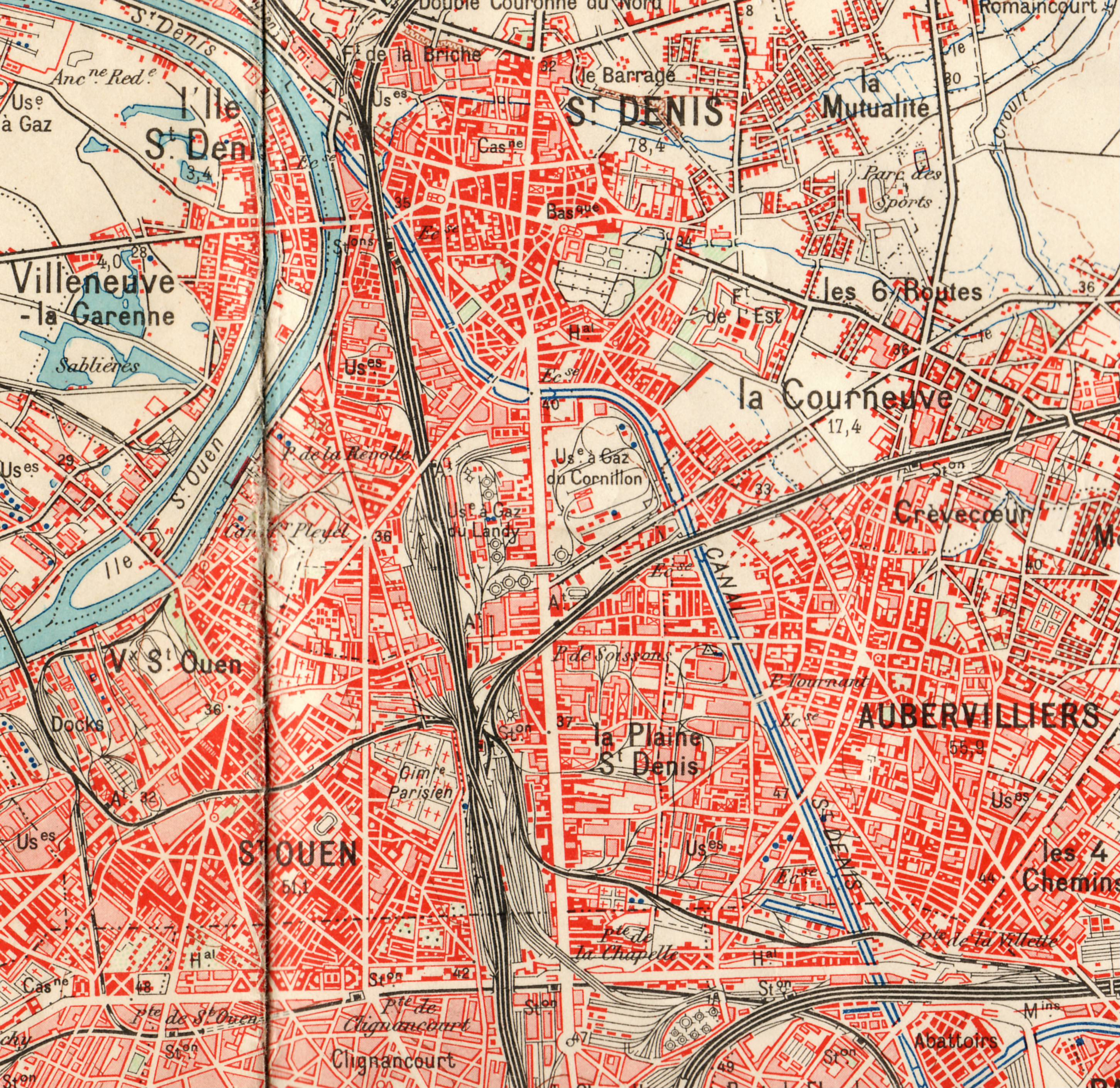
Plan de La Plaine Saint-Denis en 1936.

La partie du territoire communal limitrophe de Paris se trouvait  dans l'ancienne Zone des fortifications de Paris qui ont défendu la capitale du milieu du XIXe siècle à l'entre-deux-guerres, c'est-à-dire la zone non ædificandi. Cette locution latine désigne une servitude qui interdit toute construction sur une zone dénommée.
À partir de 1923, la Zone[réf. nécessaire] décrit une bande de terrains vagues qui s'est constituée tout autour de Paris près de l'emplacement des anciennes « fortifs' » et qu'occupa, au début du XXe siècle, une population très pauvre. Elle prend alors le sens de « quartier pauvre » occupée par des habitations de fortune. En argot, elle caractérise extensivement la banlieue elle-même décrite (péjoratif) comme un environnement urbain en désordre « C'est la zone Pour autant zoner, activité attribuée aux gens de la zone c'est, en argot, flâner en ville.

### Typologie
Au 1er janvier 2024, Saint-Ouen-sur-Seine est catégorisée grand centre urbain, selon la nouvelle grille communale de densité à sept niveaux définie par l'Insee en 2022.
Elle appartient à l'unité urbaine de Paris, une agglomération inter-départementale regroupant 407  communes, dont elle est une commune de la banlieue,,. Par ailleurs la commune fait partie de l'aire d'attraction de Paris, dont elle est une commune du pôle principal,. Cette aire regroupe 1 929 communes,.

### Morphologie urbaine

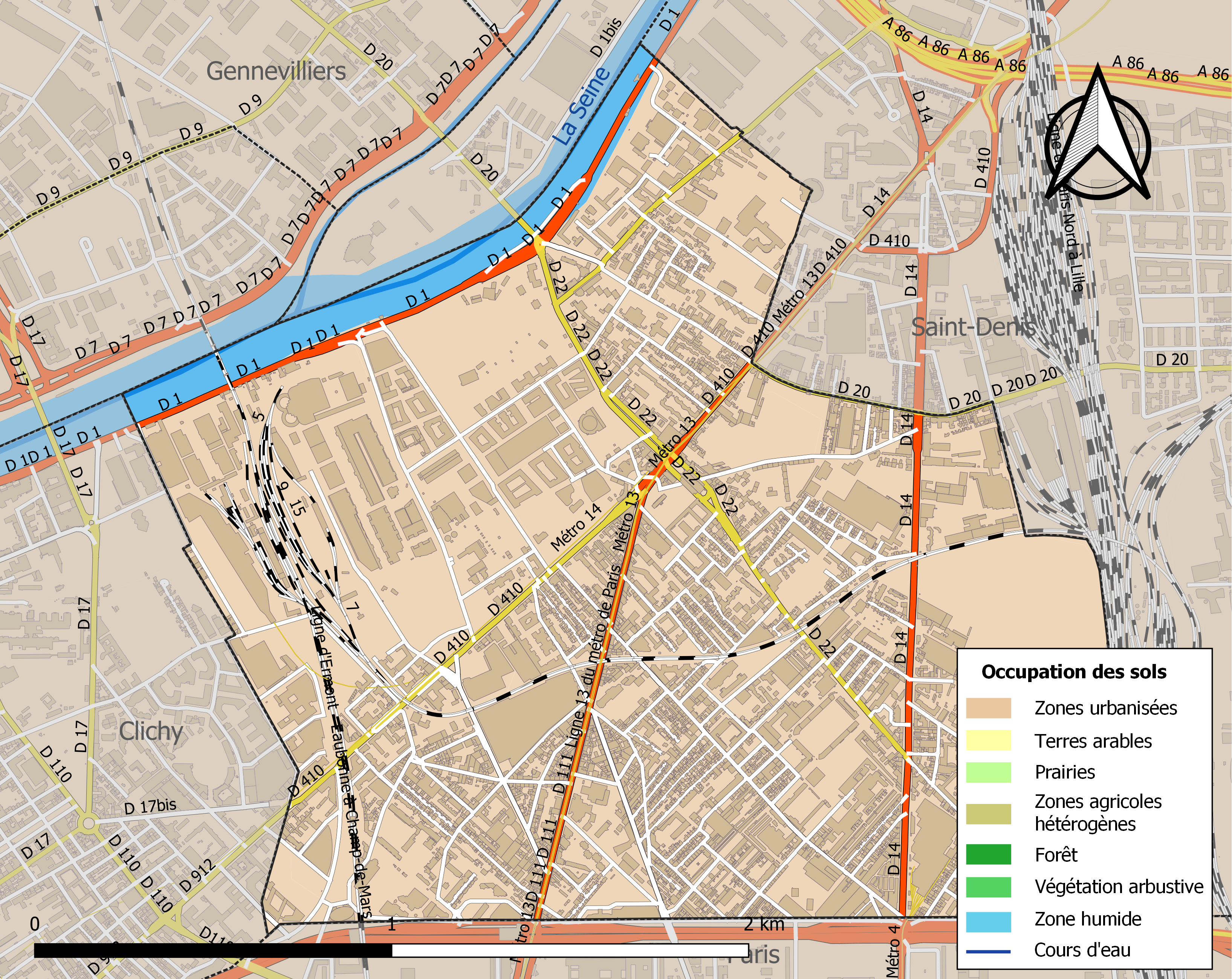
Carte des infrastructures et de l'occupation des sols de la commune en 2018 (CLC).

L'architecture de la ville est plus ou moins variée selon les quartiers de la ville. Saint Ouen possède encore beaucoup d'anciens immeubles et d'anciennes maisons du XXe siècle. Le long des grands axes et des quartiers importants, de nombreux bâtiments de style Art Déco et Art Nouveau richement décorés sont construits comme à Garibaldi alors que les quartiers plus éloignés du centre-ville, plus marqués par l'industrialisation, comportent davantage de maisons et d'immeubles ouvriers et populaires, comme les quartiers Pasteur-Zola et Debain. Quelques maisons bourgeoises sont aussi présentes dans le sud de la ville et dans le Vieux Saint-Ouen, bien que peu nombreuses. Le quartier des Docks fait exception à la ville : c'est un écoquartier moderne construit récemment qui se démarque du reste de la ville par son architecture récente et moderne.

### Quartiers
Saint-Ouen-sur-Seine est divisée en 7 quartiers administratifs (démocratie locale) :

#### Centre-Ville-Cordon / Mairie
Quartier à l'intersection des avenues Dhalenne, Bauer et de l'avenue Gabriel-Péri.
C'est le centre de la ville : on y trouve la Mairie, les services administratifs, la piscine, la patinoire ainsi que la plupart des commerces.
Ce quartier est desservi par la station Mairie de Saint-Ouen ainsi que par les lignes 85, 66, 137, 140, 166, 173, 237, 274 et 537 (L'Audonienne) La principale gare routière de la ville est d'ailleurs située autour de la place de la République, en face de l'hôtel de ville.

#### Garibaldi
Le quartier s'articule sur l'avenue Gabriel-Péri, principale artère commerçante de la ville.
On y trouve avec le centre-ville la plupart des commerces de la ville ainsi que le Marché Ottino et l'Usine PSA de Saint-Ouen, fraichement détruite pour laisser place au futur Hôpital Grand Paris Nord.
Il est desservi par les stations Garibaldi et Porte de Saint-Ouen ainsi que par les lignes de bus 137, 237 et 537 (L'Audonienne).

#### Rosiers - Les Puces
Le quartier s'articule sur la rue des Rosiers, où l'on trouve la plupart des marchés formant les Puces de Saint-Ouen
Quartier multiculturel, commerçant et vivant, il comprend bon nombre de restaurants et de cafés et est animé le week-end par les Puces.
Il est desservi par les stations Garibaldi et Porte de Clignancourt ainsi que par les lignes de bus 85 et 137. Sur le site de l'ancienne usine Wonder le BNP Immobilier réalise le projet du Village des Rosiers à usage résidentiel et tertiaire.

#### Pasteur - Zola
Quartier populaire qui s'articule autour des rues Arago, Pasteur et Émile Zola. Longtemps industrialisé, le quartier s'est principalement redéveloppé autour de la nouvelle gare de Saint-Ouen dans les années 1990-2000.
Il comporte le parc François-Mitterrand ainsi que de nombreuses entreprises à proximité de la Porte Pouchet et de la gare, près de la limite avec Clichy.
Il est desservi par la gare de Saint-Ouen de la ligne C du RER (et la station de métro de la ligne 14 du même nom) ainsi que par les lignes de bus 173, 341 et 537 (L'Audonienne).

#### Vieux Saint-Ouen
Quartier historique de la ville qui se situe autour de la rue du Landy et de la rue de Saint-Denis. Largement bombardé pendant la Seconde Guerre mondiale, le quartier a été reconstruit dans les années 1960-1970 avec de nombreux logements HLM
Le quartier est proche du château et comprend l'ancienne église et l'école d'ingénieurs Supmeca. Le nord du quartier, voisin du Carrefour Pleyel et de la Cité du Cinéma, comporte un parc d'entreprise, qui devrait être remplacé à terme par le Village olympique.
Il est desservi par les stations Mairie de Saint-Ouen et Carrefour Pleyel, à Saint-Denis ainsi que par les lignes 137, 139, 166, 173, 237, 274 et 537 (L'Audonienne).

#### Victor Hugo / Les Docks
Il est compris entre le quai de Seine et le boulevard Victor Hugo. Il s'agissait d'une vaste zone industrielle depuis le XIXe siècle, qui est aujourd'hui progressivement remplacé par la ZAC des Docks de Saint-Ouen, un écoquartier moderne sur l'emprise d'anciennes usines.
On y trouve le parc des Docks de Saint-Ouen, le Conseil régional d'Île-de-France, la Fabrique du Métro du Grand Paris Express, l'usine d'incinération de déchets de Saint-Ouen ainsi qu'une halle de marché à proximité du parc.
Ce quartier se trouve aussi en bord de Seine, bien que ceux-ci ne soient pas encore aménagés.
Il est desservi par la gare de Saint-Ouen (RER C, ligne 14), par le métro aux stations Mairie de Saint-Ouen(lignes 13 et 14) au nord et Saint-Ouen au sud (depuis fin 2020) et par les lignes de bus 66, 85, 140, 173 et 274.

#### Debain
Le quartier est situé au sud-est de la ville, quelque peu enclavé par le cimetière parisien au nord, le faisceau ferroviaire à l'ouest dont il n'y a pas de franchissement (il existait auparavant un cheminement permettant de rejoindre l'ancienne gare de La Plaine-Tramways, et de ressortir sur La Plaine Saint-Denis, le tunnel aujourd'hui inaccessible) et le boulevard périphérique au sud (porte des Poissonniers) Il est, enfin, bordé à l'ouest par l'avenue Michelet.
Son axe principal est la rue du Docteur Bauer, son croisement avec la rue Adrien Lesesne forme la place Debain, cœur du quartier. Ce sentiment d'enclavement s'est renforcé par la création du boulevard périphérique qui a interrompu cette dernière rue qui formait la continuité de la rue du Mont-Cenis, dans le 18e arrondissement voisin.
Le quartier Debain est desservi par les lignes de bus 166, 255 et 537 (L'Audonienne), et à proximité se trouvent le métro de la station Porte de Clignancourt et le tramway à la Porte des Poissonniers (station Diane Arbus).

### Habitat et logement
En 2020, le nombre total de logements dans la commune était de 27 003, alors qu'il était de 24 004 en 2015 et de 22 826 en 2010.
Parmi ces logements, 86,8 % étaient des résidences principales, 2,8 % des résidences secondaires et 10,4 % des logements vacants. Ces logements étaient pour 4,5 % d'entre eux des maisons individuelles et pour 93 % des appartements.
Le tableau ci-dessous présente la typologie des logements à Saint-Ouen-sur-Seine en 2020 en comparaison avec celle de la Seine-Saint-Denis et de la France entière. Une caractéristique marquante du parc de logements est ainsi une proportion de résidences secondaires et logements occasionnels (2,8 %) supérieure à celle du département (1,2 %) et inférieure à celle de la France entière (9,7 %). Concernant le statut d'occupation de ces logements, 22,3 % des habitants de la commune sont propriétaires de leur logement (21,2 % en 2015), contre 38,2 % pour la Seine-Saint-Denis et 57,5 pour la France entière.
| Typologie                                               | Saint-Ouen-sur-Seine | Seine-Saint-Denis | France entière |
| ------------------------------------------------------- | -------------------- | ----------------- | -------------- |
| Résidences principales (en %)                           | 86,8                 | 92,7              | 82,1           |
| Résidences secondaires et logements occasionnels (en %) | 2,8                  | 1,2               | 9,7            |
| Logements vacants (en %)                                | 10,4                 | 6,1               | 8,2            |

En 2005, Saint-Ouen comptait 8 193 logements sociaux ce qui la plaçait en 8e place de Seine-Saint-Denis. Le taux de logements sociaux de la ville était de 45,5 %, ce qui la place à la 7e place du département. La moyenne du département était de 35,7 %.
L'habitat de la ville n' est constitué quasiment que d'immeubles plus ou moins anciens, bien que certains quartiers comportent plus d'habitats individuels et de maisons (comme les quartiers Debain, Pasteur-Zola et Rosiers-les-Puces par exemple)

### Voies de communication et transports

#### Voies routières
La ville est desservie par :
- le boulevard périphérique : Porte de Saint-Ouen et Porte de Clignancourt ainsi que plus largement par le Boulevards des Maréchaux (portes des Poissonniers, Cligancourt, Montmartre, de Saint-Ouen et Pouchet).
- l'autoroute A86 : échangeur Pleyel.
- l'ex-nationale 14 (RD 14) qui correspond à l'avenue Michelet.
- la route de la Révolte (RD 410) qui correspond au boulevard Victor-Hugo et au boulevard Jean-Jaurès.
- la RD 1, qui correspond au Quai de Seine de Saint-Ouen.

#### Transports en commun

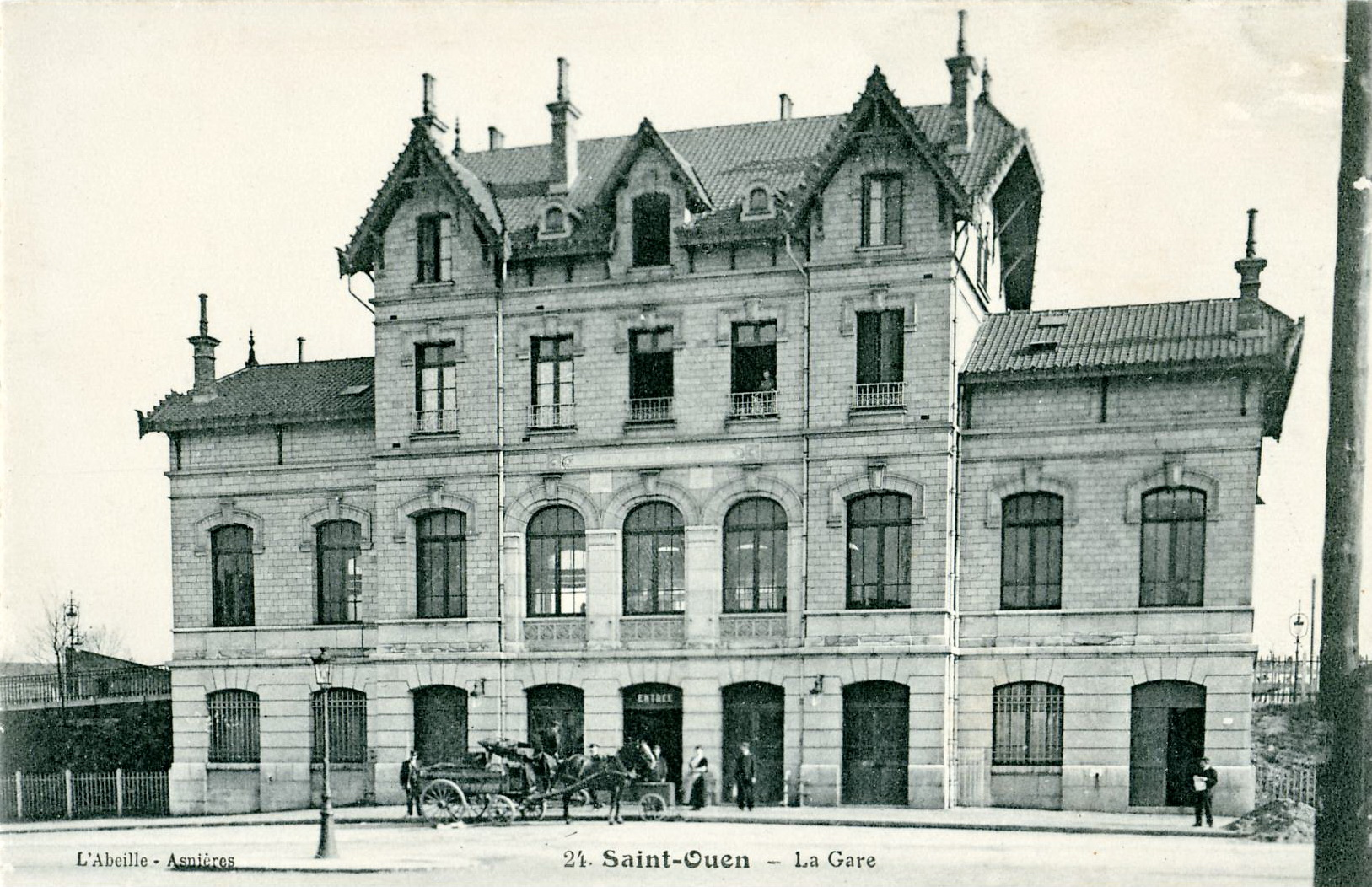
L'ancienne gare de Saint-Ouen-sur-Seine, sur la ligne de La Plaine à Ermont - Eaubonne, aujourd'hui fermée.

La commune est desservie par le métro, le bus, le RER et le tramway grâce aux stations suivantes :
- Porte de Saint-Ouen (à distance), Garibaldi et Mairie de Saint-Ouen
- Saint-Ouen, Mairie de Saint-Ouen
- Porte de Clignancourt (à distance)
- Saint-Ouen[18]
- Diane Arbus (à distance), Porte de Clignancourt (à distance), Angélique Compoint (à distance), Porte de Saint-Ouen (à distance), Épinettes-Pouchet (à distance)
- Nombreuses lignes du réseau de bus RATP et du Noctilien

##### Ligne 13
La   est actuellement la principale desserte en transport lourd de la ville de Saint-Ouen-sur-Seine, et la traverse du nord au sud avec deux stations dans la ville et une station en lisière (voir ci-dessus).

##### Ligne 14
Pour soulager la ligne 13, le STIF a lancé en 2009 un projet d’extension de la   jusqu'à Mairie de Saint Ouen, qui est soumis à enquête publique au printemps 2012. Le prolongement de la ligne 14 de Saint-Lazare à Mairie de Saint-Ouen permet des correspondances avec les deux branches de la ligne 13 (Porte de Clichy et Mairie de Saint-Ouen) et le RER C (Saint Ouen). Les performances de la ligne 14 et ces nouvelles correspondances diminuent la fréquentation de la ligne 13 d’environ 25 % sur le tronc commun. Ce prolongement de 5 km dessert les projets urbains engagés sur Paris, Clichy-la-Garenne et Saint-Ouen, en particulier la ZAC des Docks. La mise en service de ce nouveau tronçon est effective mi-décembre 2020. Le site de maintenance et de remisage des rames de la ligne 14 est, par la même occasion, installé sur une friche de la ZAC des Docks de Saint-Ouen, sur un ancien site pétrolier de Total, à proximité de la station Saint-Ouen.

##### Ligne 4
Saint-Ouen est accessible par la   à la station porte de Clignancourt qui dessert plus précisément le quartier Rosiers - Les Puces, où se déroule le marché aux puces de Saint-Ouen. L'atelier d'entretien des rames de cette ligne se trouve d'ailleurs, juste au-delà de cette station, dans la commune de Saint-Ouen, au 109 bis - 117 avenue Michelet, sur 26 319 m2). Un prolongement de la ligne 4 jusqu'à Mairie de Saint-Ouen puis jusqu'aux Docks de Saint-Ouen est inscrit à la phase 1 (horizon 2007-2013) du Schéma directeur de la région Île-de-France (SDRIF), adopté par délibération du conseil régional d'Île-de-France le 25 septembre 2008. Mais ce prolongement n'a encore fait l'objet d'aucune étude détaillée, ni d'un plan de financement. Il s'agit donc d'un projet à long terme.

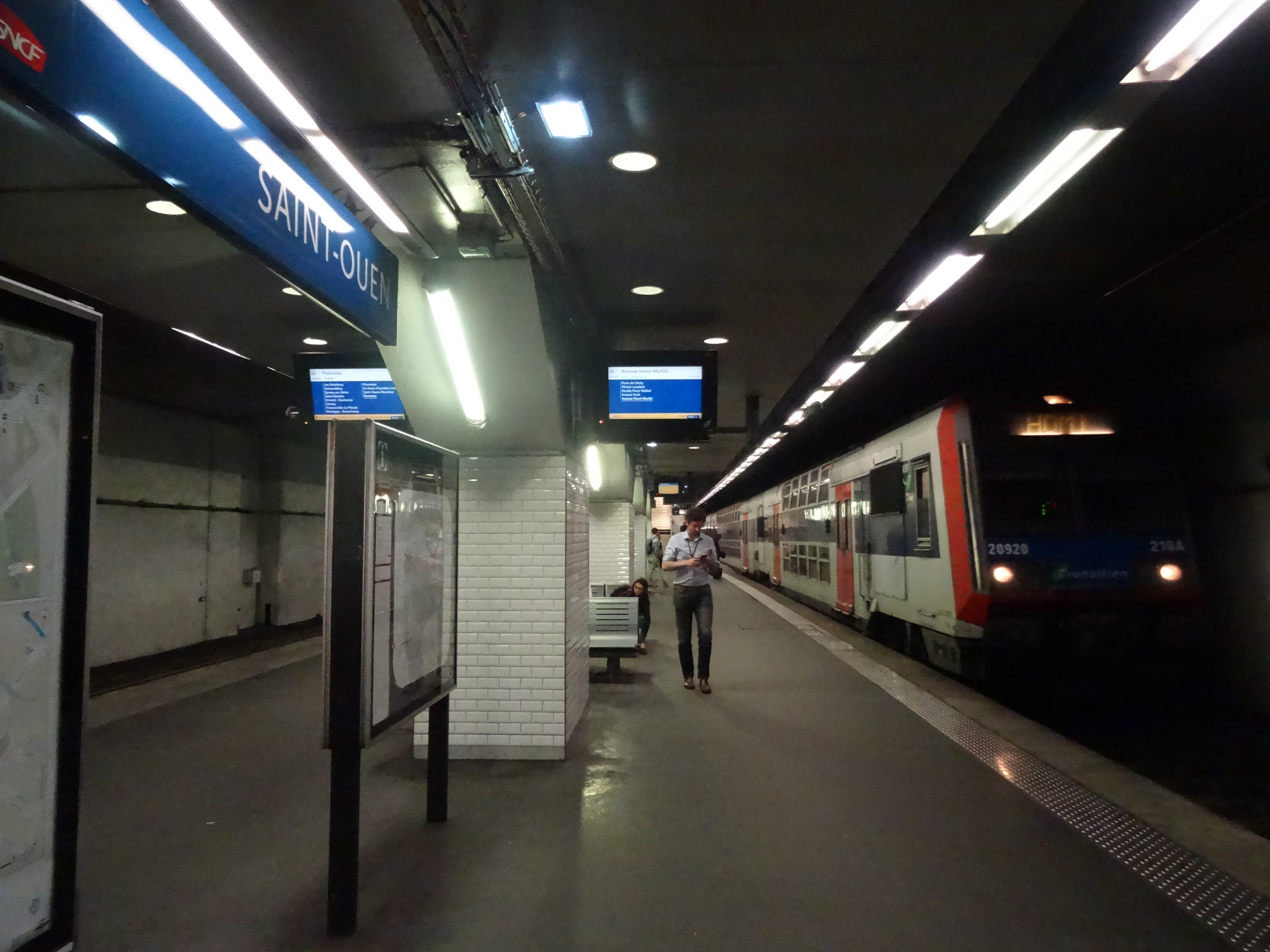
La gare de Saint-Ouen

##### RER C
La ville possède une gare desservie par le   sur les missions reliant Pontoise à Massy - Palaiseau, et desservant le cœur de Paris. En 2020 ce pôle a été renforcé par l'arrivée de la ligne 14 et une large refonte du bâtiment voyageur de la gare, commun au métro et au RER est en train d'être opéré. Cette gare permet notamment de desservir le quartier Pasteur-Zola et le sud des Docks ainsi que l'est de la ville de Clichy.

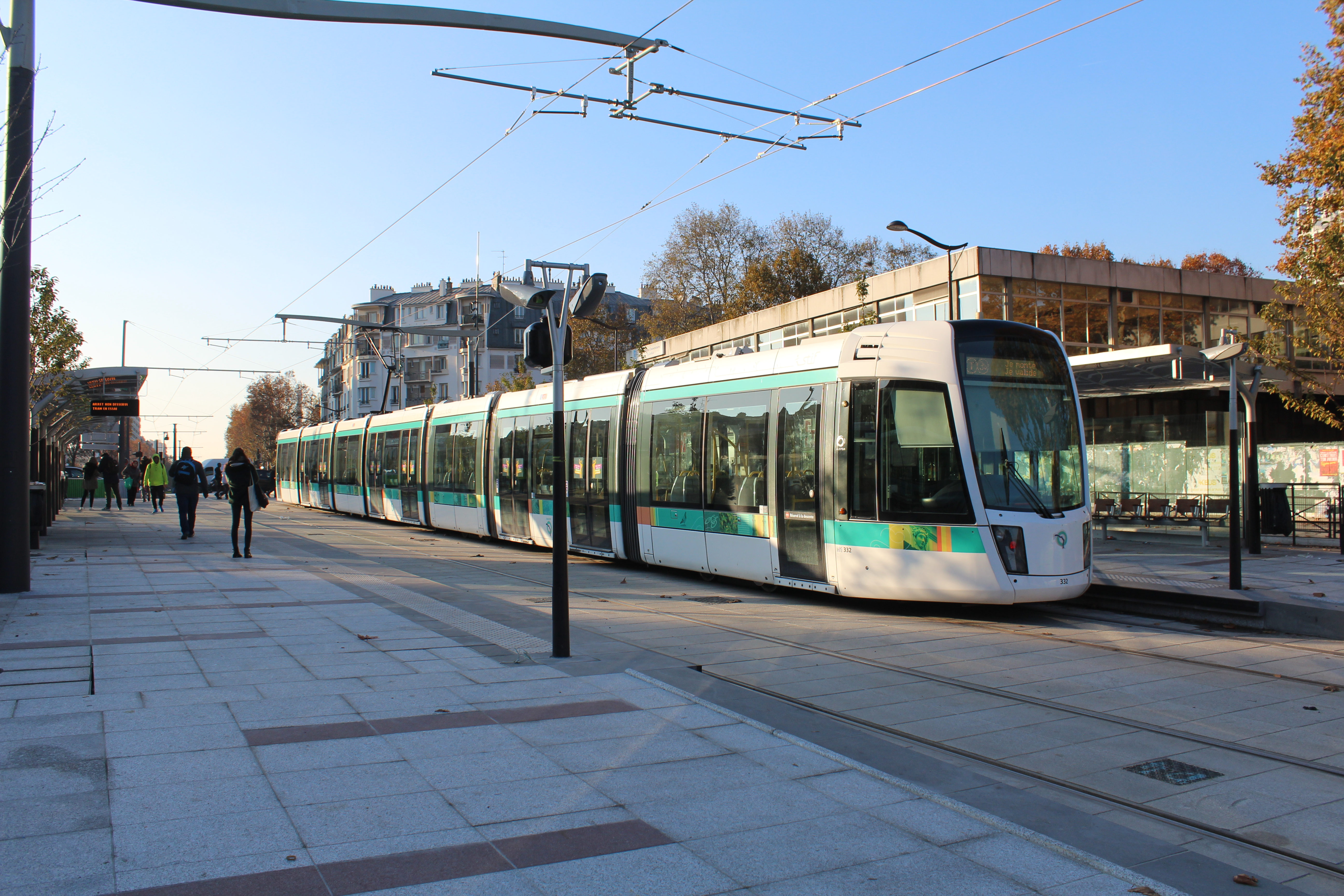
Le Traway T3b à la station Porte de Clignancourt

##### Tramway T3b
Depuis le 24 novembre 2018, les cinq portes de Paris limitrophes de Saint-Ouen sont desservies par cinq stations de la  , dans le cadre du prolongement de la ligne entre Porte de La Chapelle et Porte d'Asnières. Bien que l'aménagement physique soit sur le territoire de Paris, sur les boulevards des Maréchaux, ce tramway permet de desservir les quartiers sud de Saint-Ouen, notamment la ZAC de la Porte de Saint-Ouen, le marché aux puces à la station Porte de Clignancourt - Puces de Saint-Ouen, et le quartier Debain à la station Diane Arbus.
Ce tramway facilite les déplacements en transports collectifs entre le sud de Saint-Ouen et les portes du Nord et de l'Est parisien et offre de nombreuses correspondances avec le réseau du métro de Paris.

##### Bus
La commune de Saint-Ouen-sur-Seine est desservie par plusieurs lignes du réseau de bus RATP, y compris lignes parisiennes, qui permettent des liaisons vers les gares et communes voisines. La ville est également desservie par les Noctilien N14 et N44 la nuit, et bénéficie également d'une ligne circulaire interne, l'Audonienne, qui dessert à peu près tous les quartiers de la ville.

#### Projets

##### Grand Paris Express
Saint-Ouen-sur-Seine sera desservie marginalement par le Grand Paris Express, grâce à la station Saint-Denis Pleyel, située à 300 mètres de la limite communale, au nord de la rue du Landy. Cette station sera le futur terminus des lignes  ,   et   en 2024, et une station de passage de la   en 2030.

### Projets d'aménagement
Le principal projet d'aménagement de la ville concerne la transformation de l'ancienne zone d'activité des Docks de Saint-Ouen en quartier diversifié, structuré autour d'un parc paysagé de 12 hectares (Grand Parc des Docks de Saint-Ouen) et du réaménagement des berges de Seine.
Le nouveau quartier des Docks, conçu par l'Agence Rafatdjou, architecte-urbaniste, s'étend sur 100 hectares (environ le quart de la ville) et comprend de nouveaux équipements publics (dont le groupe scolaire Nelson-Mandela, rue des Docks, livré en septembre 2008, et un nouveau groupe scolaire rue Albert-Dhalenne), 4 000 logements diversifiés, 10 000 nouveaux emplois, un parc de 12 hectares et de nouvelles zones d’activités dans le cadre d'une démarche de haute qualité environnementale (HQE), dans le cadre d'une recherche de mixité des fonctions (308 000 m2 de SHON de bureaux, 60 000 m2 de SHON de commerces et activités, 52 000 m2 de SHON d'équipements collectifs, 17 000 m2 de SHON d'équipements publics) et de mixité sociale (40 % de logements sociaux, 60 % en parc privé), avec le développement de la desserte en transports en commun (avec, en particulier le prolongement de la ligne 14) et des circulations douces. Ce projet a été contesté par une partie des Audoniens, malgré de gros efforts de la ville pour mimer une concertation. En effet, il était prévu de construire des logements d'habitation sur d'anciens terrains industriels pollués, à proximité d'un incinérateur dont les émanations toxiques sont potentiellement dangereuses pour la santé. L'un des enjeux du projet est d'intégrer les infrastructures industrielles du SYCTOM et de la CPCU dans un quartier moderne, tertiaire et résidentiel.
Deux autres ZAC sont en cours d'aménagement :
- la ZAC « OVG », qui consiste en la viabilisation d'une ancienne friche industrielle induite par la fermeture de l'usine Ouvrard-Villars et Guilux avec la construction d'un programme mixte de logements (6 000 m2 de SHON) et d'activité tertiaire (10 000 m2 de SHON).
- la ZAC « Porte de Saint-Ouen », qui consiste en la construction de 58 000 m2 de SHON, dont la moitié de bureaux, avec la démolition de nombreux bâtiments anciens et la création de nouveaux espaces publics.

Une médiathèque de 4 000 m², baptisée Persépolis, a remplacé l'ancienne bibliothèque, de 700 m², fin 2008. Elle est située sur la place de la République où se trouve l’hôtel de ville. Il s’agit d’un grand bâtiment blanc en forme de bateau.

## Toponymie
Le nom de la commune provient de saint Ouen, évêque de Rouen mort dans la Villa Clippiacum, c'est-à-dire le palais du roi Dagobert situé dans le « Vieux Saint-Ouen » qui faisait partie de l'ancien territoire de Clichy.
Il est connu en Angleterre sous le nom de saint Owen ou Ewen et ses reliques furent transportées à Canterbury.
Le nom latin de l'évêque saint Ouen était Audœnus Dado ; il a donné le nom d'Audoniens aux habitants de la ville.
La commune est instituée par la Révolution française sous le nom de Saint-Ouen, puis Bain-sur-Seine, avant de redevenir Saint-Ouen. Elle est renommée Saint-Ouen-sur-Seine en novembre 2018 à l'initiative du maire William Delannoy. Cette appellation, auparavant non-officielle, serait reconnue par l'usage depuis le XIXe siècle, notamment par la poste. Les objectifs affichés sont de limiter les risques de confusion avec les communes homonymes et d'affirmer la volonté d'axer le développement urbain vers la Seine, bien que ce nom soit rarement utilisé au profit de son ancien nom.

### Artères, voies et rues
- Allée la Motte : du nom d'un lieu-dit sur lequel a été construit un ensemble immobilier. Donné en 1990 à la voie qui joint le 15, rue Claude-Monet au 28, rue Émile-Cordon[26].
- Allée Paul-Taupin : ancien adjoint au maire et administrateur de l'office HLM. Donné en 1990 à la voie qui joint le 11, rue Claude-Monet au 16, rue Émile-Cordon[26].

Bon nombre de voies de Saint-Ouen font hommage à des résistants de la Seconde Guerre mondiale. On peut notamment citer l'Avenue Gabriel Péri (ancienne avenue des Batignolles) mais aussi les rues du Docteur Bauer (ancienne rue de la Chapelle), Charles Schmidt (ancienne rue de Montmartre) ou encore la rue Albert Dhalenne (ancienne rue de Paris), qui rendent hommage à trois résistants locaux.
Les artères principales de la ville sont l'Avenue Gabriel Péri qui connecte la Porte de Saint-Ouen et la Mairie, l'Avenue Michelet à l'est qui est un prolongement du Boulevard Ornano parisien, mais aussi les boulevards Victor Hugo et Jean Jaurès, tracé de l'ancienne Route de la Révolte qui relient Clichy à Saint-Denis en passant par la Mairie via un axe sud-ouest - nord-est. À cela s'ajoutent les rues Michelet et Dhalenne qui traversent la ville du nord au sud-est, la rue Charles Schmidt qui relie la Porte Montmartre au carrefour Garibaldi, et la Rue du Landy qui commence au Vieux Saint-Ouen pour finir au croisement de celle-ci avec l'Avenue Michelet pour continuer vers Saint-Denis et Aubervilliers. L'organisation des rues de la ville est assez aléatoire en général, typique d'un tissu urbain originellement assez industriel.

## Histoire

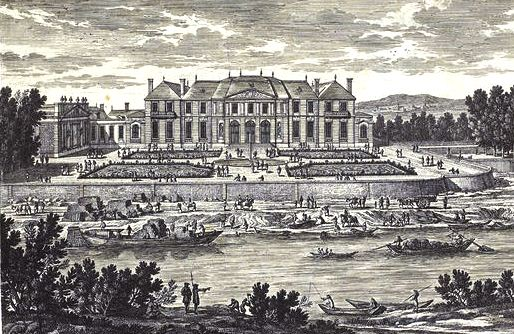
Le château construit dans les années 1660.

La présence humaine sur le site dès la Préhistoire est attestée par la découverte d'outils datés du paléolithique moyen. L'histoire du village proprement dit débute à l'époque mérovingienne, époque à laquelle est édifiée une villa royale, Clippiacum, où demeura le roi Dagobert.

### Moyen Âge
L'évêque saint Ouen y meurt le 24 août 686. La villa devient alors un important lieu de pèlerinage et un village s'établit rapidement autour du lieu de culte.
En 1285, Guillaume Crespy y achète le canton de Mauvoy, où il fait bâtir un manoir qu'en 1299 Agnès de Crespy donne à Charles de Valois, qui l'embellit.
En 1311, Philippe le Bel, étant à Saint-Ouen, donne l'ordre de chasser les juifs du royaume.
En 1351, le roi Jean II fonde l'ordre militaire des chevaliers de l'Étoile, et leur assigne, à Saint-Ouen la Noble Maison, anciennement la villa Clippiacum, pour tenir leurs assemblées. Jean, ayant fui de Paris, les factieux donnent la Noble Maison à Charles le Mauvais, roi de Navarre. De retour de captivité, en 1361, Jean y vient encore.
En 1374 Charles V donne la Maison au dauphin, le futur Charles VI.

### Temps modernes
Le château seigneurial est rebâti par Antoine Le Pautre, pour le surintendant général de la maison puis chancelier de Monsieur, frère du Roi, Joachim Adolphe de Seiglière de Boisfranc puis vendu à madame de Pompadour (1759-64) puis à Wincenty Potocki (1811-20).

### Révolution française et Empire
Durant la Révolution, la commune est rebaptisée en 1793 « Bain-sur-Seine », appellation qui est abandonnée en 1799.
En 1814, Louis XVIII venant d'Angleterre, descend au château de Saint-Ouen, accueilli par la femme du comte, Hélène Massalska. Le 2 mai 1814, il y signe la "Déclaration de Saint-Ouen", texte dans lequel il promet aux Français d'établir une constitution (la future charte constitutionnelle du 4 juin), qui conservera de nombreux acquis de la Révolution et de l'Empire, tout en rétablissant la légitimité de la dynastie des Bourbons.
En 1815, à la fin de l'épopée napoléonienne, les troupes françaises et anglo-prussiennes s'y battent. La convention militaire livre le village aux alliés, qui le dévastent. Le château est probablement partiellement détruit et le roi l'achète des Potocki pour le reconstruire en résidence pour sa maîtresse, madame du Cayla.

### Époque contemporaine
Saint-Ouen possédait une glacière qui contribuait à la consommation parisienne. La commune ne reste, toutefois, qu'un village jusqu'au XIXe siècle, période durant laquelle débute son industrialisation.
En 1830 le port est inauguré et les docks de Saint-Ouen ouverts jusqu’à l'avenue Victor-Hugo. Ils sont reliés en 1862 à la ligne de Petite Ceinture de Paris, puis à la gare du Nord et à la gare de Paris-Est.
Saint-Ouen passe de 3 300 habitants en 1861 à 30 700 en 1896 par la création d'entreprises, même si les cultures représentent encore 50 % du territoire de la commune à cette époque.

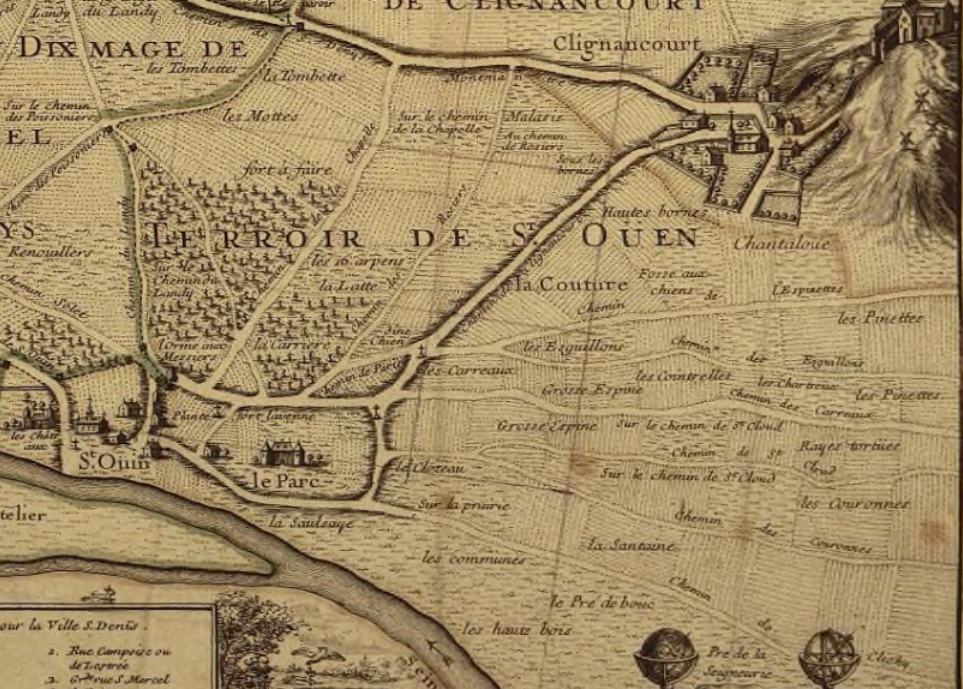
Le terroir de Saint-Ouen en 1707.
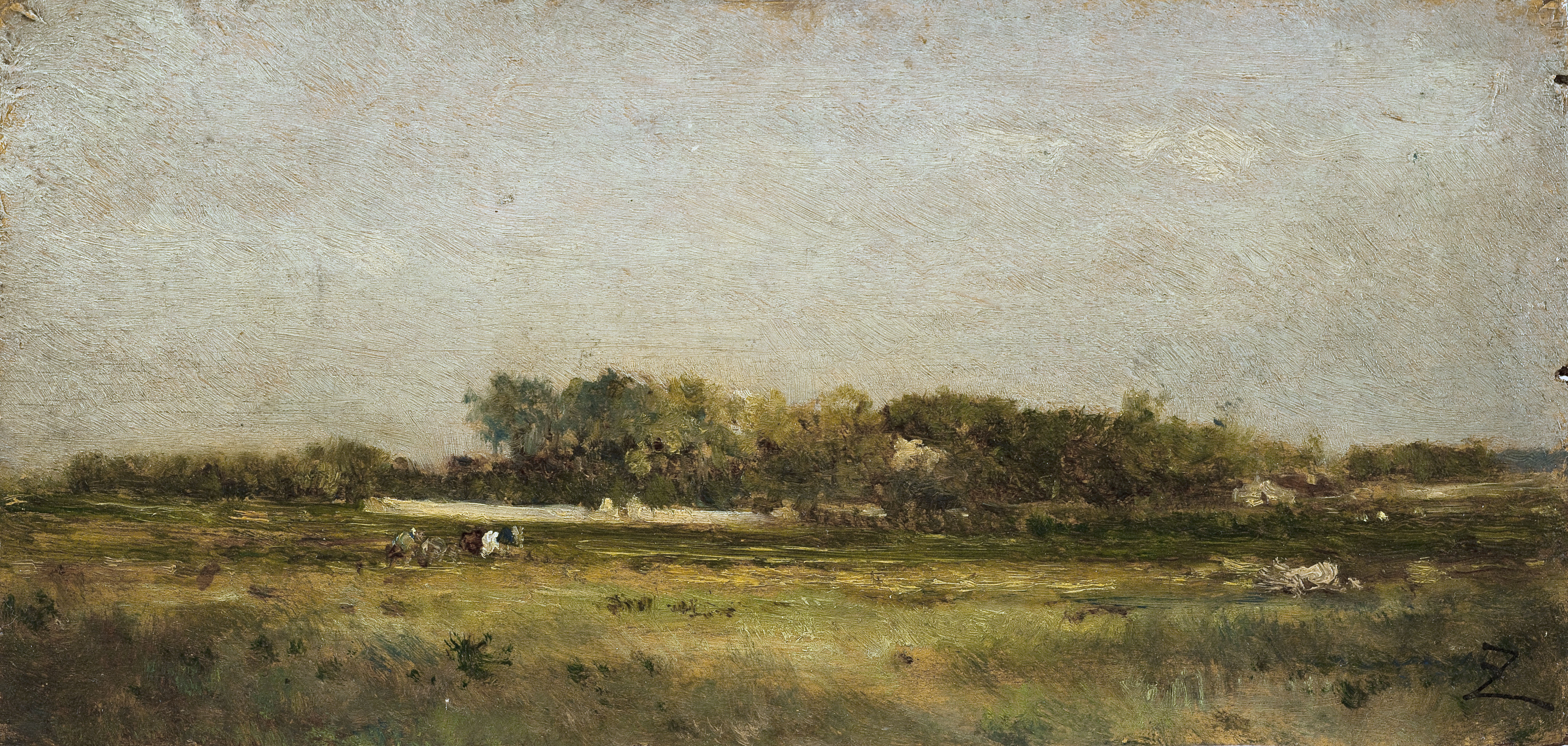
Saint-Ouen Félix Ziem Petit Palais, Paris
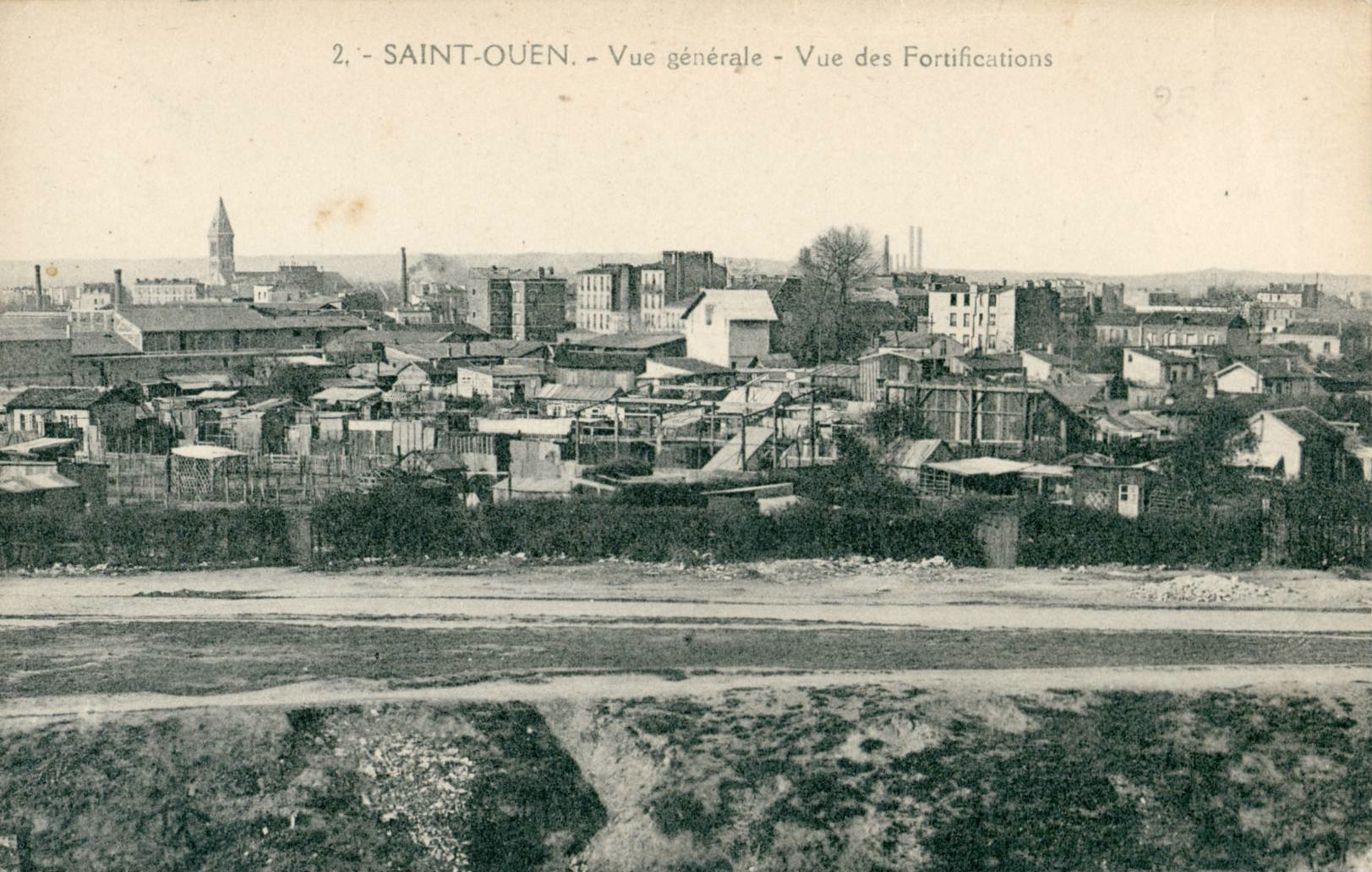
Saint-Ouen, vue des fortifs de Paris au début du XXe siècle.

Plusieurs lignes de tramway électriques, tels l’Enghien-Trinité sont en circulation en 1900 et relient la ville à ses voisines.

Les anciens tramways
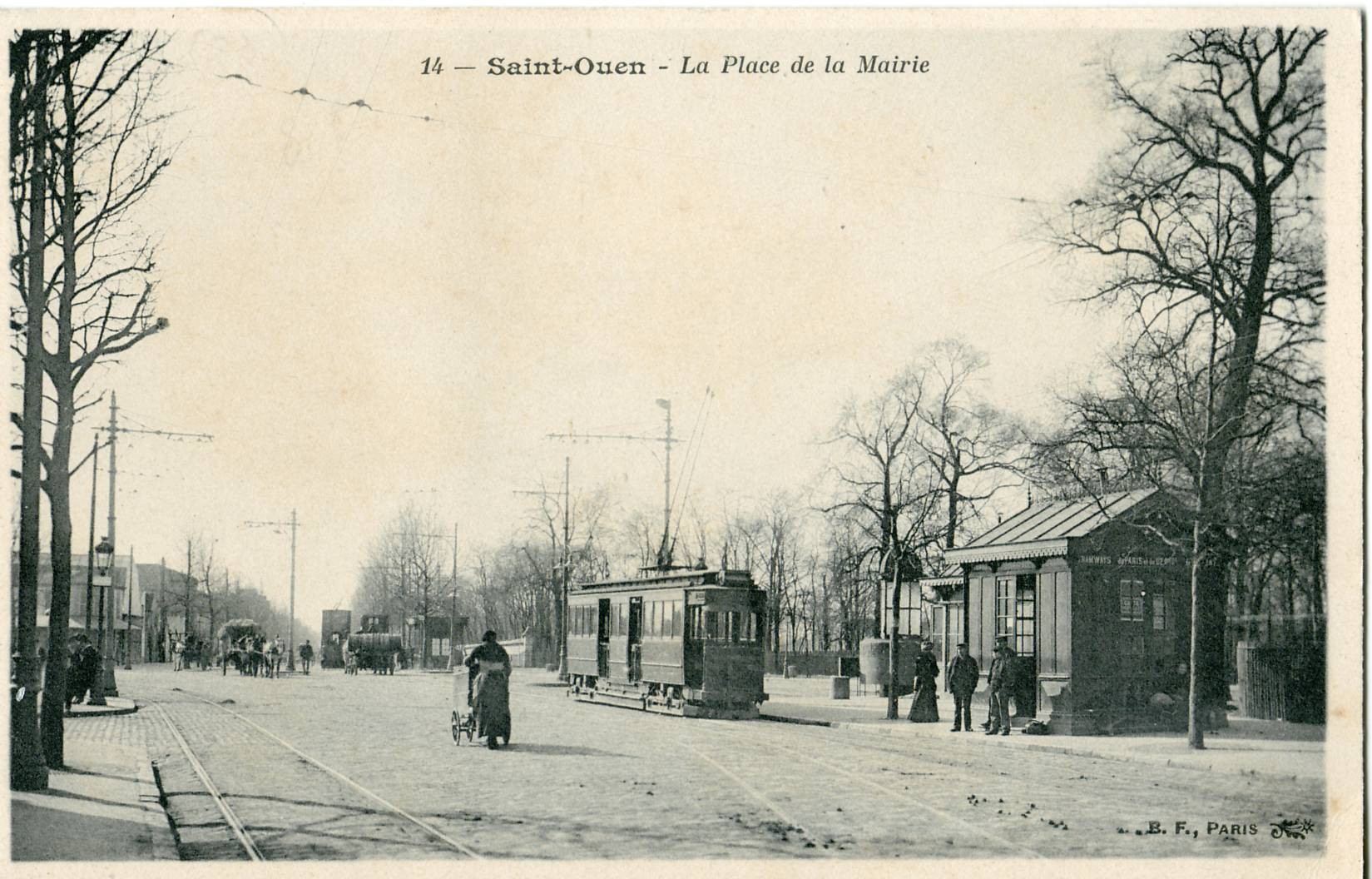
Un monde sépare ces deux images de tramway, celui-ci implanté en plein milieu de la place de la Mairie, qui constituait un obstacle à la circulation, alors limitée…
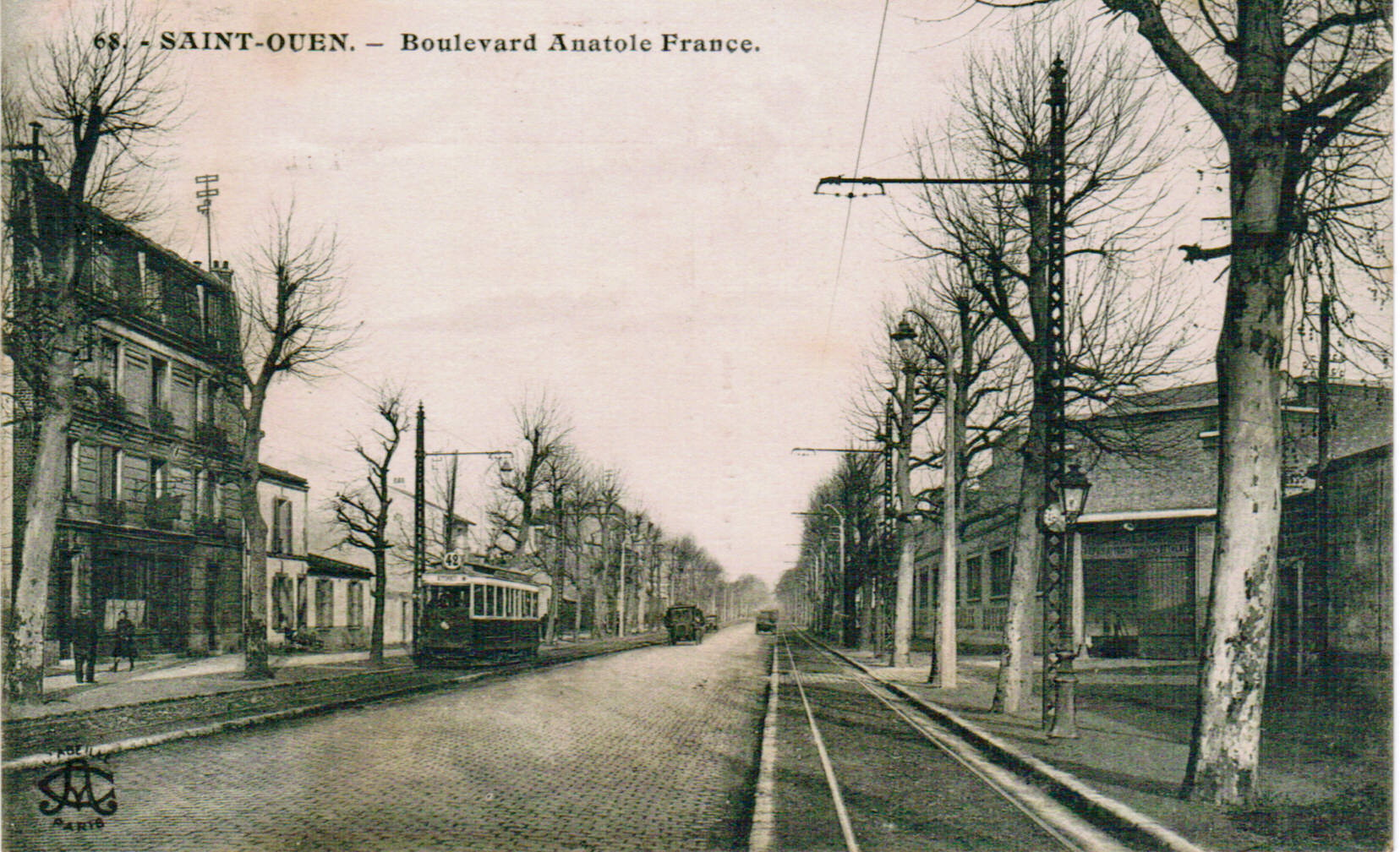
… et cette image où le tramway disposait de son site propre, hors de la chaussée de la RN410. Néanmoins, les tramways parisiens furent supprimés en 1937.
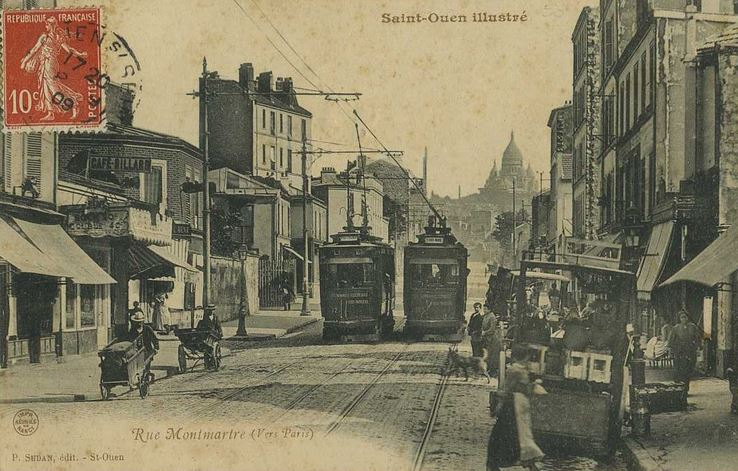
Tramways, rue Montmartre
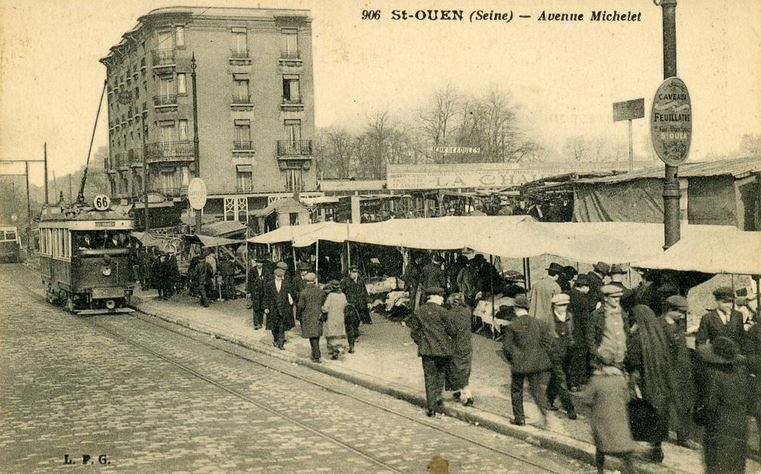
Tramway, avenue Michelet avec les Puces en fond

À la fin du XIXe siècle, la ville compte une forte implantation du parti ouvrier socialiste révolutionnaire (POSR) de Jean Allemane, ainsi qu'un groupe blanquiste, qui parviennent à s'allier pour conquérir la mairie dès 1887 avec Jean Pernin, un des premiers maires socialistes et ouvriers élu en France. En 1892, les « allemanistes » dirigent la municipalité, qui repasse au Parti radical en 1898. Néanmoins, le Parti socialiste de France parvient à obtenir l'élection d'Adrien Meslier, conseiller municipal de Clichy, comme député.

Saint-Ouen au début du XXe siècle
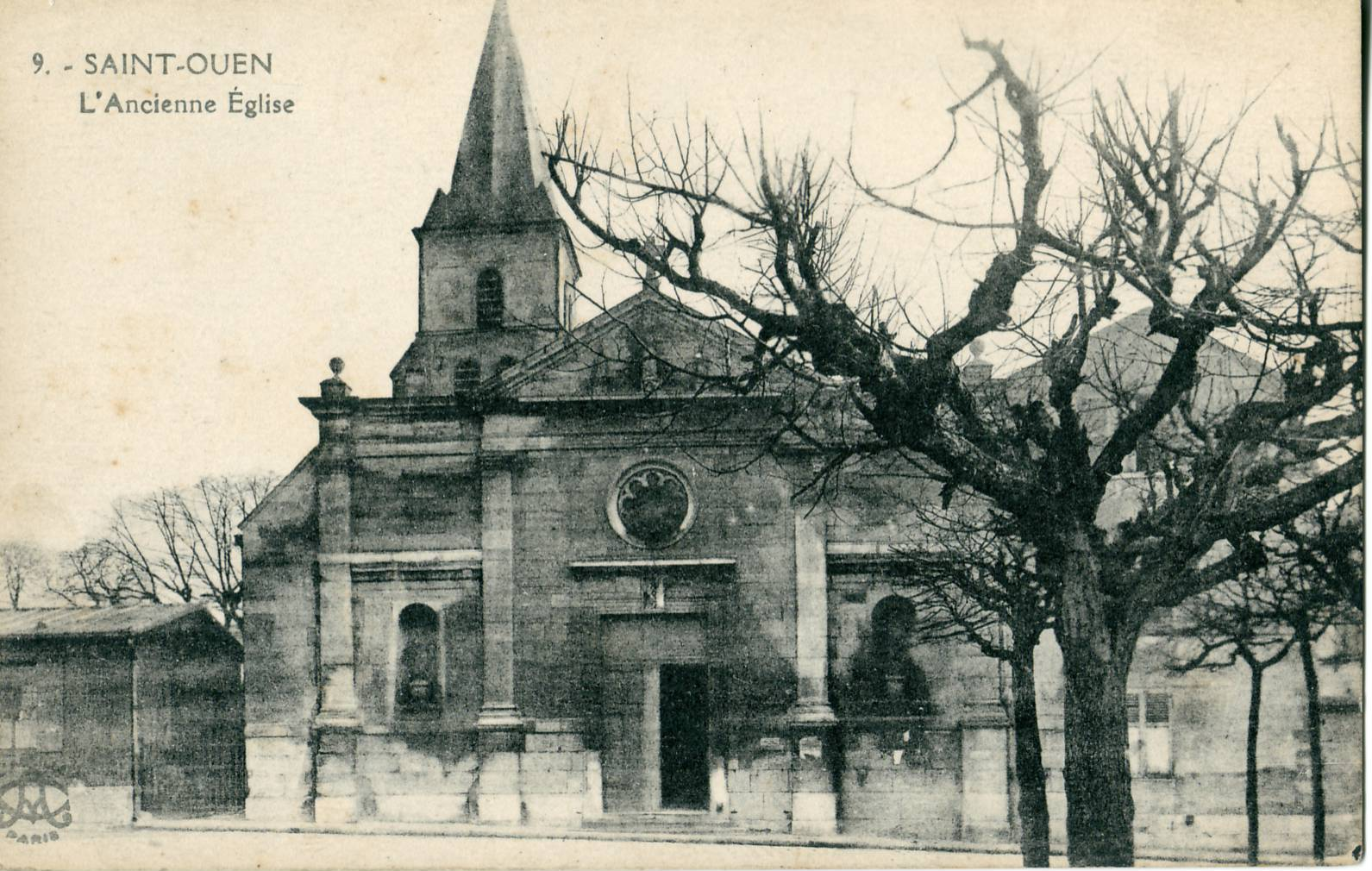
L'ancienne église
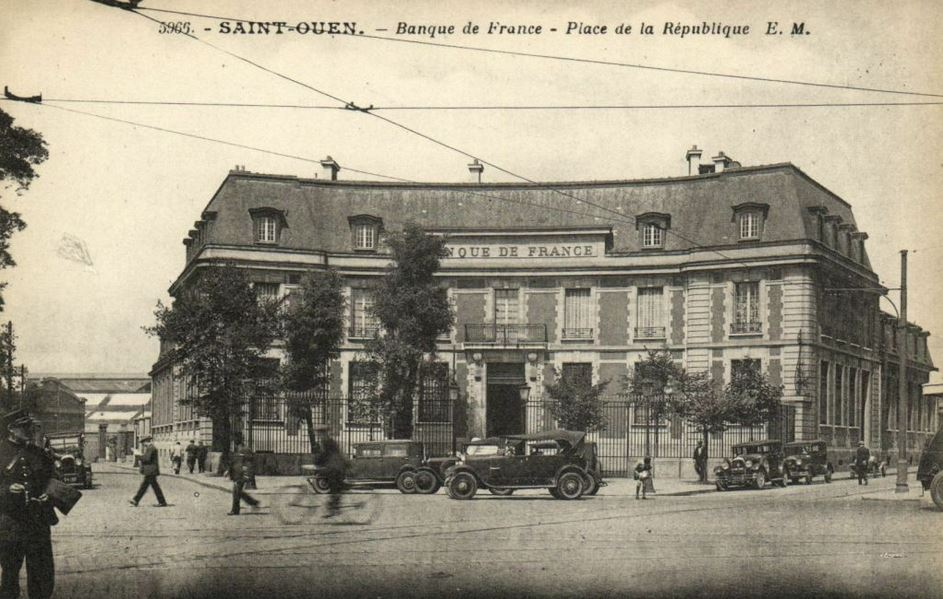
La Banque de France
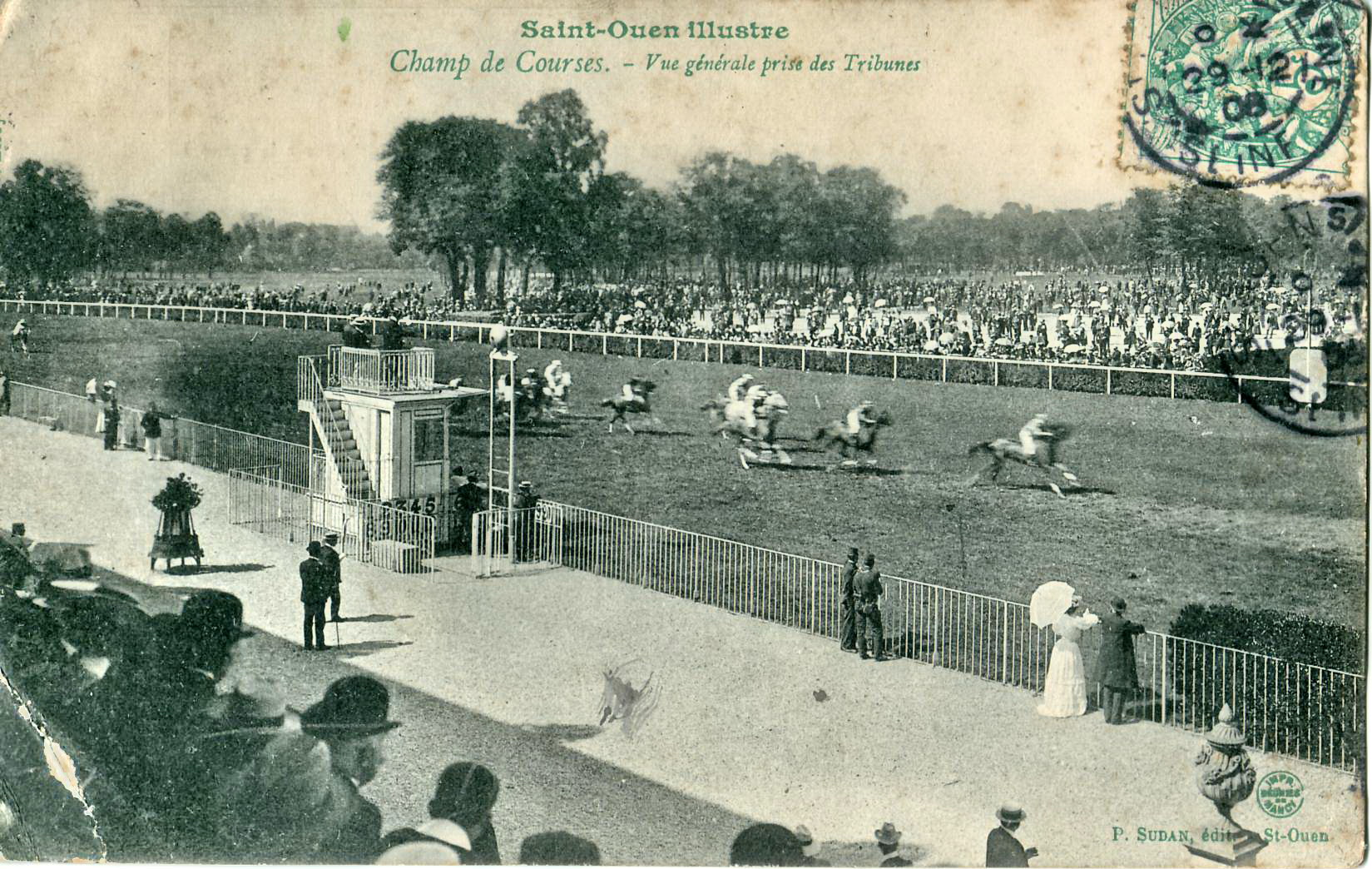
Le Champ de courses
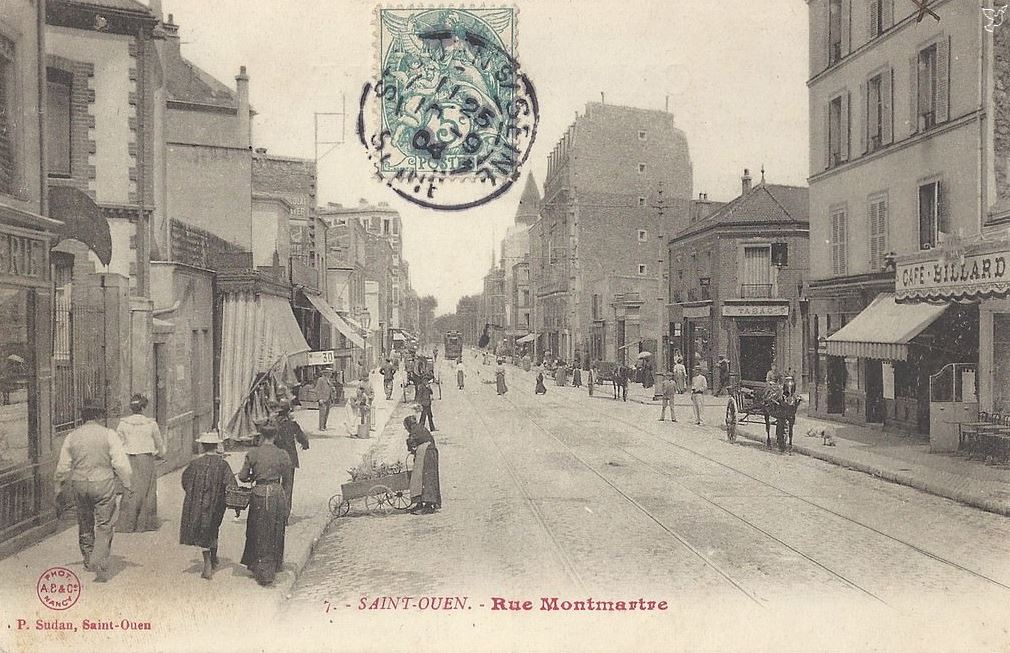
Rue Montmartre
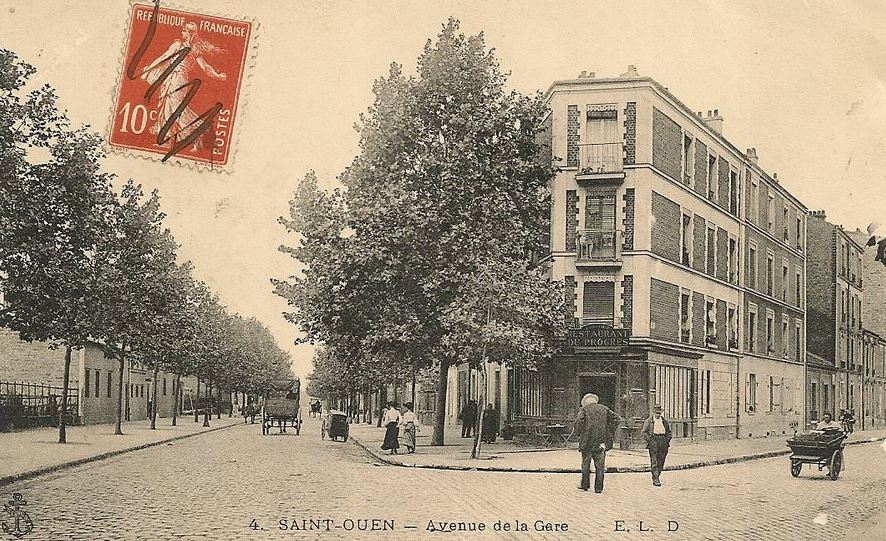
Avenue de la Gare
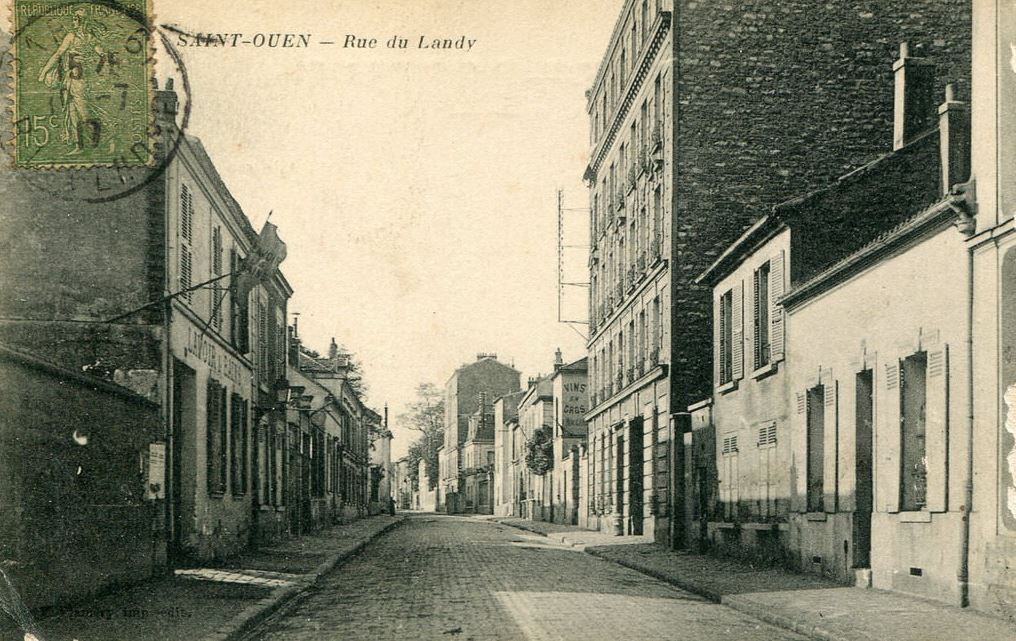
Rue du Landy
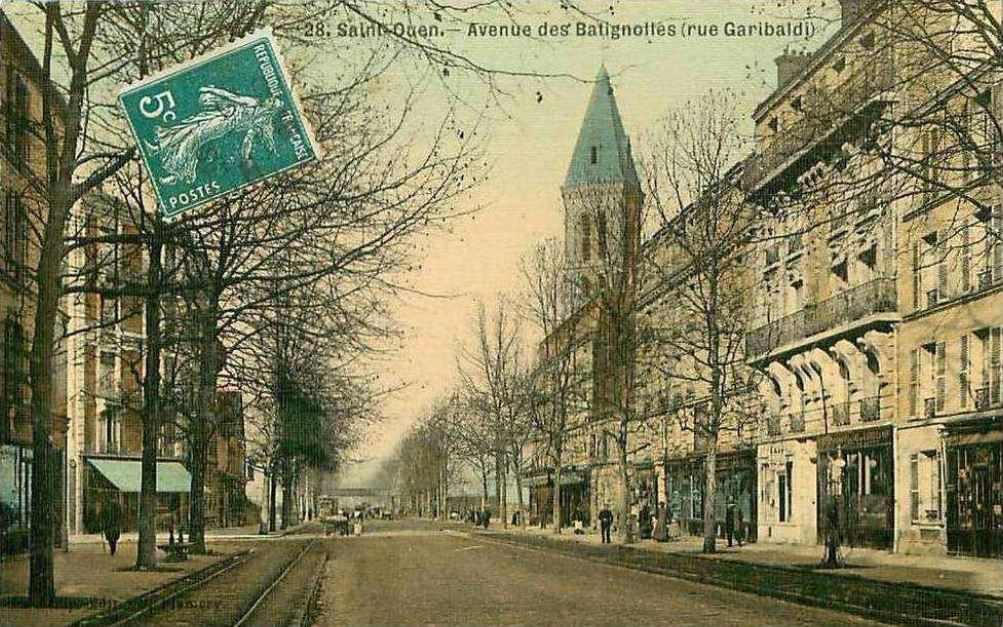
Avenue des Batignoles (avenue Gabriel Péri)
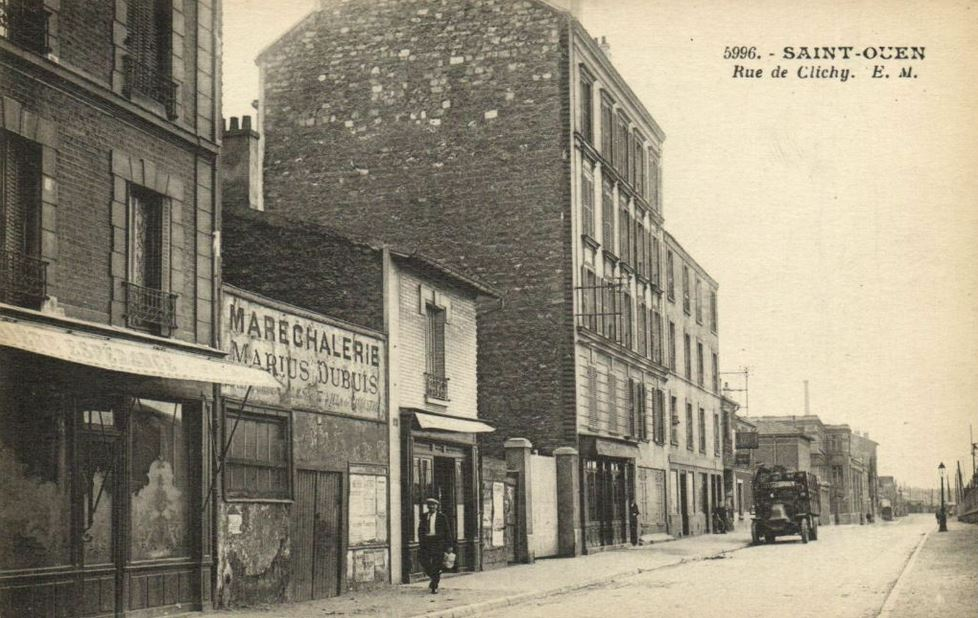
Rue de Clichy
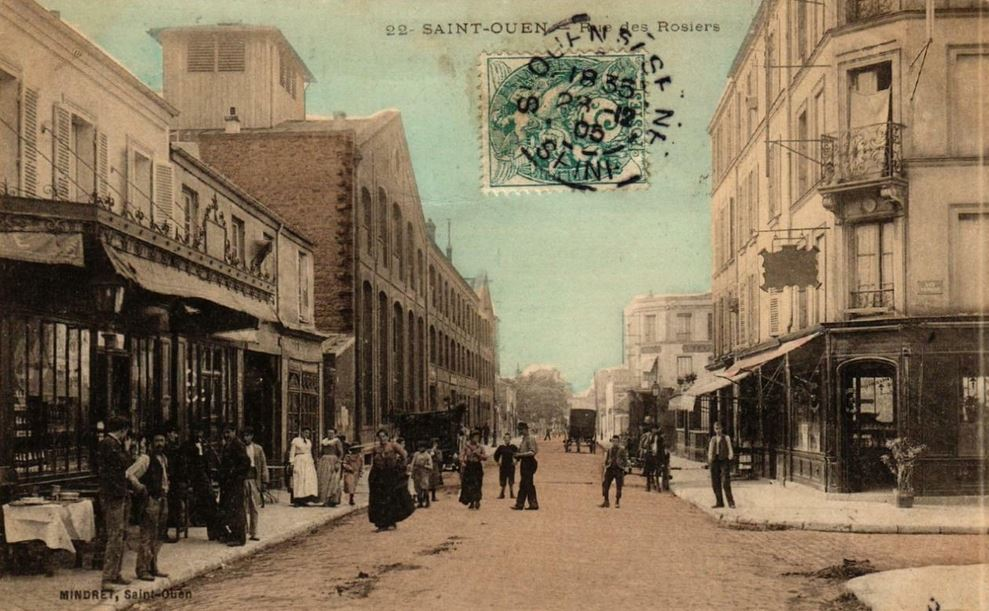
Rue des Rosiers
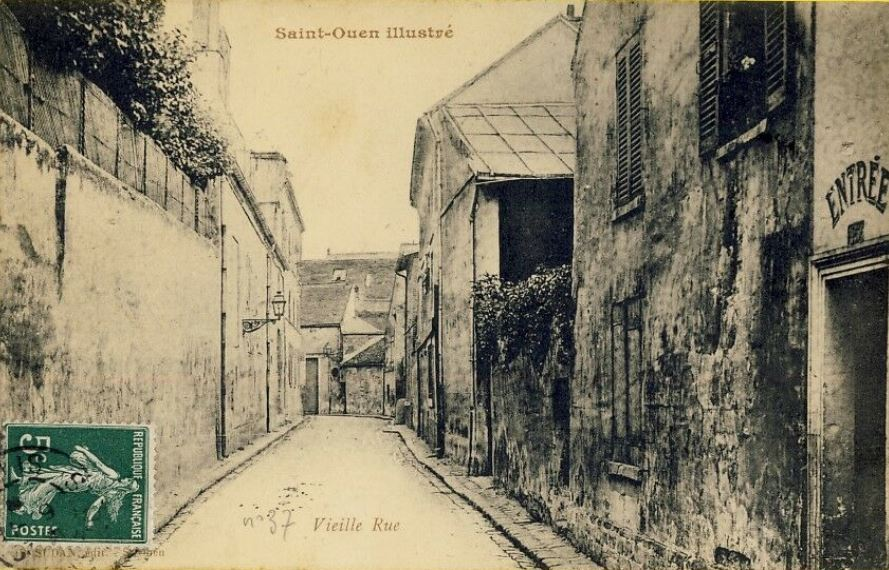
La Vieille rue
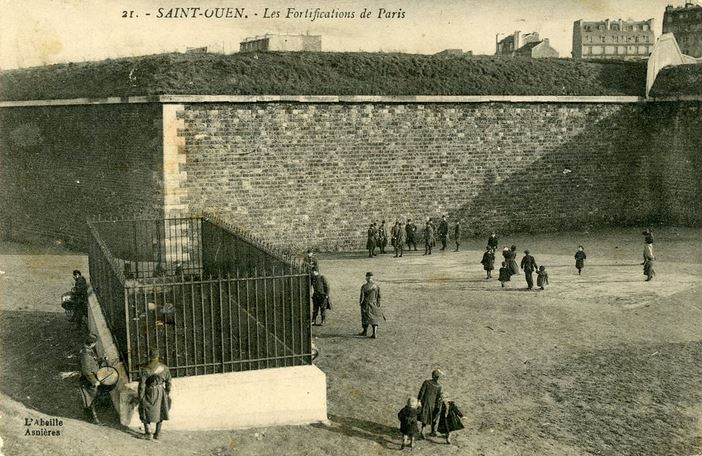
Les fortifications de Thiers
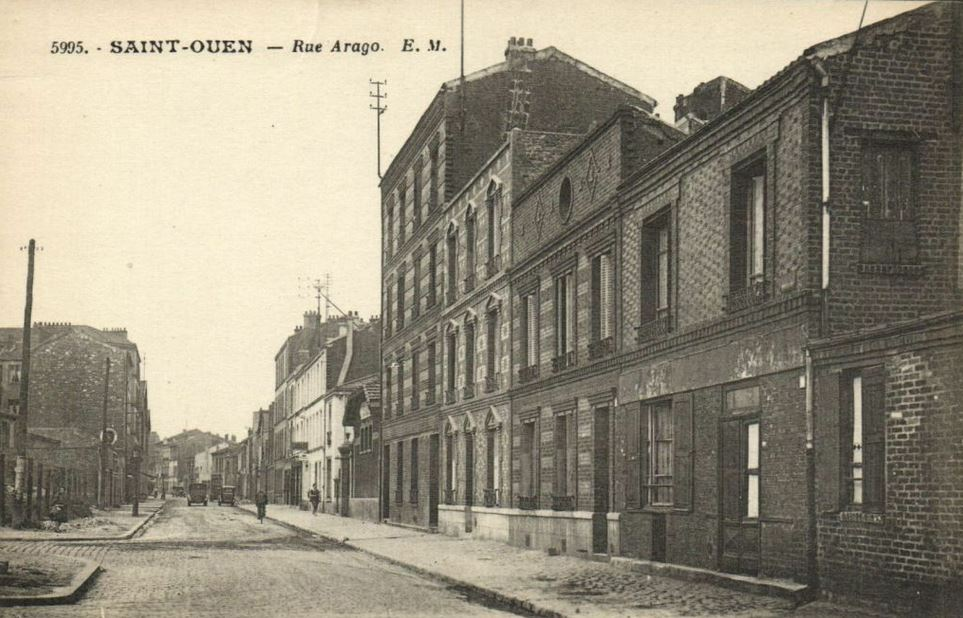
La rue Arago
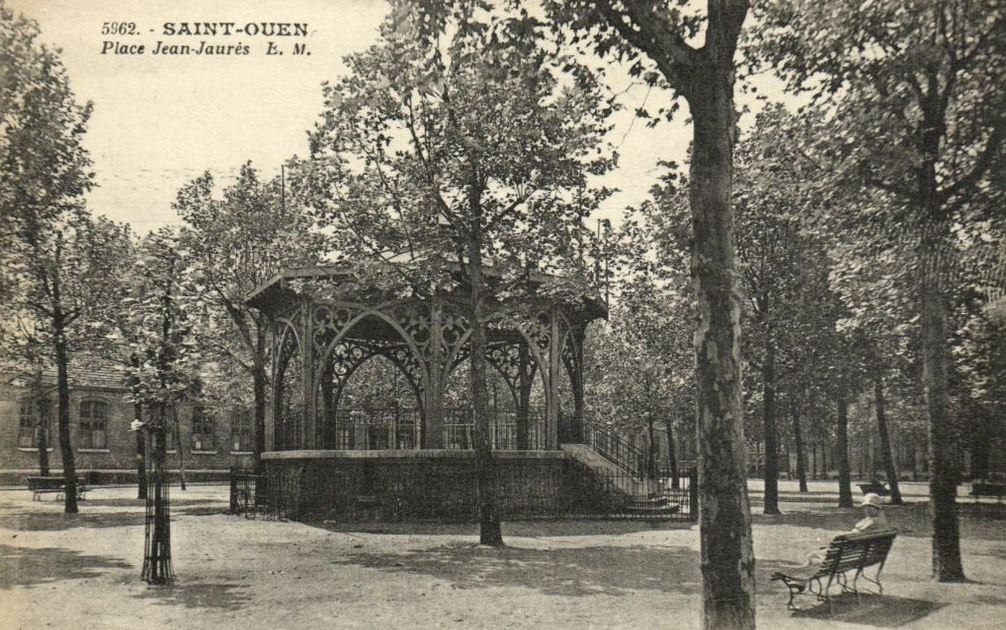
Place Jean Jaurès

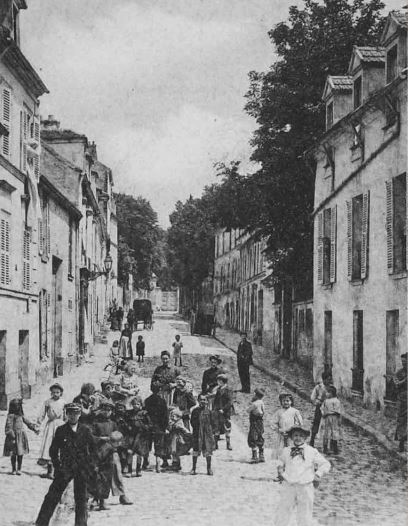
Le Vieux Saint-Ouen, avant les bombardements de la Seconde Guerre mondiale

La SFIO reconquiert la mairie et obtient un poste conseiller général en 1912. Pendant la guerre, plusieurs élus SFIO expriment des positions pacifistes. Le 25 mai 1912, Louis Dain est élu maire puis est remplacé après son décès par son adjoint Paul Bourdet le 19 juin 1915, qui sera contesté. Des militants constituent le 8 mai 1919 la première section française officielle de l'Internationale communiste, bien avant la fondation du PCF au congrès de Tours. En 1920, une très large majorité se dégage en faveur du choix communiste.
En 1914 est fondée l'usine SOMUA (Société d'outillage mécanique et d'usinage d'artillerie) : à l'origine elle fabrique des obus, des machines outils et des engrenages, puis, en 1916, elle s'associe avec l'entreprise Schneider et Cie et produit des véhicules, dont le Char Schneider CA1.
Toujours en 1914 est créée à Saint-Ouen la société Wonder, entreprise française de piles électriques qui fermera en 1988 à la suite de son rachat par l’entreprise américaine Ralston[Quoi ?].
La ville est durement frappée durant la Première Guerre mondiale, avec 2 238 morts au champ d'honneur.
Après la Première Guerre mondiale, Citroën bâtit une usine pour faire face à la forte demande d'automobiles, son usine du quai de Javel à Paris ne suffisant pas.
En 1923, la ville se dote d'un office municipal d'habitation à bon marché (HBM), afin de contribuer à résoudre les problèmes de logement de cette ville en plein développement économique. C'est seulement après la Seconde Guerre mondiale qu'il entreprendra ses premières activités.
Il y a des grèves dans les usines de Saint-Ouen en 1936. En témoignent des photographies de David Seymour par exemple.
Saint-Ouen est bombardée plusieurs fois durant la Seconde Guerre mondiale et de nombreux quartiers sont touchés, comme le Vieux Saint-Ouen.
Dans la seconde moitié du XXe siècle, la ville accueille un nombre très important d'immigrés non-européens.[réf. nécessaire]

## Politique et administration

### Rattachements administratifs et électoraux
Antérieurement à la loi du 10 juillet 1964, la commune faisait partie du département de la Seine. La réorganisation de la région parisienne en 1964 fit que la commune appartient désormais au département de la Seine-Saint-Denis et, depuis 1993, à son Arrondissement de Saint-Denis après un transfert administratif effectif au 1er janvier 1968.
Pour l'élection des députés, la commune fait partie depuis 1968 de la Première circonscription de la Seine-Saint-Denis.
Elle faisait partie de 1801 à 1893 du canton de Saint-Denis, année où elle devient le chef-lieu du canton de Saint-Ouen du département de la Seine. Lors de la mise en place du Val-d'Oise, la commune est divisée en 1967 en deux cantons : le canton de Saint-Ouen et le canton de Saint-Denis-Sud. Dans le cadre du redécoupage cantonal de 2014 en France, le canton de Saint-Ouen-sur-Seine regroupe désormais l'entièreté de la commune ainsi que les villes de L'Île-Saint-Denis et d'Épinay-sur-Seine.

### Intercommunalité

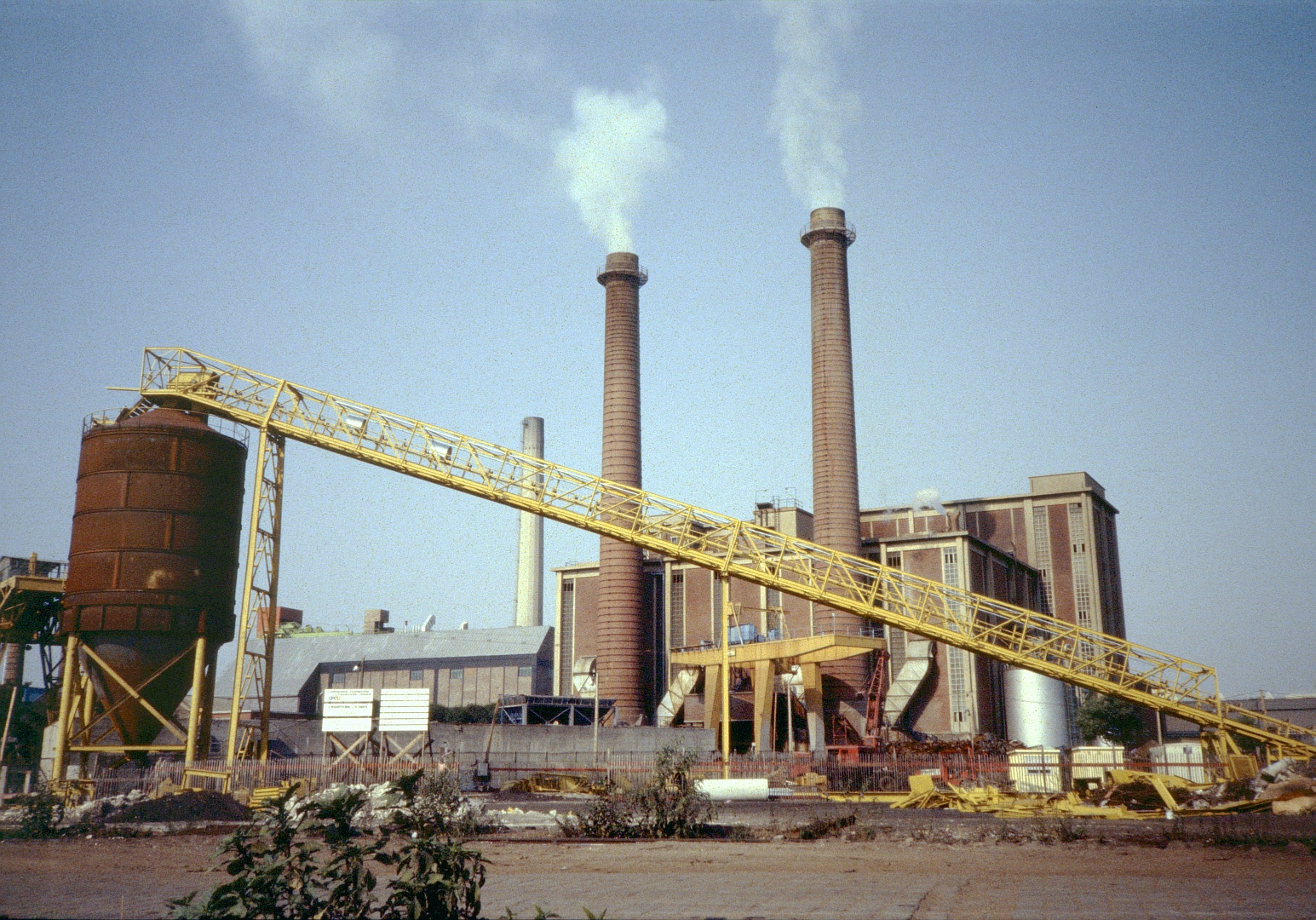
L'ancienne usine d'incinération des docks de Saint-Ouen en 1984.

Après avoir hésité entre l'adhésion à l'Établissement public territorial Plaine Commune et la création d'une structure autonome avec Clichy, la ville s'est orientée vers l'adhésion à Plaine Commune. Un référendum tenu en décembre 2011 a permis d'établir l'accord des habitants, malgré une faible participation. L'adhésion à l'Établissement public territorial Plaine Commune est effective depuis le 1er janvier 2013.
Dans le cadre de la mise en œuvre de la volonté gouvernementale de favoriser le développement du centre de l'agglomération parisienne comme pôle mondial est créée, le 1er janvier 2016, la métropole du Grand Paris (MGP), dont la commune est membre.
La loi portant nouvelle organisation territoriale de la République du 7 août 2015 prévoit également la création de nouvelles structures administratives regroupant les communes membres de la métropole, constituées d'ensembles de plus de 300 000 habitants, et dotées de nombreuses compétences, les établissements publics territoriaux (EPT).
La commune a donc également été intégrée le 1er janvier 2016 à l'établissement public territorial Plaine Commune, qui succède à la communauté d'agglomération éponyme.

### Tendances politiques et résultats
Comme la grande majorité des communes situées dans la proche banlieue nord de Paris (notamment les communes de Seine-Saint-Denis comme Saint-Denis, Stains ou Villetaneuse), Saint-Ouen est une commune emblématique de la Ceinture rouge qui désigne les nombreuses municipalités communistes de la petite couronne. Ainsi, la commune n'a connu que trois maires entre 1945 et 2014, tous d'obédience communistes. Lors des élections municipales de 2008, Jacqueline Rouillon-Dambreville (candidate communiste) l'avait emporté avec un peu plus de 50 % des voix contre 39 % des voix à l'union de la droite et 9,4 % des voix à une liste divers gauche. Toutefois, elle échoue à se faire réélire lors des élections municipales de 2014. Dès le premier tour, William Delannoy, le candidat de l'union de la droite est en tête avec près de 35 % des voix contre 31,5 % à Jacqueline Rouillon et 30 % au candidat socialiste. Si ce dernier se désiste, les deux candidats de gauche ne parviennent pas à s'entendre et les deux listes ne fusionnent pas. Finalement, la maire sortante n'obtient que 46,83 % des voix contre 53,16 % à son adversaire, William Delannoy. Saint-Ouen est avec Bobigny ou Le Blanc-Mesnil l'un des bastions emblématiques du communisme en Seine-Saint-Denis à tomber.
Sur le plan départemental, les deux cantons historiques étaient marqués par la domination du parti communiste français (le canton de Saint-Denis-Sud tombe aux mains du parti socialiste en 2008). Aux élections départementales de 2015, c'est le binôme de droite qui s'impose.
Aux élections nationales, Saint-Ouen confirme un fort ancrage à gauche. Ainsi, lors de l'élection présidentielle française de 2012, François Hollande obtient 41,67 % des voix au premier tour et plus de 73,5 % des voix au deuxième tour tandis que Jean-Luc Mélenchon obtient 21 % des suffrages, soit six points de plus que Nicolas Sarkozy (14,8 % des voix).
Lors des élections municipales de 2014, les résultats ont été les suivants : 

- premier tour : William Delannoy (DVD) 34,87 % ; Jacqueline Rouillon (FG) 31,56 % ; Karim Bouamrane (PS - EELV) 26,98 % ; Elodie Lecoq (NPA) 2,49 % ; Albert Kalaydjian (UDI) 2,48 % ; Alain Aubry (LO) 1,59 % ;

- second tour : William Delannoy 53,16 % ; Jacqueline Rouillon 46,83 %
Lors des élections municipales de 2020,, les résultats ont été les suivants : 

- premier tour : William Delannoy (DVD) 25,65 % ; Karim Bouamrane (PS) 24,34 % ; Denis Vemclefs (DVG) 18,78 % ; Jacqueline Rouillon (DVG) 10,64 % ; Julien Balesi (REM) 5,92 % ; Laurie Lefevre (LFI) 3,77 % ; Cyril Plomb (DVC) 3,38 % ; Oualid Hathroubi (DVG) 3,23 % ; Tiziana Zumbo Vital (DVG) 2,11 % ; Alain Aubry (EXG) 1,10 % ; Majdi Jeljeli (DIV) 1,02 %

- second tour : Karim Bouamrane 38,08 % ; William Delannoy 32,52 % ; Denis Vemclefs 29,38 %
La ville confirme cependant un fort encrage à gauche lors des élections présidentielles et législatives de 2022 : au premier tour de la présidentielle Jean-Luc Mélenchon obtient 51,8% des suffrages contre seulement 21,3% pour Emmanuel Macron et 7,2% pour Marine Le Pen. Le second tour verra Emmanuel Macron en tête dans la commune avec 82,3% des suffrages, contre seulement 17,7% pour Marine Le Pen.
Les élections législatives dans la commune confirment la lancée du premier tour de la présidentielle : le député sortant LFI Éric Coquerel conserve largement son siège de député avec 57,13% au premier tour contre seulement 19,76% pour la candidate LREM et 5,68% pour la candidate RN, et obtient 71,46% au second tour contre la candidate LREM qui obtiendra seulement 28,54% des suffrages.
Tout comme la tendance nationale, une forte abstention sera enregistrée dans la commune au deux tours de ces deux éléctions.
Sans surprise, aux élections législatives françaises de 2024, le député sortant Éric Coquerel est réélu au premier tour en remportant 64,59% des suffrages. Le candidat LREM en obtient 16,98% et, en troisième position, le candidat RN, 10,09%. Cette augmentation du nombre de votes pour le parti d'extrême-droite s'inscrit dans une dynamique nationale.

### Distinctions et labels
Après l'avoir obtenue en 1998 et perdue en 2003, la ville obtient à nouveau en 2015 la « troisième fleur », sous l'action du service des parcs et jardins de l'Unité Territoriale du cadre de vie de Plaine Commune.

### Jumelages
| Ville | Ville   | Pays | Pays        | Période     |
| ----- | ------- | ---- | ----------- | ----------- |
|       | Podolsk |      | Russie      | depuis 1966 |
|       | Roussé  |      | Bulgarie    | depuis 1961 |
|       | Salford |      | Royaume-Uni | depuis 1961 |
|       | Terni   |      | Italie      | depuis 1961 |

## Équipements et services publics

### Enseignement
Saint-Ouen est située dans l'Académie de Créteil.
Elle comprend aujourd'hui[Quand ?] :
- 11 écoles maternelles
- 9 écoles primaires
- 3 collèges
- 2 lycées :
  - Lycée professionnel et technologique Marcel-Cachin ;
  - Lycée polyvalent régional Auguste-Blanqui.
- Institut supérieur de mécanique de Paris : école nationale supérieure d'ingénieurs dans les métiers de la production, de la mécanique et des matériaux.
- École nationale supérieure des beaux-arts de Paris : cinq ateliers de technicités ouverts dans l'hôtel d'entreprises Cap Saint-Ouen depuis l'année universitaire 2008-2009.
- Classes préparatoires aux grandes écoles au lycée Auguste-Blanqui (filière littéraire).
- École Danhier : ostéopathie, masso-kinésithérapie, pédicurie-podologie.

### Santé
Saint-Ouen-sur-Seine fait partie du territoire de santé de l'hôpital Bichat-Claude-Bernard qui se situe entre porte Montmartre et porte Saint-Ouen. Un projet en cours prévoit l'accueil à Saint-Ouen en 2025 du futur hôpital Grand Paris Nord, bien que ce projet soit contesté par plusieurs élus locaux en raison de son emplacement en centre-ville dans un environnement urbain assez complexe, et de la fermeture des hôpitaux Beaujon et Bichat et la réduction de nombre de lits qui en résulterait.

### Équipements sportifs
La ville possède un stade, inauguré le 24 octobre 1909, dont le nom officiel est le stade de Paris mais qui est aussi connu sous le nom de stade Bauer, stade hôte de l'équipe du Red Star et qui a accueilli des matchs internationaux.
La ville dispose aussi d'une patinoire et du centre nautique Auguste-Delaune, ainsi que de la Grande Nef de l’Île-des-Vannes, complexe sportif situé sur le territoire de la commune de l'Île-Saint-Denis.

### Justice, sécurité, secours et défense
Certains quartiers de la ville sont depuis longtemps des plaques tournantes du trafic de drogue à destination des consommateurs parisiens. La lutte des préfectures de Police contre ces trafics s'est intensifiée depuis 2014 mais a surtout eu pour conséquence de déplacer les zones de trafics.
L'ONDRP a recensé 5 695 crimes ou délits pour l'année 2014, soit une moyenne de 2,88 % plaçant la commune à un niveau supérieur à la moyenne nationale (1,08 %) et à la moyenne en Île-de-France (1,38 %).
Toutefois, ces chiffres cachent de grandes disparités entre les quartiers des communes de la petite couronne, qui d'une manière assez flagrante à Saint-Ouen-sur-Seine, sont très hétérogènes. Ainsi, alors que certains sont identifiés comme zones urbaines sensibles (ZUS) voire comme zones de sécurité prioritaire (ZSP), d'autres sont sujets à une gentrification importante suscitée par la hausse des prix de l'immobilier et les dynamiques territoriales.
En 2017, le recensement de l'Observatoire national de la délinquance et des réponses pénales (ONDRP) annonce des valeurs en net recul derrière les chiffres de Saint-Denis et la Courneuve, eux-mêmes inférieurs aux valeurs recensées en 2014.
En 2024, d'après ville data les forces de polices et de gendarmeries enregistre une baisse de la criminalité comparée à 2023 passant d'un compte de de 5 515 crimes et délit en 2023 a 5 223 en 2024. Néanmoins début 2025 l'école Émile Zola du se faire déplacer étants que celle-ci, ce situe sur un point de deal créant une lourde polémique à ce sujet.

## Population et société

### Démographie
L'évolution du nombre d'habitants est connue à travers les recensements de la population effectués dans la commune depuis 1793. Pour les communes de plus de 10 000 habitants les recensements ont lieu chaque année à la suite d'une enquête par sondage auprès d'un échantillon d'adresses représentant 8 % de leurs logements, contrairement aux autres communes qui ont un recensement réel tous les cinq ans,.

En 2022, la commune comptait 53 041 habitants, en évolution de +6,8 % par rapport à 2016 (Seine-Saint-Denis : +4,67 %, France hors Mayotte : +2,11 %).
| 1793 | 1800 | 1806 | 1821 | 1831 | 1836 | 1841  | 1846  | 1851  |
| ---- | ---- | ---- | ---- | ---- | ---- | ----- | ----- | ----- |
| 845  | 602  | 649  | 612  | 981  | 983  | 1 196 | 1 316 | 1 507 |

| 1856  | 1861  | 1866  | 1872  | 1876   | 1881   | 1886   | 1891   | 1896   |
| ----- | ----- | ----- | ----- | ------ | ------ | ------ | ------ | ------ |
| 2 262 | 3 294 | 5 804 | 8 091 | 11 255 | 17 718 | 21 404 | 25 969 | 30 715 |

| 1901   | 1906   | 1911   | 1921   | 1926   | 1931   | 1936   | 1946   | 1954   |
| ------ | ------ | ------ | ------ | ------ | ------ | ------ | ------ | ------ |
| 35 436 | 37 866 | 41 904 | 50 848 | 52 467 | 53 146 | 51 106 | 45 465 | 48 112 |

| 1962   | 1968   | 1975   | 1982   | 1990   | 1999   | 2006   | 2011   | 2016   |
| ------ | ------ | ------ | ------ | ------ | ------ | ------ | ------ | ------ |
| 51 956 | 48 886 | 43 588 | 43 606 | 42 343 | 39 722 | 42 950 | 47 783 | 49 664 |

| 2021   | 2022   | - | - | - | - | - | - | - |
| ------ | ------ | - | - | - | - | - | - | - |
| 53 207 | 53 041 | - | - | - | - | - | - | - |

### Médias
Le journal Le Parisien a longtemps eu son siège situé à Saint-Ouen, 25 avenue Michelet. Après le rachat par le Groupe LVMH, le journal a déménagé à Paris intramuros.
Le complexe de bureaux et de studios de télévision Le Baldi (anciennement Village de la Communication) situé aux 44-50 avenue du Capitaine-Glarner, en service depuis 1991 a vu le tournage de bon nombre d'émissions de télévision, notamment des chaînes publiques comme La Cinq, Antenne 2 (devenue depuis France 2) ou France 3 ou de chaînes câblées comme TPS Star. Parmi les émissions tournées au Baldi, on retrouve :
- Maguy (saisons 5 à 8, Antenne 2, puis France 2, de 1991 à 1994);
- Motus (Antenne 2, puis France 2, de 1991 à 2012);
- Que le meilleur gagne (La Cinq, puis Antenne 2, puis France 2, de 1991 à 1995);
- Pyramide (Antenne 2, puis France 2, de 1991 à 2001) ;
- Sportissimo (France 3, de septembre à novembre 1992) ;
- Taratata (France 2, de janvier 1993 à juin 1994) ;
- Qui est qui ? (France 2, 1996-2002) ;
- Questions pour un champion (France 3, de 2001 à 2003) ;
- Star Mag (TPS Star, 2001-2010) ;
- Tout vu tout lu (France 2, 2003-2006)

### Cultes

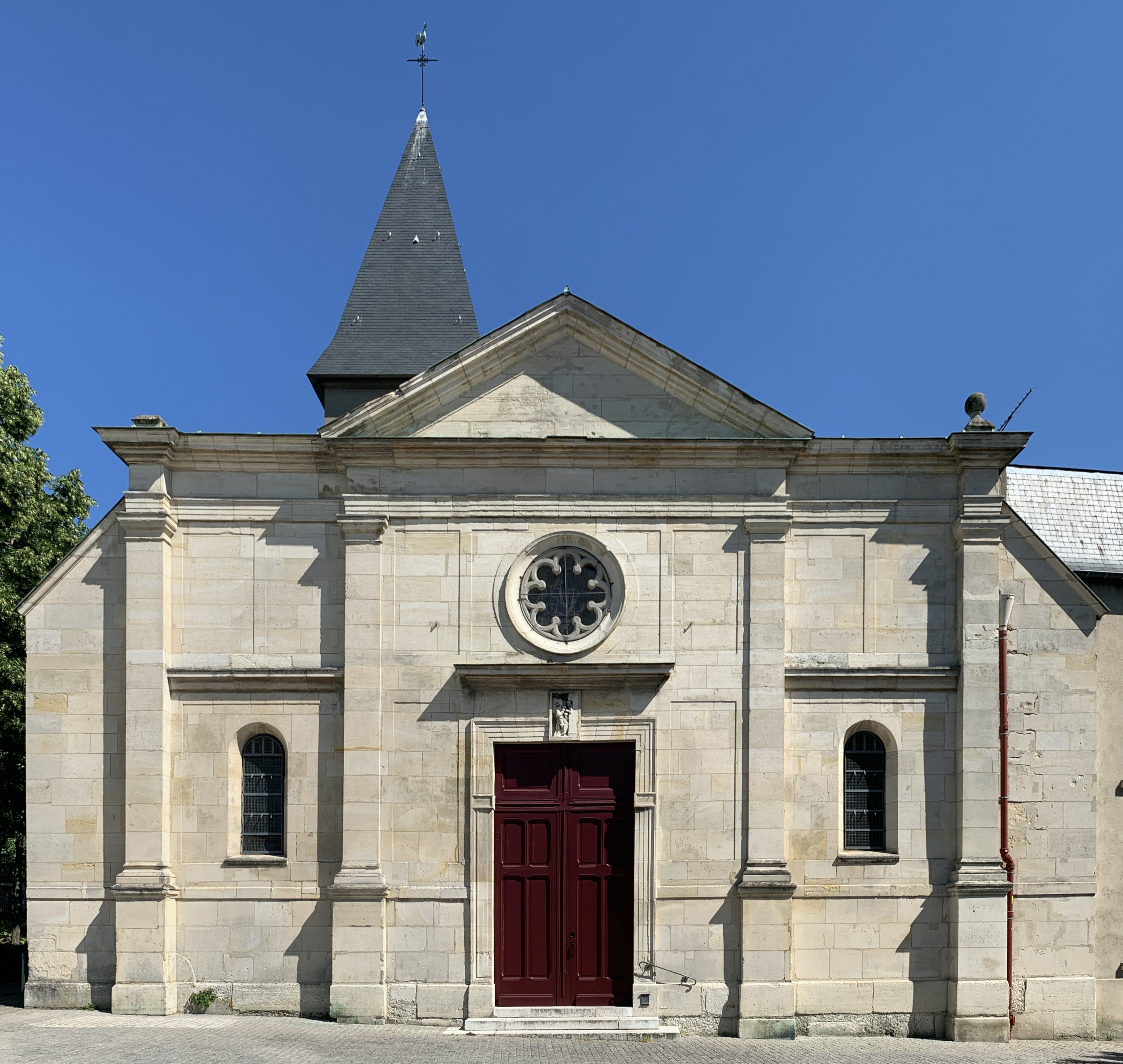
Église Saint-Ouen-le-Vieux.

- Église du Sacré-Cœur, 104 rue du Docteur-Bauer ;
- Église Saint-Ouen-le-Vieux, située rue du Planty, datant du XIIe siècle[69] ;
- La mosquée Al-Hashimi, gérée par l’association Essalam, est située au 3 rue des Docks ;
- Église Notre-Dame-du-Rosaire, 65 avenue Gabriel-Péri ;
- Une synagogue, Beth-Hanna, est située au 7 rue Jules-Guesde. Il s'agit d'un ancien lieu de culte catholique, la chapelle de l'Annonciation, racheté en 2007 par la municipalité au diocèse de Saint-Ouen[70].

## Économie

### Revenus de la population et fiscalité
En 2021, le revenu annuel net médian des 21 339 ménages fiscaux s'élève à 20 440 contre 15 020 € en 2012 pour une médiane nationale de 21 713 € en 2016. La part de ménages imposables représente 53 % et le taux de pauvreté 26 %. En 2016, 10 % des Audoniens les plus aisés de la commune ont un revenu net annuel supérieur à 34 533 € alors que les 10 % les moins aisés gagnent moins de 8 511 € par an.
Les foyers fiscaux de Saint-Ouen s'acquittent en moyenne d'un impôt local annuel de 2 188 € contre 1 205 € pour le département de la Seine-Saint-Denis. Le produit total des taxes locales s'élevait à 60 626 000 € en 2012. La part du patrimoine déclaré par les foyers payant l'ISF représente 2 083 828 €.
En 2021, la part des ménages propriétaires de leur résidence principale est de 23,8 % pour un ensemble de 86,8 % de résidences principales.
Ces chiffres traduisent des disparités importantes de revenu entre ménages et une certaine tendance à la précarité. Paradoxalement, au 1er septembre 2016, le prix moyen de l'immobilier oscille entre 4 500 € et 5 000 € au mètre carré indépendamment du bien, soit une valeur supérieure à la moyenne nationale (3 100 €/m2 pour un appartement en 2016).

### Emploi
En 2016, le taux de chômage des 15–64 ans est de 17,6 % contre environ 10 % en France La tranche d'âge 0–44 ans compte à elle toute seule pour près de 70 % de la population audonienne. La construction et l'industrie comptent pour plus de 10 % dans l'emploi local, le secteur public 6,6 % et celui des services, du commerce et des transports pour près de 81 %. Par ailleurs, 81,7 % des salariés occupent un CDI ou un emploi dans la fonction publique et 0,1 % des actifs résidant à Saint-Ouen sont des indépendants ou des employeurs.

### Entreprises et commerces
Le développement économique de la commune débute en 1830, avec l'inauguration de la « gare d'eau » et des docks. Les décennies suivantes voient apparaître de puissantes industries métallurgiques et chimiques. Le raccordement des docks au chemin de fer de la ligne de Petite Ceinture transforme rapidement l'activité de stockage en activité de production. Cet essor économique considérable va s'accentuer jusqu'à la fin de la Première Guerre mondiale, toujours fondé sur les trois branches d'activités principales : la chimie et la parachimie, la métallurgie et le secteur énergétique. Les besoins vont être à la base d'une nouvelle vague d'industrialisation et durant l'entre-deux-guerres apparaissent de nombreuses industries.
Saint-Ouen-sur-Seine est frappée par la désindustrialisation de la Plaine Saint-Denis, dans les années 1960-1980, mais a su profondément renouveler son tissu économique, avec l'installation de nombreuses activités tertiaires, en particulier des sièges sociaux de grands groupes.
Néanmoins, Saint-Ouen-sur-Seine accueillait toujours une des dernières usines de PSA en milieu urbain, qui employait environ 700 salariés et était spécialisée dans l'emboutissage et l'assemblage de pièces. En 2018, il est envisagé que PSA libère cette emprise afin d'y aménager le futur hôpital Grand Paris Nord, à la place du lieu prévu initialement sur les Docks. L'usine ferme en 2022 et les bâtiments sont ensuite rasés pour faire place au projet de l'hôpital Grand Paris Nord.

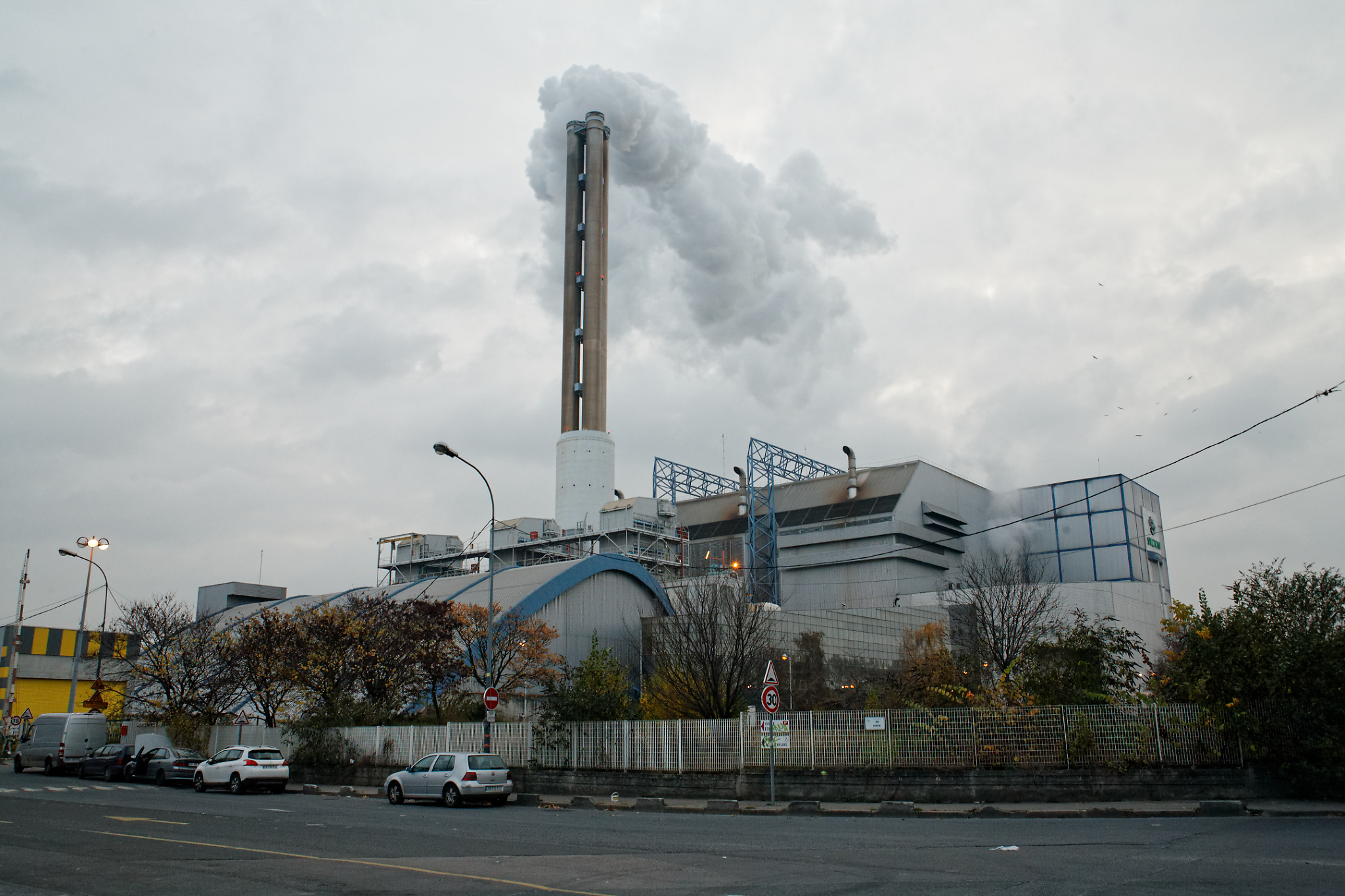
Usine d'incinération de Saint-Ouen

Les Docks de Saint-Ouen sont un pôle majeur de production énergétique en première couronne. Les Docks accueillent une unité de valorisation énergétique des déchets ménagers du Syctom, exploitée par le groupe TIRU depuis 1990 sur une parcelle de 4,4 ha. De plus, une parcelle de 0,5 ha accueille un garage à bennes de la Direction de la Propreté et de l'Eau de la Ville de Paris, qui en est propriétaire. Les Docks hébergent également, sur une parcelle de 3,6 ha, un site de cogénération CPCU (Compagnie Parisienne du Chauffage Urbain) qui produit à la fois de l'électricité et de la vapeur par une turbine fonctionnant principalement grâce à l'incinération des ordures ménagères (pour moitié), au gaz naturel (25 %) et au charbon (20 %) et dont la capacité de production est de 125 MW électriques, 982 MW thermiques et de 400 tonnes par heure de vapeur. Cette usine de production d'énergie est encadrée par deux terrains appartenant à la Ville de Paris. Un des terrains, de 4,3 ha, proche de la Seine, est vide de toute occupation. Le deuxième terrain, de 4 ha, tourné vers Saint-Ouen et le boulevard Victor Hugo, est concédé à EDF et RTE et accueille des postes de transformation électrique qui servent à l'alimentation électrique des communes voisines, y compris Paris, ainsi que des entrepôts de EDF/ERDF.
|                          | 2009   | %      | 2014   | %      | 2020   | %      |
| ------------------------ | ------ | ------ | ------ | ------ | ------ | ------ |
| Ensemble                 | 20 271 | 100 %  | 20 655 | 100 %  | 23 435 | 100 %  |
| Dont :                   |        |        |        |        |        |        |
| Travaillent à Saint-Ouen | 4 871  | 24,0 % | 5 012  | 24,3 % | 5 245  | 22,4 % |
| Travaillent ailleurs     | 15 400 | 76,0 % | 15 643 | 75,7 % | 18 190 | 77,6 % |

Fin 2021, la commune compote 2 239 établissements actifs employeurs, dont 1 504 emploient moins de 10 salariés, 192 de 10 à 19 salariés, 123 de 20 à 49 salariés et 112 de plus de 50 salariés
- Un pôle tertiaire à l’ouest de la ville de 201 486 m2 de bureaux : ZAC Victor-Hugo (Danone, Centre de Recherche Capillaire, division "Grand Public" et Club des Créateurs de Beauté L'Oréal, OCP Répartition, Crown, Nokia Siemens Networks France, GFI Informatique, Groupe Solendi, Cetelem, GDF Suez), immeubles Eurocrystal (siège de Danone), EuroSquare 1 et 2 (siège de Nokia Siemens Networks France), Porte du Parc (GFI), EuroAtrium, Ovalie (SAMSUNG Electronics France), Colisée I, II et III (sièges de Citroen, ISS Propreté et Sage France. Les parcelles des bâtiments sont cadastrées à Saint-Ouen mais ces trois sociétés relèvent du RCS de Paris), entre autres. Le siège de Sony France, située entre Clichy et Saint-Ouen, compte un bâtiment situé sur le territoire audonien (immeuble Floréal 2).
- 5 principaux parcs d’activités : parc Albert-Dhalenne, parc des Docks (parc logistique Valad Park), parc Quai de Seine, parc Victor-Hugo, Cap Saint-Ouen
- Des immeubles de bureaux : Axe Nord (Challancin, Siemens ACS, Compagnie Française d'Informatique, entre autres), le Baldi, Energy Park, le Landy Pleyel, le Garibaldi, le Bauer, le parc Dieumegard (siège de Kuoni France et importante division du groupe informatique Bull), le laboratoire d'analyses industrielles APAVE installé dans une ancienne usine Ricqlès, etc.

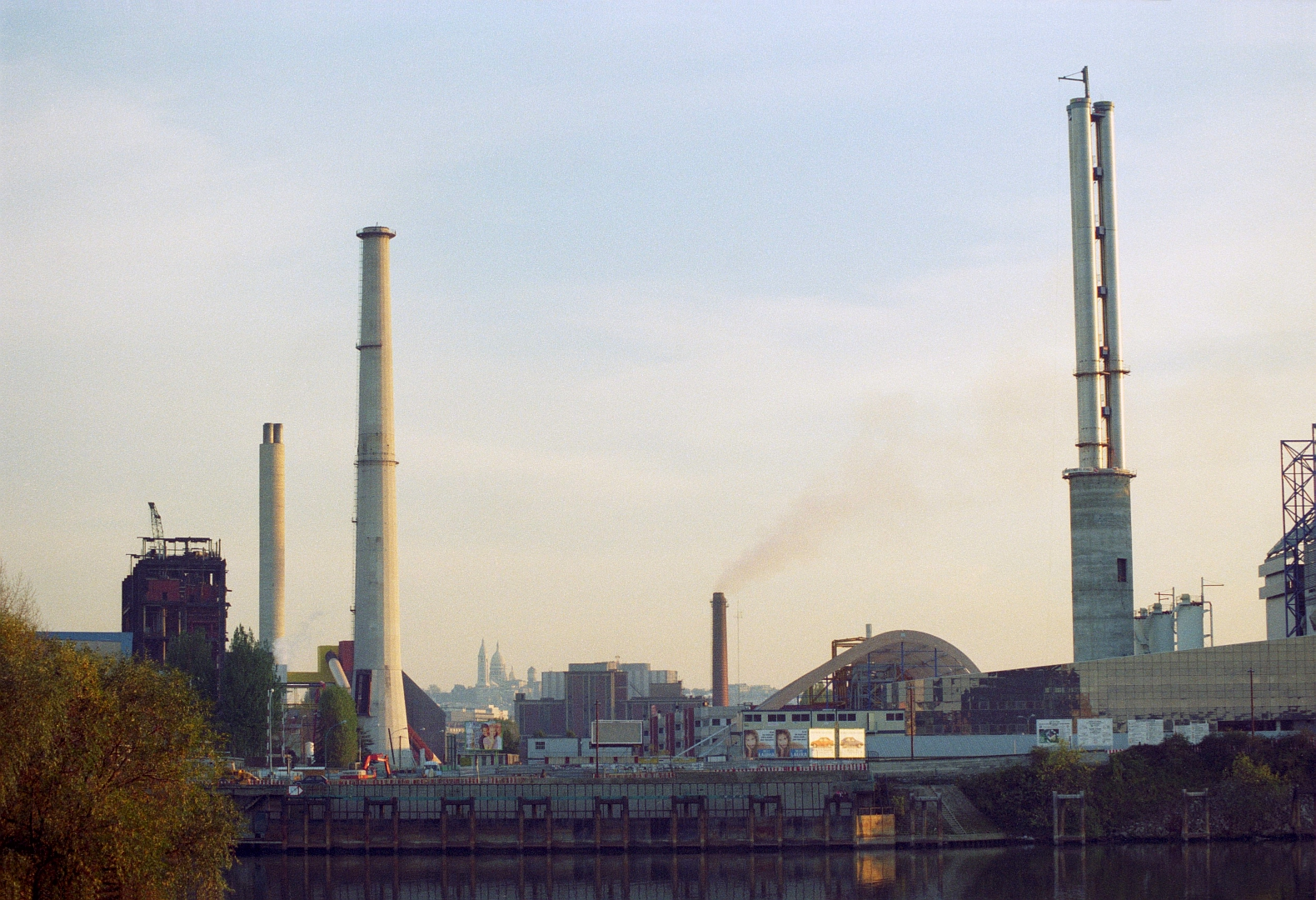
Cheminées d'usines aux docks de Saint-Ouen en 1989.

Le 16 janvier 2012, l'État, Saint-Ouen et l'Établissement public territorial Plaine Commune ont signé le premier accord cadre du Grand Paris, pour la mise en place d'un territoire de la création, dont l'une des locomotives sera la nouvelle Cité du cinéma de Luc Besson, qui se situe à Saint-Denis, sur un ancien site EDF limitrophe de Saint-Ouen. Une des halles Alstom (longue de 265 m, large de 65 m et haute de 17 m), située dans la ZAC des Docks, est prévue pour accueillir dès 2014 une Cité du design, avec l'installation d'une société de design, une école et un laboratoire du design et des espaces de rencontres et d'expositions. De nombreuses sociétés de production audiovisuelle, d'agences de publicité, de design et de structures spécialisées dans l'art et les antiquités sont déjà basées à Saint-Ouen, de même que sur le territoire de Plaine Commune. Saint-Ouen accueille également le plus grand marché d'antiquaires et de brocanteurs au monde : le Marché aux puces de Saint-Ouen. Avec 11 millions de visiteurs annuels, c'est le principal pôle touristique de la ville.

## Culture locale et patrimoine

### Monuments et lieux touristiques

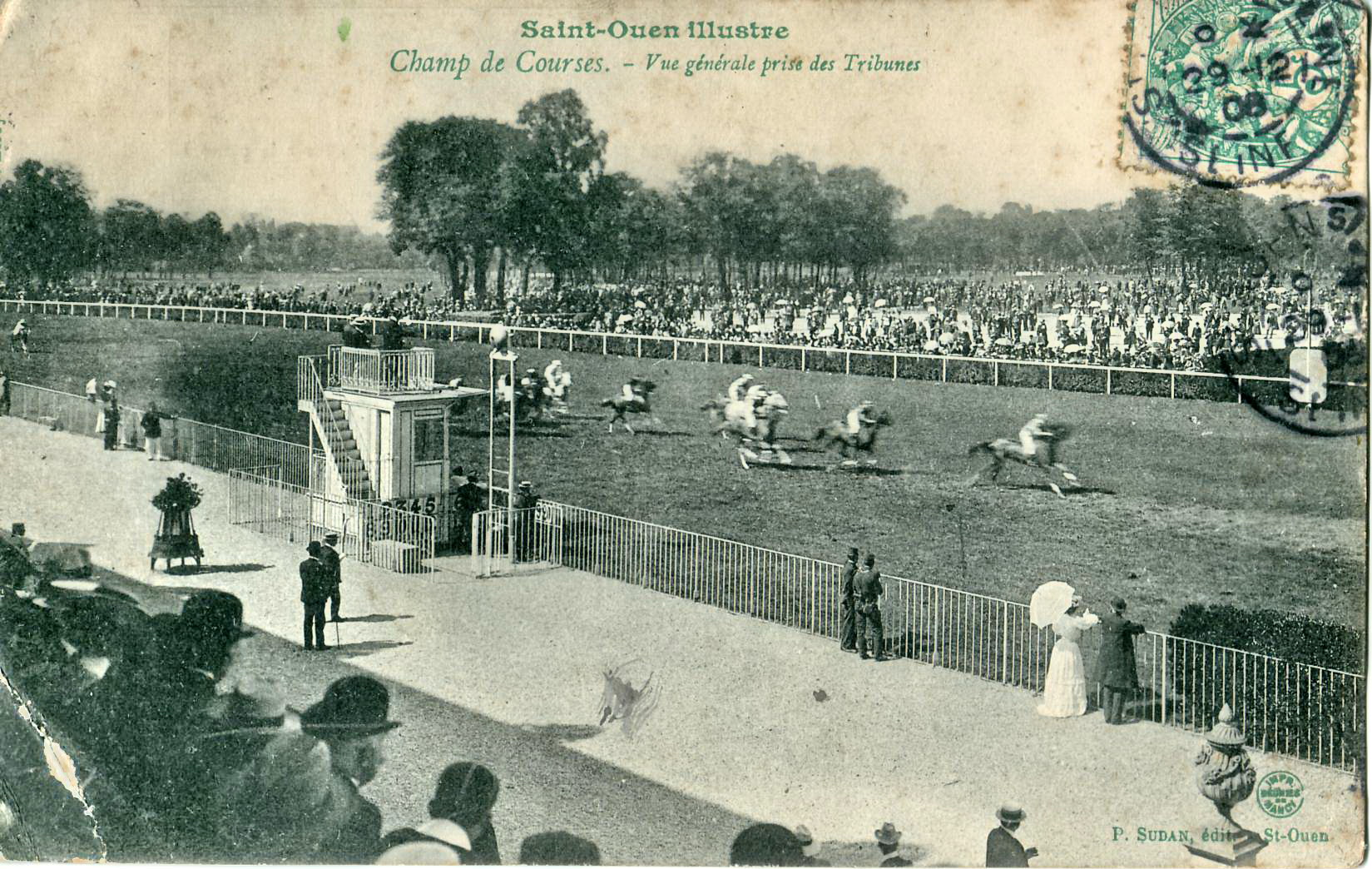
L'ancien hippodrome de Saint-Ouen.

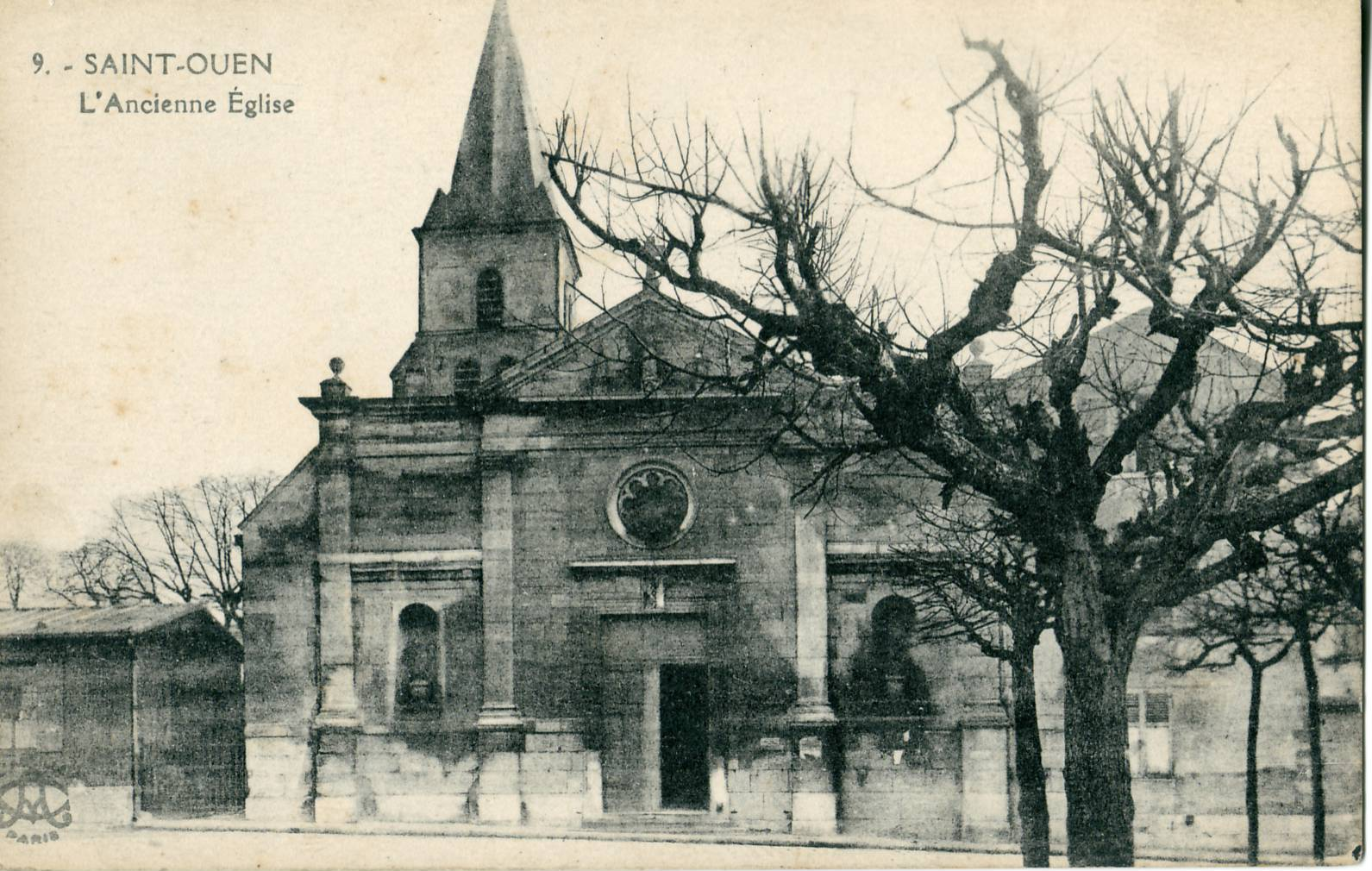
L'église du Vieux Saint-Ouen, au début du XXe siècle

#### Marché aux puces

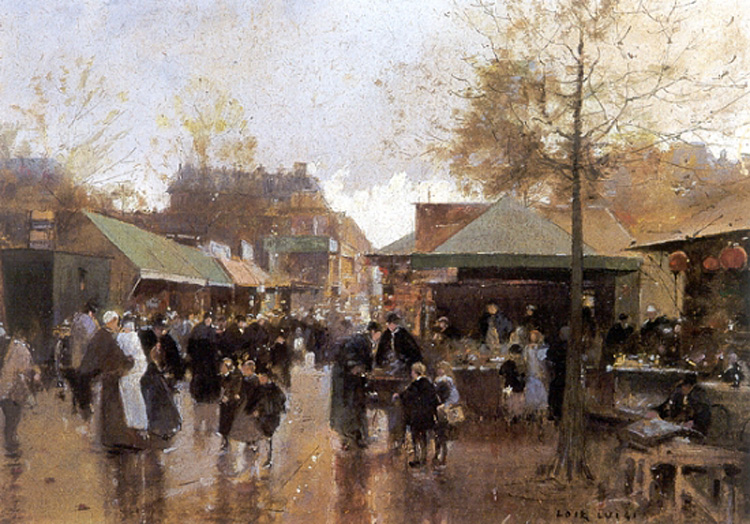
« Le marché aux puces, Porte de Clignancourt » par Luigi Loir (1845-1916)

La ville accueille l'un des marchés aux puces de Paris. Vers 1870, des chiffonniers de Paris s’installent à Saint-Ouen sur la zone des Malassis, zone de non droit détaxée, située au-delà des barrières de l’octroi parisien. Le marché aux puces naît officiellement en 1885 : des chiffonniers de Paris s’y installent car la biffe bruyante incommode les parisiens et l'arrêté préfectoral relatif à l'enlèvement des ordures ménagères d'Eugène Poubelle en 1884 (création de la poubelle) prive les « crocheteurs » de leur matière première qui s'entassait avant dans les rues et les caniveaux. Les biffins prennent alors l'habitude d'y déballer certains jours de la semaine les produits de leurs fouilles dans les décombres, les remblais et les poubelles.
Le marché aux puces de Saint-Ouen est la plus importante concentration d'antiquaires et de brocanteurs du monde, totalisant cinq millions de visiteurs par an parmi lesquels on croise beaucoup de touristes étrangers et même très souvent des célébrités. Ce marché aux puces se tient tous les samedis, dimanches et lundis et n'est plus depuis longtemps constitué que de professionnels louant leur emplacement avec des baux d'une durée minimale de trois ans.
Il compte quatorze marchés couverts ou en plein air, dont :
- le marché Biron,
- le marché de l’Entrepôt,
- le marché Vernaison,
- le marché Malik,
- le marché Dauphine,
- le marché Paul-Bert,
- le marché Serpette

En marge du marché d'antiquités, de foisonnants commerces de vêtements et d'articles de fantaisie occupent les rues environnantes. Il est également le terrain de ventes de certains « vendeurs à la sauvette ».
Les puces servent de décor aux films de Louis Malle pour Zazie dans le métro puis de Woody Allen pour Minuit à Paris.
il est classé depuis 2001 zone de protection du patrimoine architectural, urbain et paysager.

Le Marché aux puces
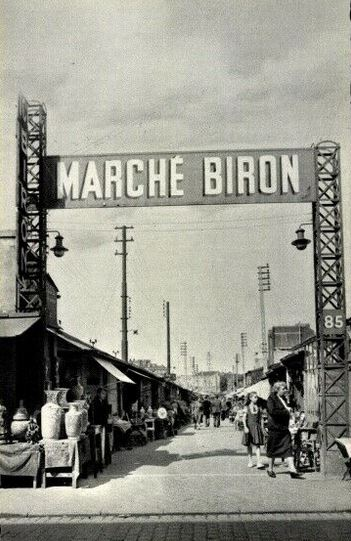
Le marché Biron, autrefois
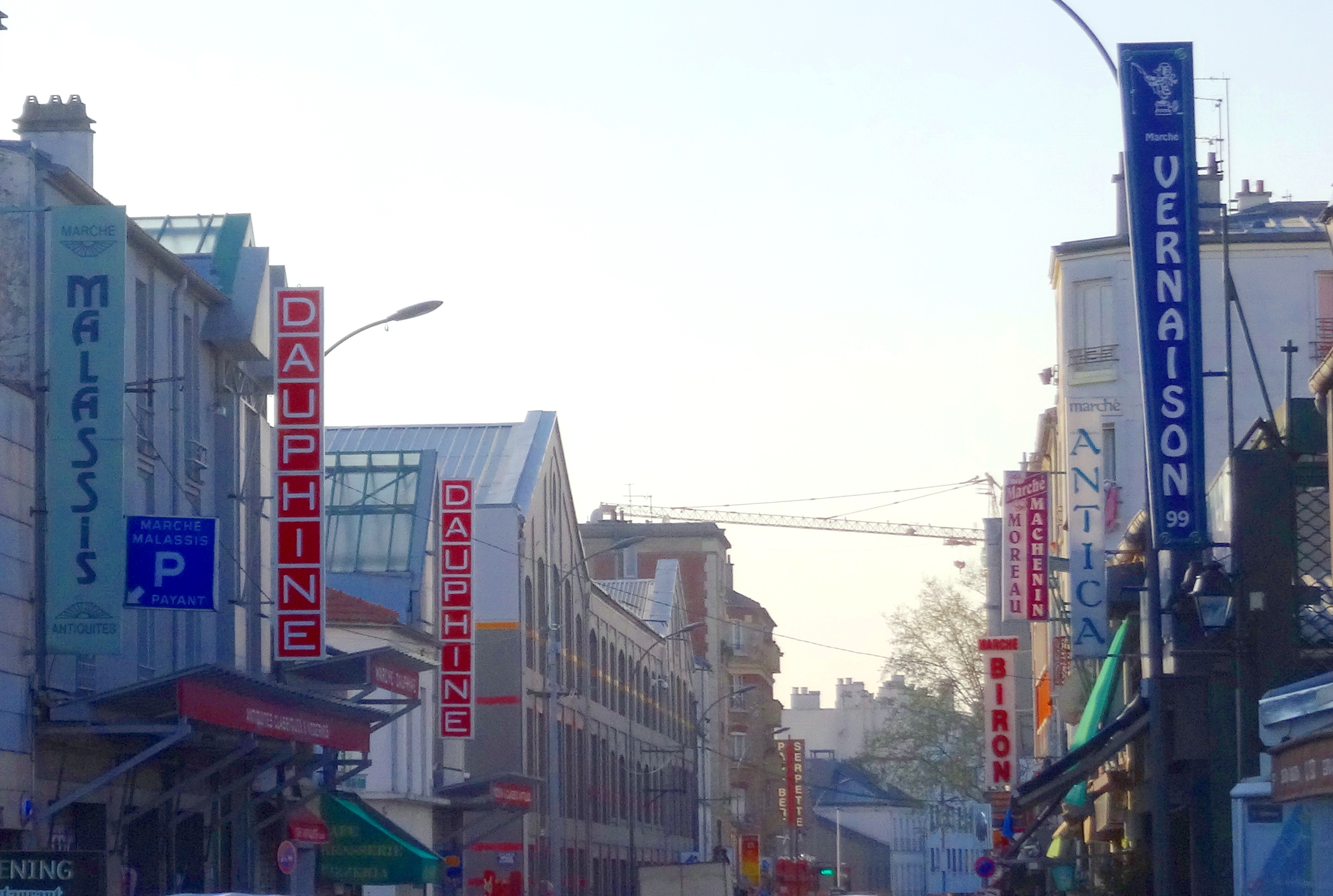
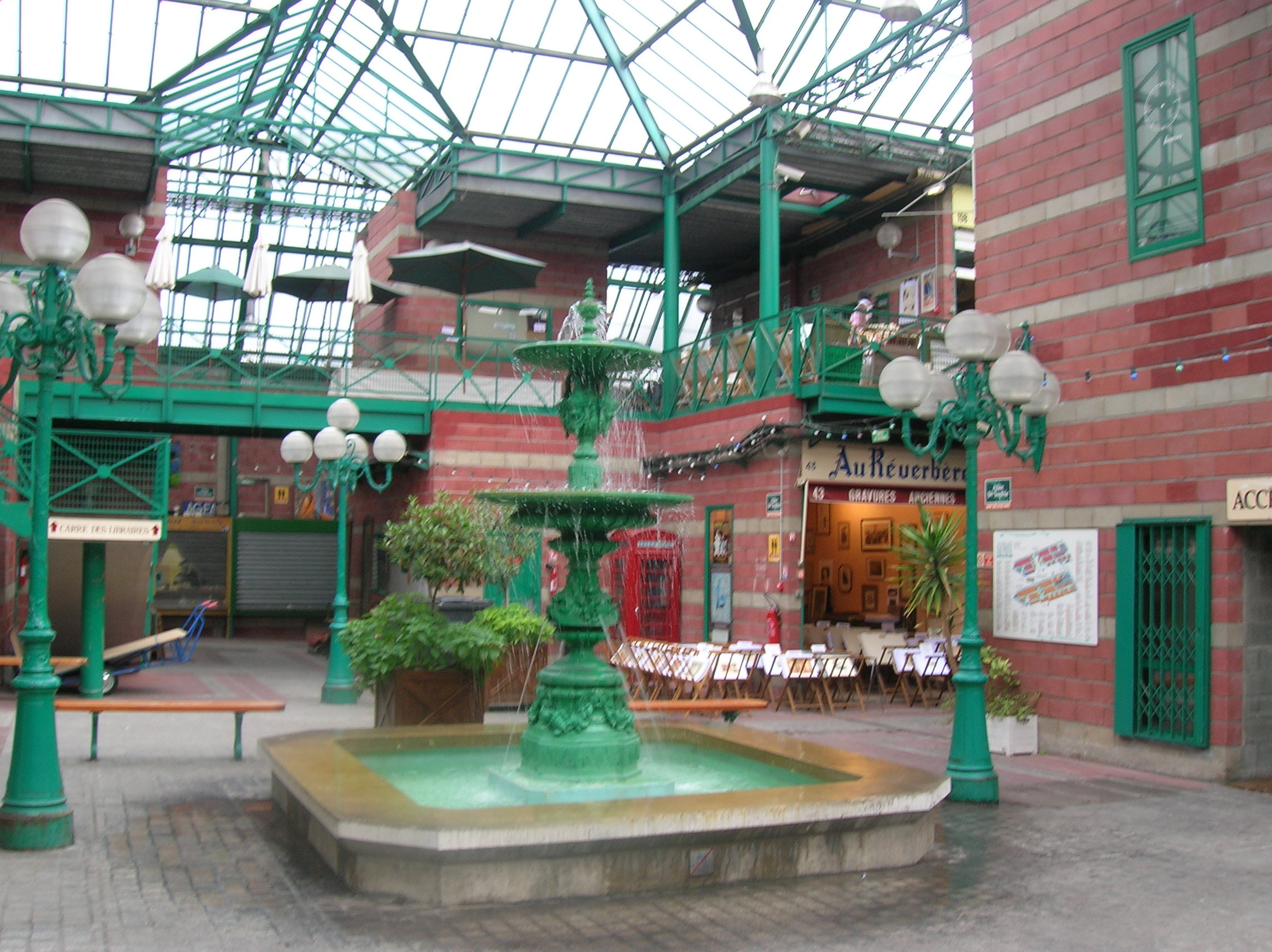
Marché des Antiquaires
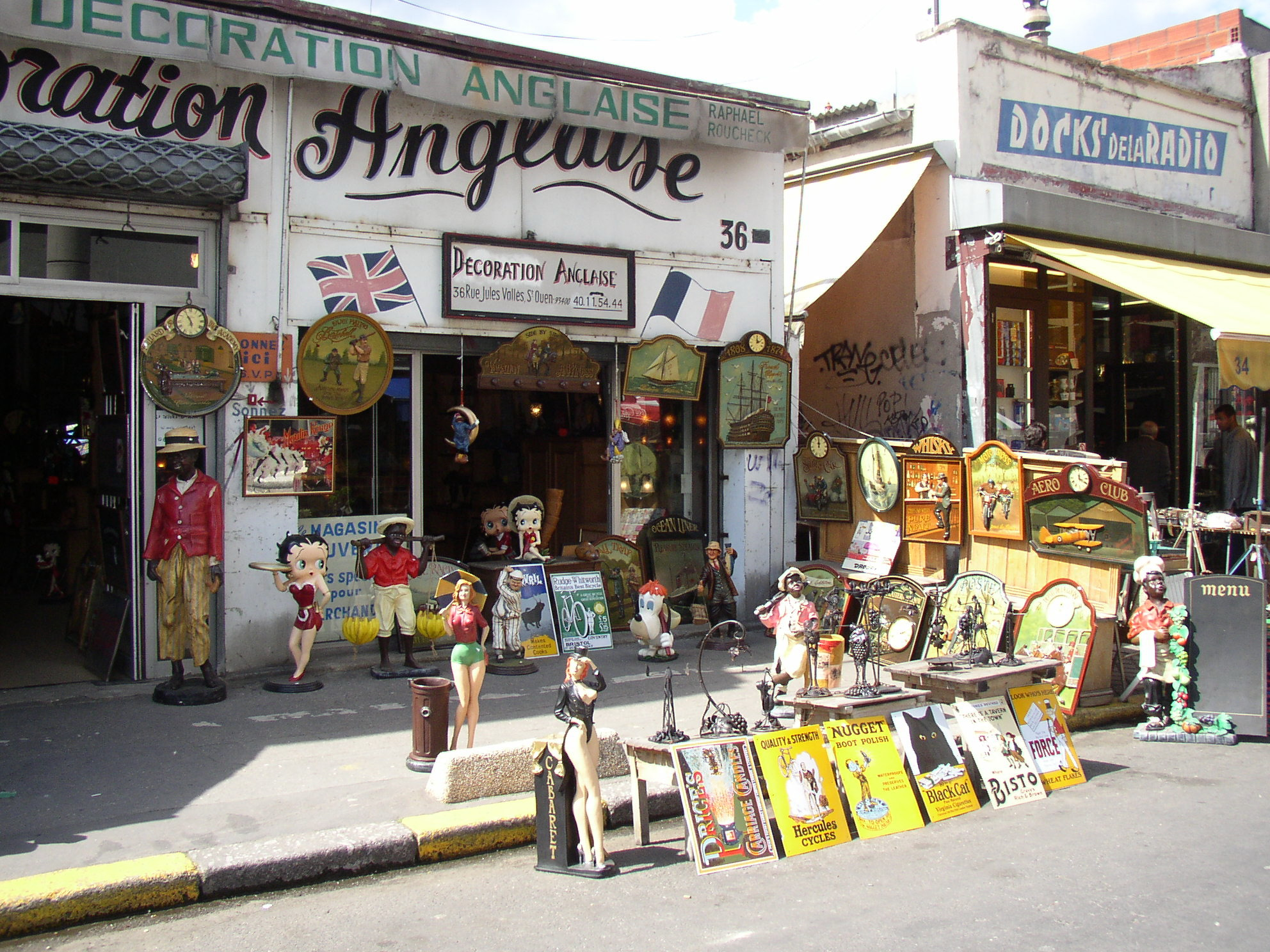
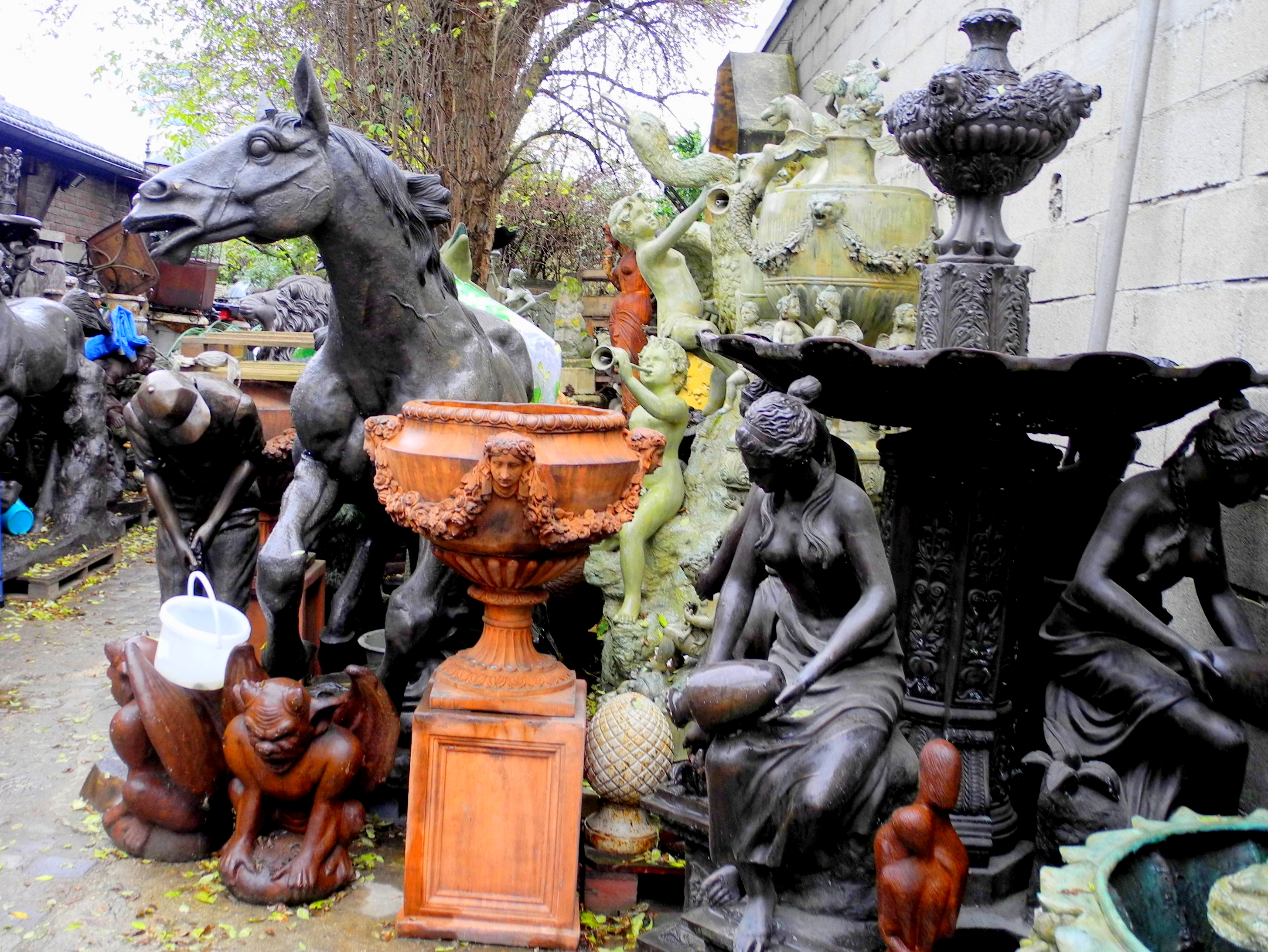
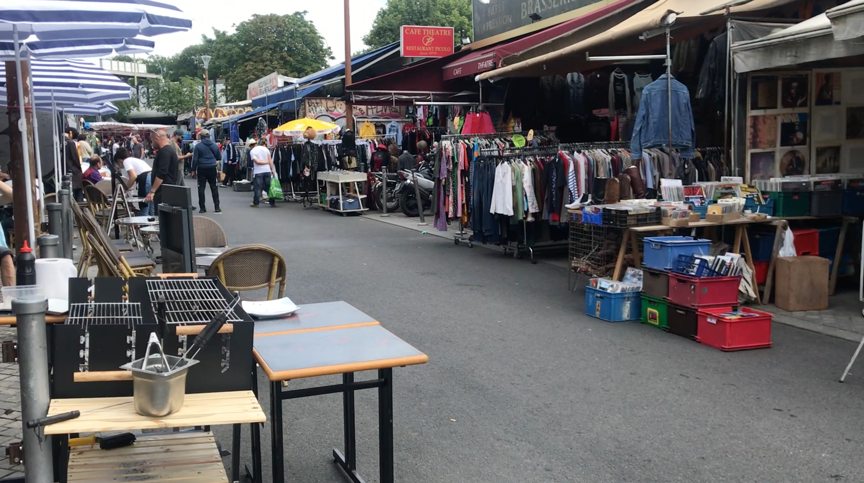

#### Le Château

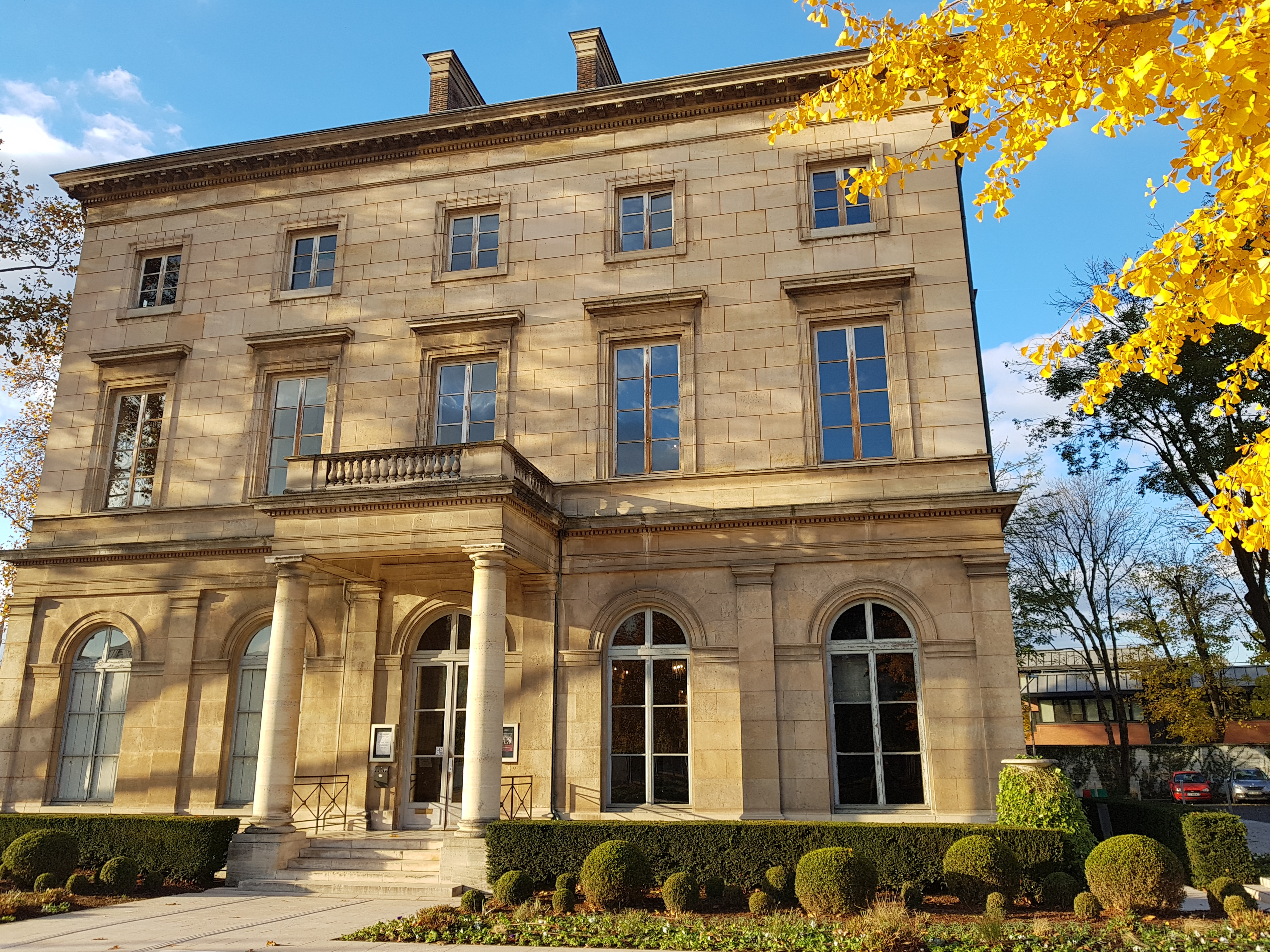
Façade Sud-Est du château et son porche à deux colonnes doriques.

Pièce maîtresse du patrimoine architectural de Saint-Ouen, le château de Saint-Ouen a été construit sur l'emplacement d'une demeure appartenant à Joachim Seiglières de Boisfranc, surintendant des finances du duc d'Orléans. Sa construction a été commandée en 1820 par Louis XVIII à l'architecte Jacques-Marie Huvé. Les travaux ont débuté le 8 juillet 1821 et l'inauguration a eu lieu le 2 mai 1823. ce bâtiment de plan carré, d'une grande sobriété, est de style néo-palladien.

#### Autres lieux et monuments
- Église du Vieux Saint-Ouen (4, rue du Planty), témoin de l'histoire de la ville, est un édifice dont l'origine date du XIIe siècle, mais qui fut plusieurs fois restauré, notamment au cours du XIXe siècle, inscrit à l'inventaire des monuments historiques.
- Église Notre-Dame-du-Rosaire de 1902, néo-romane.
- Église du Sacré-Cœur de 1933 par Charles Nicod, de style néo-roman.
- La salle Macchiavelli qui servit aux offices religieux avant la construction de l'Église du Sacré-Cœur.
- Le musée Pierre-Cardin (33 boulevard Victor-Hugo). Pierre Cardin avait installé son musée entre la mairie et les docks de la commune, dans une ancienne usine de peinture de 3 000 m2. En 2014, le musée a été transféré dans Paris, 5 rue Saint-Merri (4e arrondissement).
- La Chope des Puces (122 rue des Rosiers), lieu culte du jazz manouche depuis plus de 60 ans et désormais salle de spectacle, école de guitare, atelier de fabrication traditionnelle de guitares[88].
- L'usine Citroën 23, avenue du Capitaine-Glarner. En 1848 l'industriel et inventeur Joseph Farcot s'implante à Saint-Ouen, et ouvre une usine spécialisée dans les machines à vapeur. Le constructeur automobile André Citroën rachète l'ensemble des bâtiments en 1919 pour y établir une usine d'emboutissage destinée à la construction automobile. Cette usine est aujourd'hui classée parmi les monuments historiques de la ville de Saint-Ouen.
- Deux cimetières :
  - le cimetière municipal de Saint-Ouen, ou cimetière communal ;
  - le cimetière parisien de Saint-Ouen. Il est la propriété de la Ville de Paris qui en assure la gestion. Son entrée principale se trouve à l'extrémité de l'avenue du Cimetière située 69 avenue Michelet. Sa superficie est de 27,08 ha.

### Mémoriaux

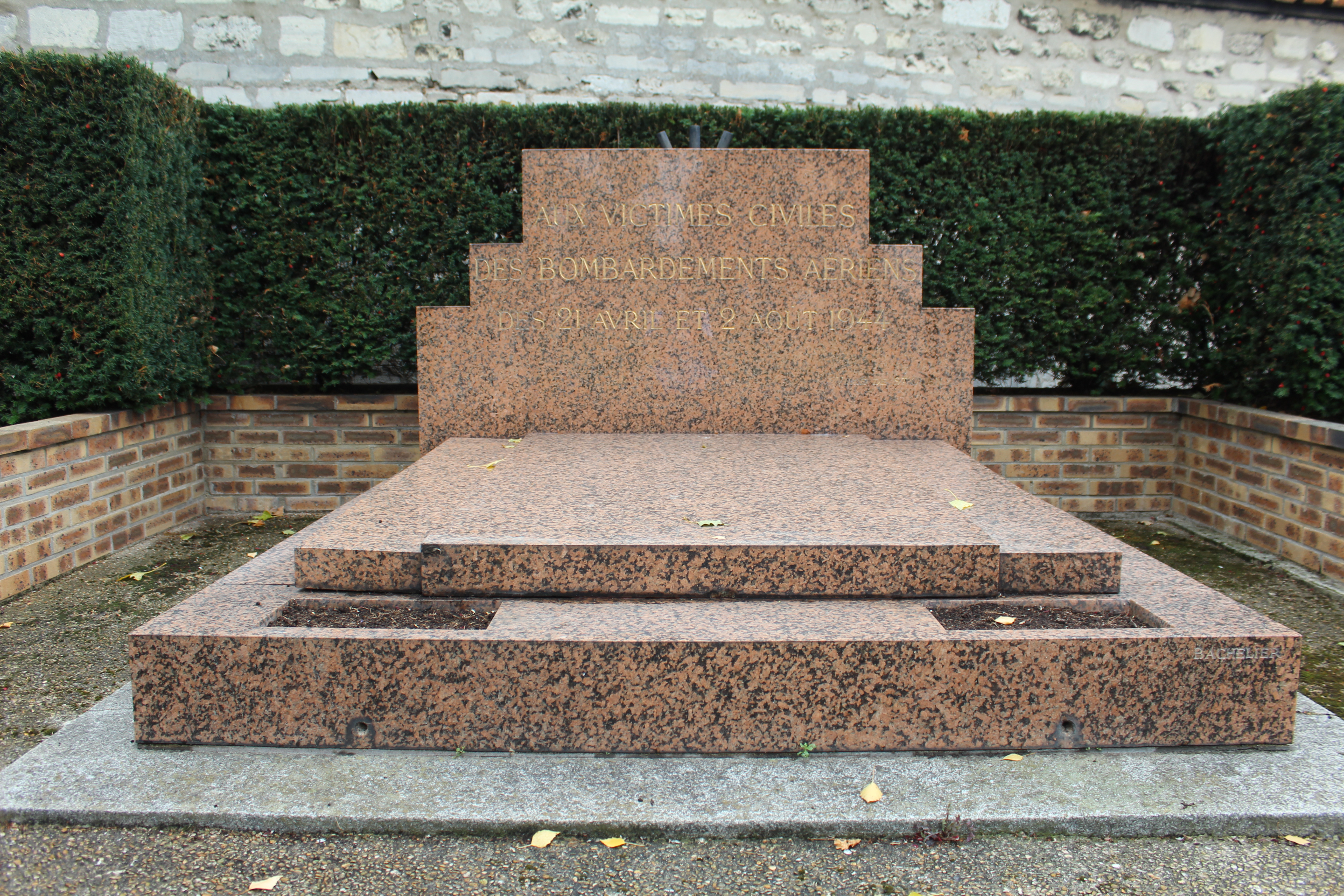
Mémorial aux victimes civiles des bombardements des 21 avril et 2 août 1944.
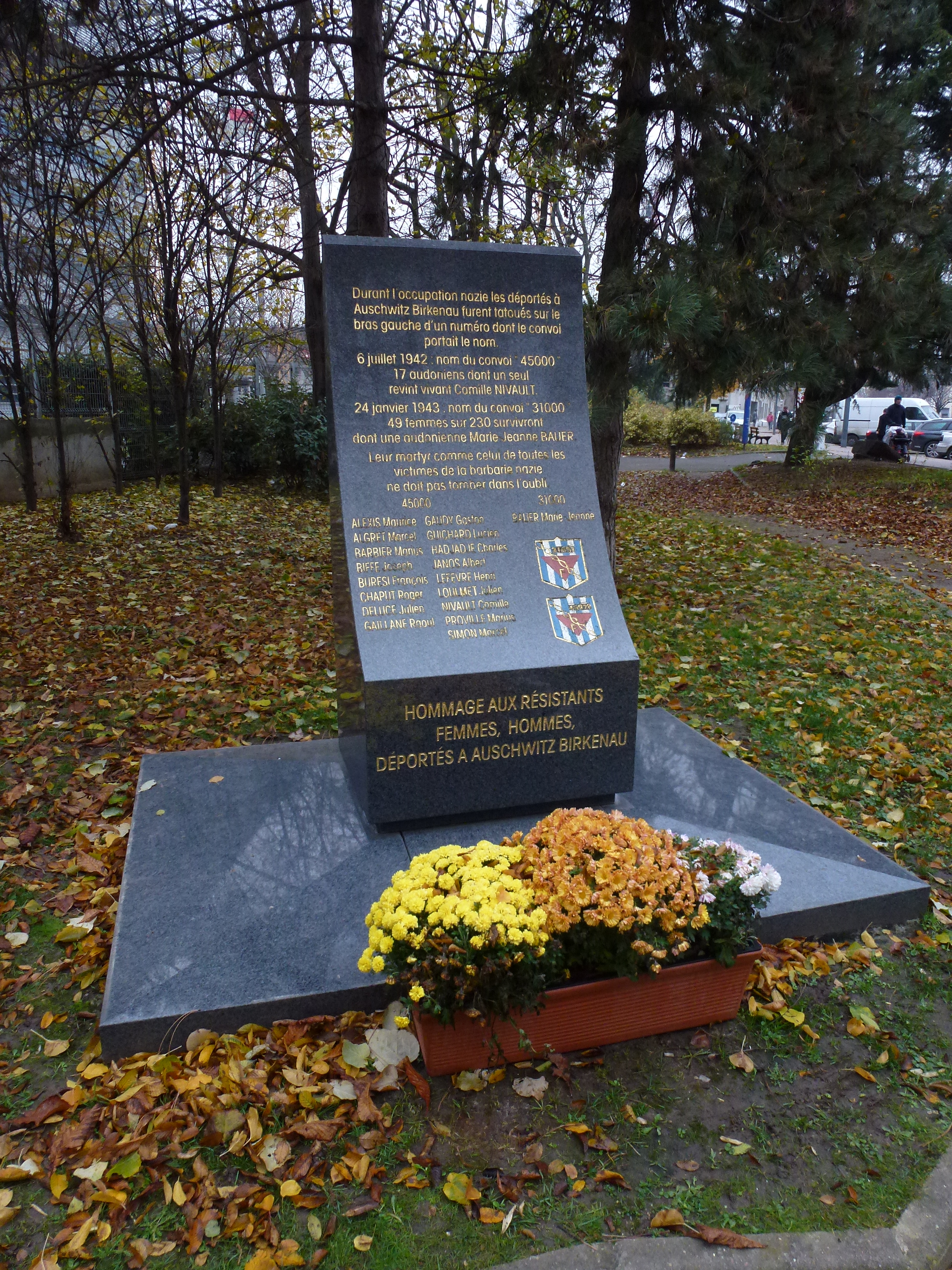
Hommage aux résistants déportés à Auschwitz-Birkenau.
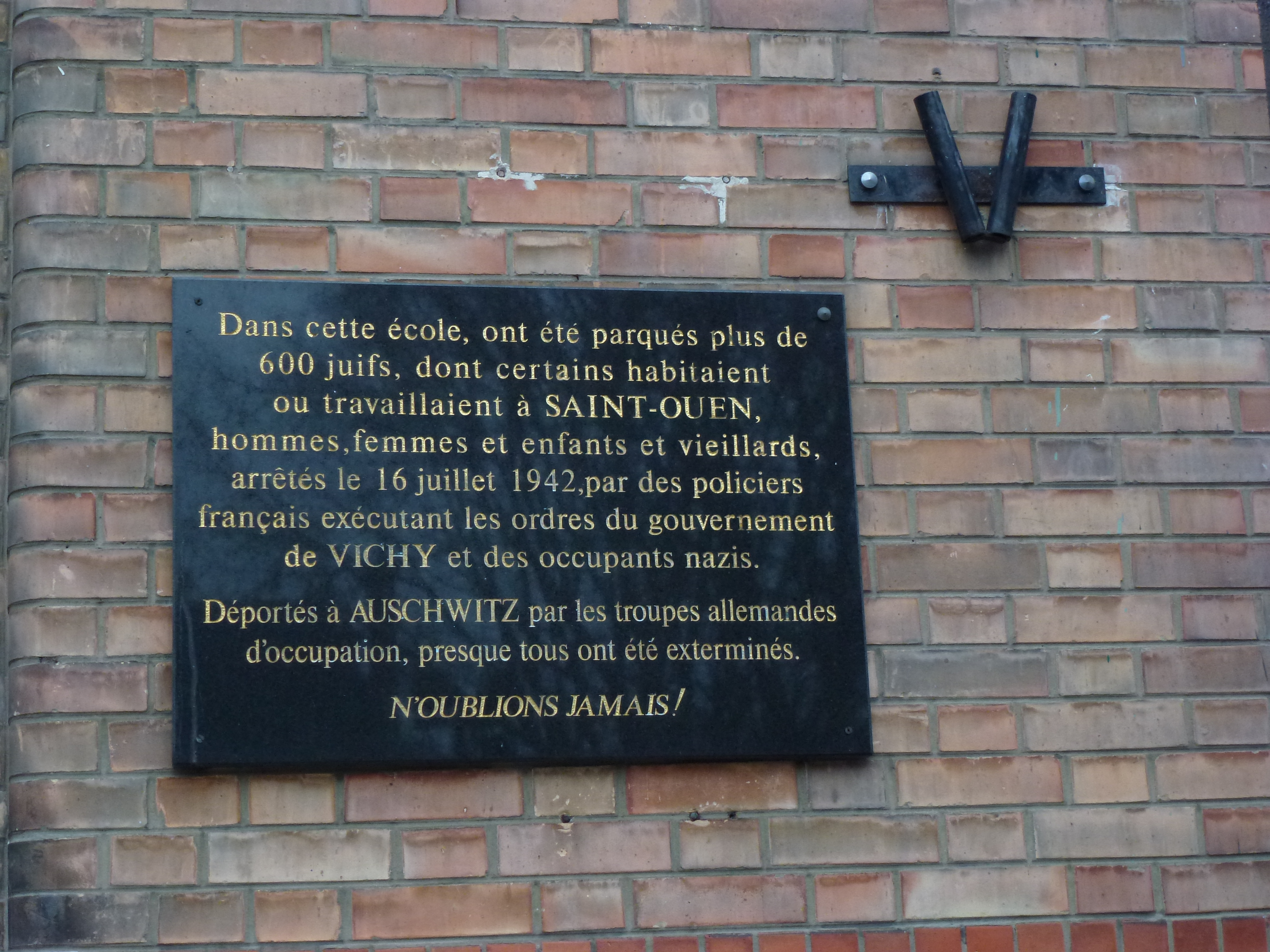
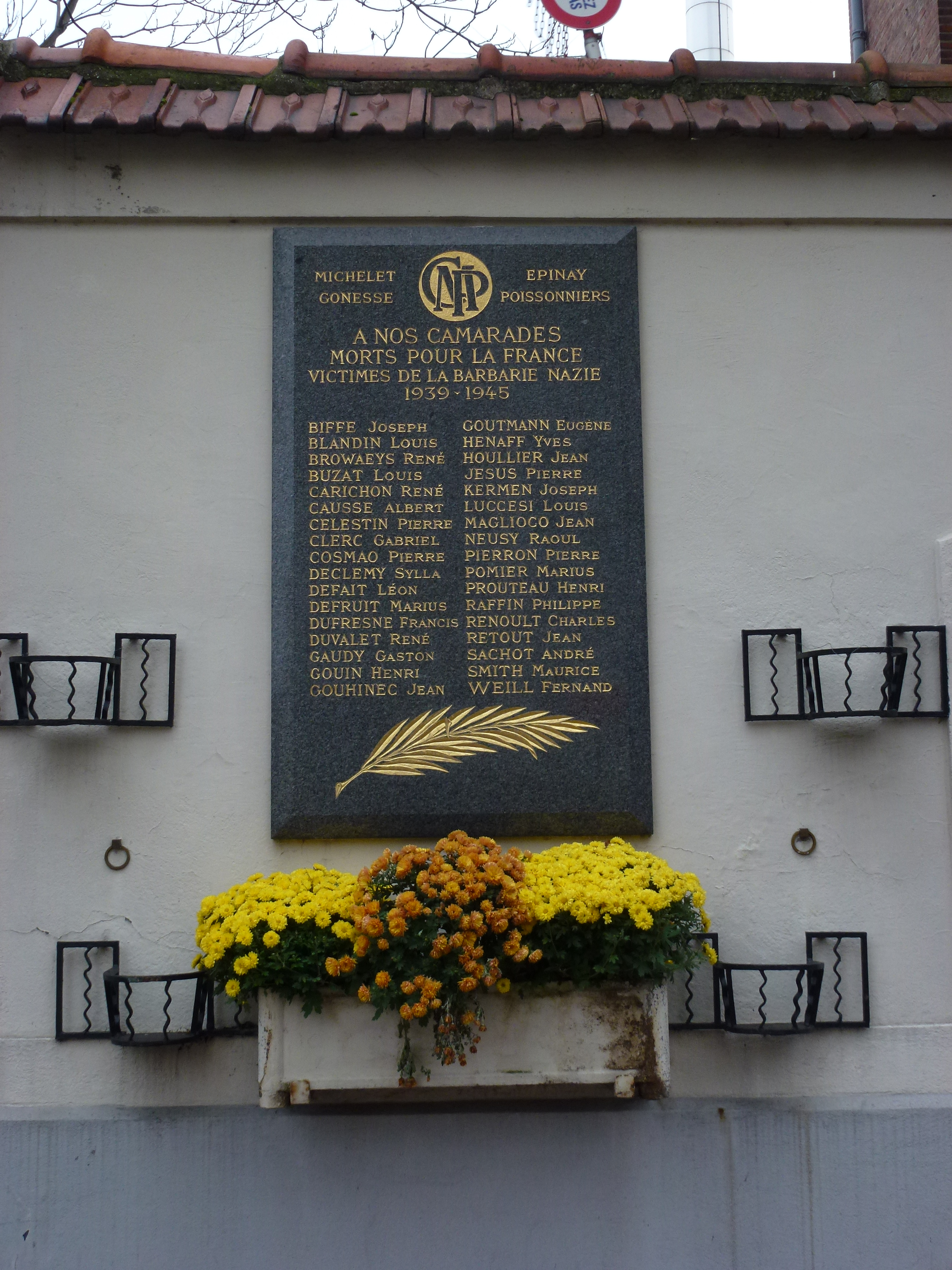
Hommage aux salariés de CMPI morts pour la France 1939-1945.
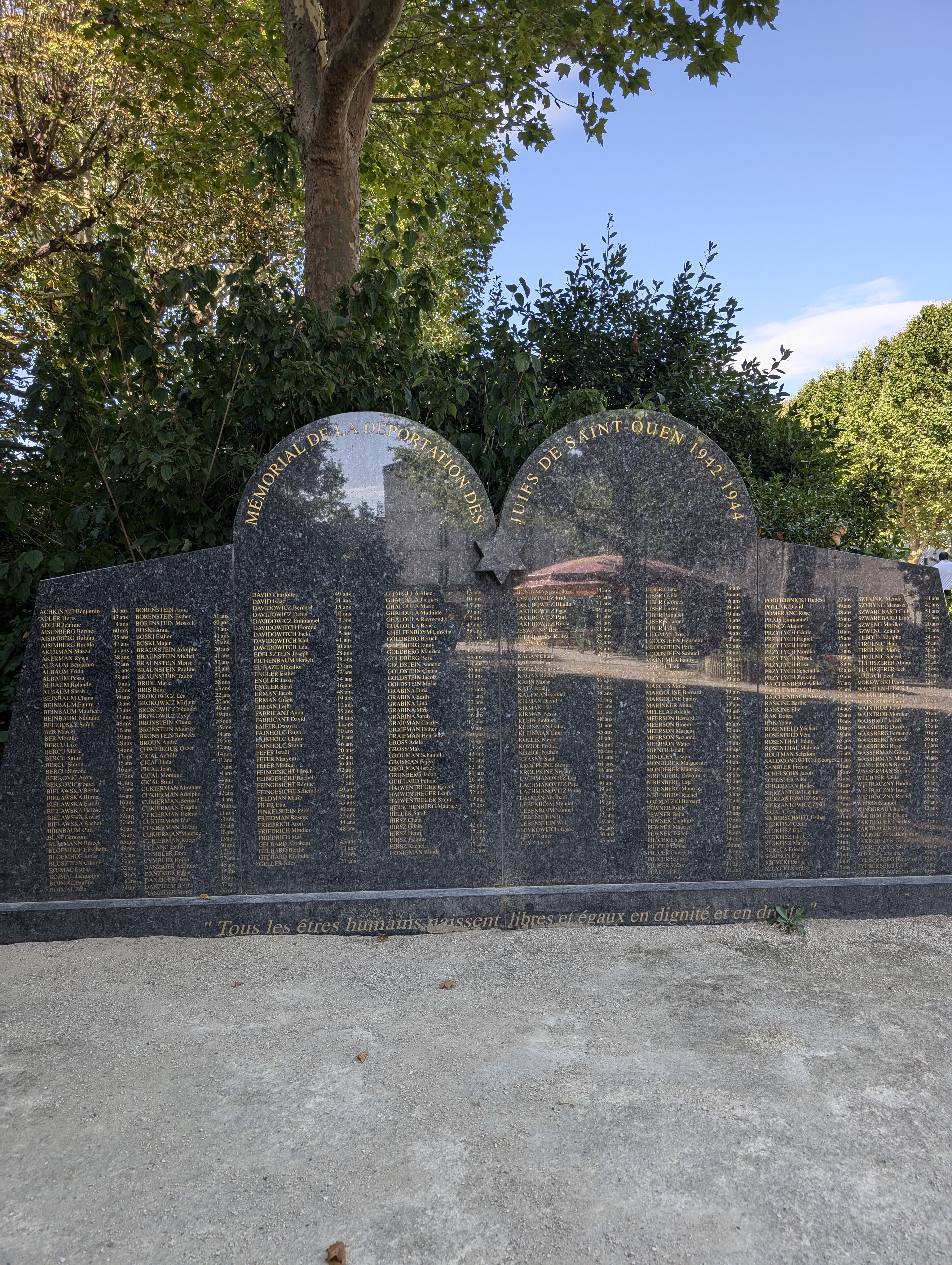
Mémorial de la déportation des Juifs de Saint-Ouen 1942-1944

### Œuvres d'art dans l'espace public
- Œuvres de Geneviève Cals et André Fougeron commandées pour le groupe scolaire Auguste-Blanqui dans le cadre du 1% de décoration en 1952 et 1959 (œuvres sans doute disparues, le groupe scolaire ayant été restructuré[89])[90].
- Œuvre d'Antoniucci Volti commandée pour le Collège d'enseignement technique (CET), dans le cadre du 1% de décoration en 1972[91].
- Œuvre de Joël Froment commandée pour le lycée polyvalent Auguste-Blanqui, dans le cadre du 1% artistique en 1991.

### Personnalités liées à la commune
- Jacques Necker (1732-1804), financier et homme politique genevois, ministre des Finances de Louis XVI, possédait le château de Saint-Ouen.
- Madame de Staël (1766-1817), sa fille, y a séjourné. Elle y est notamment assignée à résidence par Napoléon Ier.
- Donatien Alphonse François de Sade, marquis de Sade (1740-1814), homme de lettres, romancier, philosophe, longtemps voué à l'anathème en raison de la part accordée dans son œuvre à l'érotisme et à la pornographie, a vécu chez Constance Quesnet, 3, place de la Liberté, à partir du 20 avril 1797.
- Charles Terront (1857-1932), coureur cycliste français des années 1870-1890, premier vainqueur de Paris-Brest-Paris y est né.
- La Goulue (1866-1929), danseuse de cancan populaire, a vécu à Saint-Ouen, non loin du marché aux puces. Quand elle meurt, elle est domiciliée dans sa roulotte située 59, rue des Entrepôts.
- Henri Gougerot (1881-1955), dermatologue, est né à Saint-Ouen.
- Georges Hillaireau (1884-1954), peintre et dessinateur, y est né.
- Alex Virot (1890-1957), journaliste sportif français, y repose.
- Berthe Dubut (1894-1983), sculptrice et graveuse en médailles, y est née.
- Louis Béors (1899-1971), tourneur sur métaux devenu membre du Comité central du PCF en 1926 et recruteur du mouvement Libération Nord à Saint-Ouen sous l'Occupation.
- Docteur Jean-Claude Bauer (1910-1942), résistant communiste audonien arrêté par la police française puis fusillé par les Allemands le 23 mai 1942 au Mont-Valérien à Suresnes[92],[93]. L'ancienne rue de la Chapelle et le stade de la ville portent son nom.
- Jacques Grello (1911-1978), chansonnier et acteur français, y est né.
- Jean Lanier, 1913-1999, comédien français, né à Saint-Ouen.
- Le capitaine Jean Glarner (1914-1944), résistant français, citoyen d'honneur de la ville de Saint-Ouen. Il participa à la création du comité local de libération qui, le 19 août 1944, mena le combat contre les troupes allemandes jusqu'à l'arrivée des premiers blindés de la division Leclerc[94]. Une avenue de la ville porte son nom.
- Le maréchal Philippe Pétain (1856-1951), son cercueil y fut caché en 1973 au 30 avenue Gabriel Péri à la suite de son exhumation clandestine en 1973.
- Rino Della Negra (1923-1944), sportif, figure emblématique du Red Star Football Club, résistant, fusillé par les Occupants au Mont-Valérien comme membre du Groupe Manouchian. La tribune ouest et tribune d'honneur du stade Bauer est appelée « Tribune Rino Della Negra »[95].
- Marcel Campion (1940-), homme d'affaires français ayant fait fortune dans le milieu de la fête foraine, propriétaire du bar de jazz La Chope des Puces.
- Georgette Lemaire (1943-), chanteuse française, a chanté chez Louisette aux puces de Saint-Ouen.
- Mario Bachand (1944-1971), membre du Front de libération du Québec, y est assassiné le 29 mars 1971.
- Philippe Risoli (1953-), chanteur et animateur de télévision et de radio, y est né.
- Pierre-Louis Basse (1958-), journaliste et écrivain, y habite et a écrit sur la ville[96].
- Antoine de Maximy (1959-), un routard, animateur de télévision et réalisateur français y vit.
- Filip Nikolic, 1974-2009, chanteur et acteur français, y est né.
- Steve Marlet (1974-), footballeur international français devenu entraîneur et dirigeant, a suivi sa scolarité à Saint-Ouen.
- Housni Mkouboi dit Rohff (1977-), rappeur franco-comorien, a vécu à Saint-Ouen dans le quartier Debain, lorsqu'il a immigré des Comores.
- Xavier Delarue, né à Saint-Ouen en 1977, joueur français de basket-ball, candidat de télé-réalité et comédien, connu pour avoir participé à Secret Story 1.
- Charlotte Consorti (1978-), championne de kitesurf a passé son enfance à Saint-Ouen.
- Didier Morville dit JoeyStarr (1967-), rappeur, producteur et acteur français, a vécu à Saint-Ouen pendant une dizaine d'années en location.
- Nikarson Saint-Germain, dit Alibi Montana (1978-), rappeur français, vit à Saint-Ouen..
- Djimi Traoré, footballeur, y est né le 1er mars 1980.
- Élise Thiébaut, journaliste et autrice féministe.
- Audrey Fleurot, actrice, y habite[97].
- Enora Malagré, chroniqueuse de télévision, y habite[98].

### Saint-Ouen dans les arts

#### Chanson
- Aristide Bruant a chanté À Saint-Ouen.
- Alice Dona a chanté l’Idylle à Saint-Ouen
- Jean Ferrat dans Ma môme évoque ses vacances à Saint-Ouen.
- Édith Piaf a chanté Entre Saint-Ouen et Clignancourt.
- Henri Salvador a composé la chanson Trompette d'occasion sur le marché aux puces.
- Yves Simon, dans Histoire d'un vaurien, évoque également le marché aux puces.
- Daniel Guichard, dans Le Gitan, parle de la ville.
- Le texte de Pierre Frachet Ma môme, interprété par Jean Ferrat, évoque aussi la ville.
- Sanseverino évoque notamment La Chope des Puces dans Michto la pompe.
- Alpha 5.20, évoque le marché aux puces dans l'ensemble de ses morceaux.
- Pink Floyd a donné les premiers concerts français de sa tournée pour The Dark Side of the Moon les 1er et 2 décembre 1972 sous la Nef de l'île des Vannes, territoire audonien sur l'Île-Saint-Denis.
- Ricky Martin a tourné le clip de (Un, dos tres) Maria dans les Puces de Saint-Ouen.
- Orelsan a tourné le clip de Défaite de famille dans la Salle Barbara.

#### Poésie
- Raymond Queneau a écrit Saint-Ouen's blues
- Jean-Luc Fortier, un habitant de Saint-Ouen, a écrit des poèmes sur la ville et son chemin de fer dans Le train à Saint-Ouen - Un rêve.

Littérature
- Émile Zola situe une partie de son roman Thérèse Raquin à Saint-Ouen.

#### Cinéma
Deux films témoignent de la culture ouvrière autour des anciennes usines Wonder : 
- La Reprise du travail aux usines Wonder, film de dix minutes tourné en mai 1968, devant l'usine de Saint-Ouen, par Pierre Bonneau et Jacques Willemont[99].
- Reprise, film de 3 h 12 min d'Hervé Le Roux en 1996, qui, à partir du film de 1968, revient sur ces événements.
- 1964 : Le Train de John Frankenheimer (La Gare de triage)
- 1965 : Belphégor ou le Fantôme du Louvre série télévisée de Claude Barma (Marché aux Puces Paul-Bert, Rue des Rosiers, Rue Voltaire, Rue Paul-Bert)
- 1962 : Arsène Lupin contre Arsène Lupin d'Édouard Molinaro
- 1982 : Tir groupé de Jean-Claude Missiaen
- 1984 : La Septième Cible de Claude Pinoteau
- 1985 : Le Pactole de Jean-Pierre Mocky
- 1988 : Une nuit à l'Assemblée nationale de Jean-Pierre Mocky
- 1996 : Un air de famille de Cédric Klapisch
- 2002 : La Vérité sur Charlie de Jonathan Demme
- 2006 : Enfermés dehors d'Albert Dupontel
- 2016 : Série TV Braquo Saison 4 de Xavier Palud et Frédéric Jardin (boulevard Victor Hugo)
- 2018 : Break de Marc Fouchard, tourné en partie autour de la Grande Nef de l'Île-des-Vannes
- 2020 : Adieu les cons! d'Albert Dupontel

### Vignes et vin à Saint-Ouen

#### Un vignoble remontant auXIIIesiècle
L'étude de l'histoire de Saint-Ouen montre une ancienne tradition viticole. La vigne est une des plus anciennes cultures locales. Au XIIIe siècle, il est déjà fait mention de marcs devant être portés, selon les cas, à l'un des pressoirs banniers du monastère, situés à Saint-Denis, à La Chapelle et à Saint-Ouen. Elle est cultivée le plus souvent sur de petites parcelles, parfois proches des maisons du village. La vigne est aussi cultivée au sein des propriétés royales : en 1397, Isabeau de Bavière reçoit du roi Charles VI, son mari, le château de Saint-Ouen avec ses jardins, terres et vignes, pour « aller jouer et esbattre quand bon lui semblera ».

#### Expansion et déclin
Bénéficiant de la notoriété du « vin de Saint-Ouen » — bu à la table des rois de France dit-on — le vignoble s'étend progressivement. Il couvre 17 hectares en 1717, 22 en 1784, contre respectivement 129 et 353 hectares de terres labourables. Les parcelles se situent au sud et à l'ouest du village, de chaque côté de la route dite « des princes » et en bordure de Saint-Denis. Le village compte alors environ une quarantaine de familles de vignerons. En 1811, les ceps sont élevés principalement sur trois aires : « La Côte », en bord de Seine (une vingtaine de parcelles), le lieu-dit « Les Châteaux » (83 parcelles), « Les Plants Forts » (près d'une quarantaine de parcelles). Les propriétaires, au nombre d'une soixantaine au moins, résident en grande majorité à Saint-Ouen mais aussi à Paris, Saint-Denis, Clichy, La Chapelle. En 1897, la vigne occupe encore 30 hectares dont deux hectares appartenant au grand exploitant agricole Guillaume Compoint. Né en 1846 et maintes fois primé aux concours agricoles, Guillaume Compoint est alors le plus grand propriétaire terrien de Saint-Ouen. En 1905, il exploite 150 hectares sur lesquels il cultive asperge, luzerne, avoine, blé, betterave fourragère oignon et vigne. Son vignoble est essentiellement planté en gamay d’Argenteuil et, dans une moindre mesure en meslier blanc et noir. Les rendements moyens sont très élevés : en 1905, la récolte s’élève à 150 pièces (tonneaux de 225 litres), en 1906 à 90. Ce vin se fabrique dans une cave du Vieux Saint-Ouen où tiennent six grandes cuves. En hiver, quatre vignerons et une dizaine de femmes travaillent à soigner la vigne, elles se chargent notamment de l’ébourgeonnage (suppression des pousses indésirables). Pendant les vendanges, Guillaume Compoint emploie une centaine de travailleurs. La guerre de 1914-1918 marque la fin du vignoble.

### Héraldique
| Blason de Saint-Ouen-sur-Seine | Blason  | De gueules semé de grandes étoiles d'argent à huit rais, chargées chacune en coeur d'un tourteau d'azur surchargé d'un soleil percé d'or. Ornements extérieursL'écu est tenu par deux chevaliers de l'ordre de l'Étoile (1351). Devise / Cri« Monstrant regibus astra viam » (les astres montrent la route aux rois). |
| Blason de Saint-Ouen-sur-Seine | Détails | C'est au cœur du Moyen Âge que sont nées les armoiries de la ville. Elles symbolisaient alors l'ordre de l'Étoile, qu'institua le roi Jean le Bon pour la compagnie des "Chevaliers de Notre-Dame de la Noble Maison de Saint-Ouen-les-Saint-Denis" ; la "Noble Maison" faisant référence à la résidence favorite des Mérovingiens puis des Valois. Le blason a été adopté officiellement par Saint-Ouen en 1860, puis refondu en 1959 par l'héraldiste Louis Robert. |

### Identité visuelle

Logo de la ville de Saint-Ouen jusqu'en 2011.
Logo utilisé de 2011 à 2020.
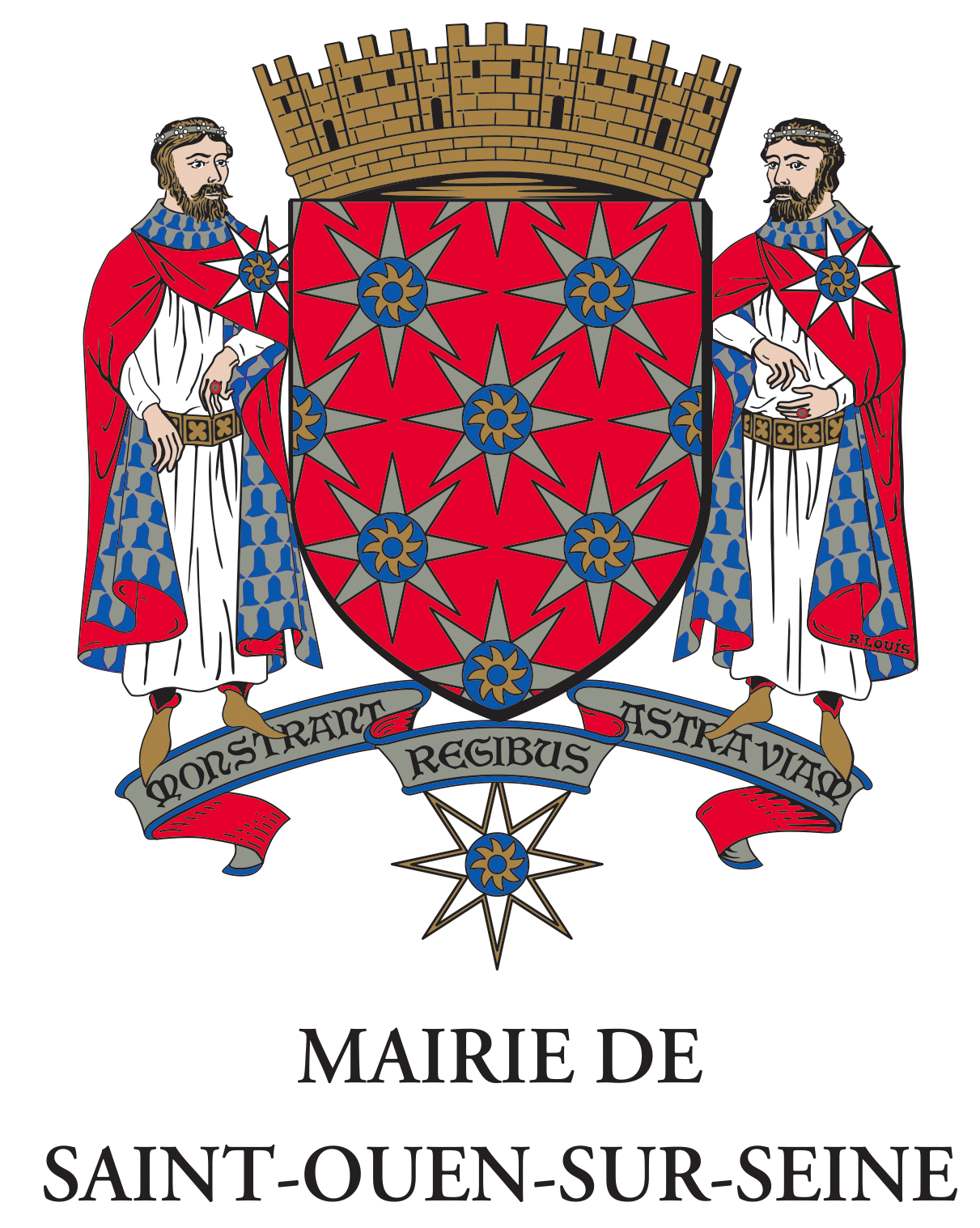
Logo blason utilisé de 2014 à 2021
Logo blason depuis 2021

## Pour approfondir